# Łuków
Łuków – miasto będące gminą miejską w Polsce, w województwie lubelskim, w powiecie łukowskim; siedziba władz powiatu łukowskiego i gminy wiejskiej Łuków. Węzeł kolejowy ze stacją węzłową, przemysł obuwniczy, mięsny, spożywczy, lokalny ośrodek usługowy rolnictwa, największy ośrodek miejski między Lublinem, Siedlcami, Puławami a Białą Podlaską.
Według danych GUS z 30 czerwca 2022 r. Łuków liczył 27 569 mieszkańców. Liczba ludności Łukowa plasuje go na 155 miejscu wśród 954 miast w Polsce pod względem liczby mieszkańców (1 stycznia 2021 r.). Pod względem powierzchni miasto zajmuje 138. miejsce. Miasto stanowi 2,6% powierzchni powiatu i 27,7% jego ludności.
Łuków był miastem królewskim Korony Królestwa Polskiego w starostwie łukowskim w ziemi łukowskiej województwa lubelskiego, w północno-wschodniej części Małopolski. W XIII wieku Łuków położony był w ziemi sandomierskiej, gdzie stanowił kasztelanię oraz jeden z głównych grodów.

## Położenie

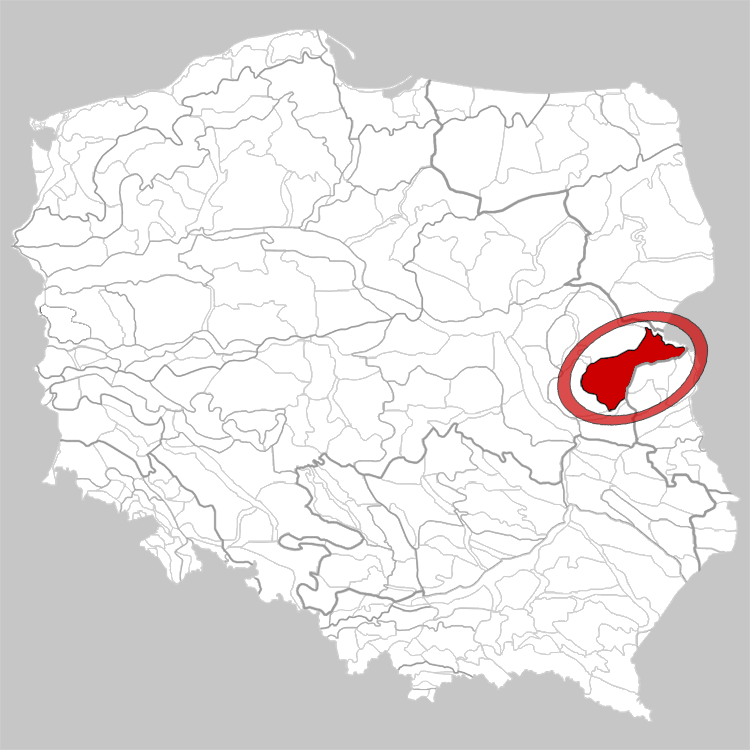
Położenie Równiny Łukowskiej na mapie Polski

Łuków położony jest w zachodniej części Równiny Łukowskiej, będącej częścią Niziny Południowopodlaskiej.
Według podziału na regiony historyczne Polski cała ziemia łukowska (z Siedlcami i Radzyniem) należy do Małopolski.
Łuków był stolicą ziemi łukowskiej, która przez ponad 500 lat znajdowała się na północno-wschodniej rubieży Małopolski. Przed przynależnością do Lubelszczyzny od 1474 roku, związana była z województwem sandomierskim. Po rozbiorach Polski, od utworzenia województwa podlaskiego, powiat łukowski często, wbrew tej długiej tradycji, zaliczany jest do Podlasia. W latach 1975–1998 miasto administracyjnie należało do województwa siedleckiego.
Według danych z 1 stycznia 2021 powierzchnia miasta wynosi 35,75 km²
Przez os. Sienkiewicza i Nowy Łuków II (os. Mickiewicza) przebiega środkowy równoleżnik terytorium Polski. Miasto leży blisko wschodniej granicy strefy czasu środkowoeuropejskiego. Południe słoneczne w Łukowie wypada o godzinie 11:28 czasu środkowoeuropejskiego, a o 12:28 czasu południka 30°E (czas letni).
Łuków graniczy z 10 wsiami i kompleksem Lasów Łukowskich (Jata, od strony NW). Do pobliskich miast prowadzą drogi krajowe w trzech kierunkach i wojewódzkie w trzech kierunkach.

## Warunki naturalne

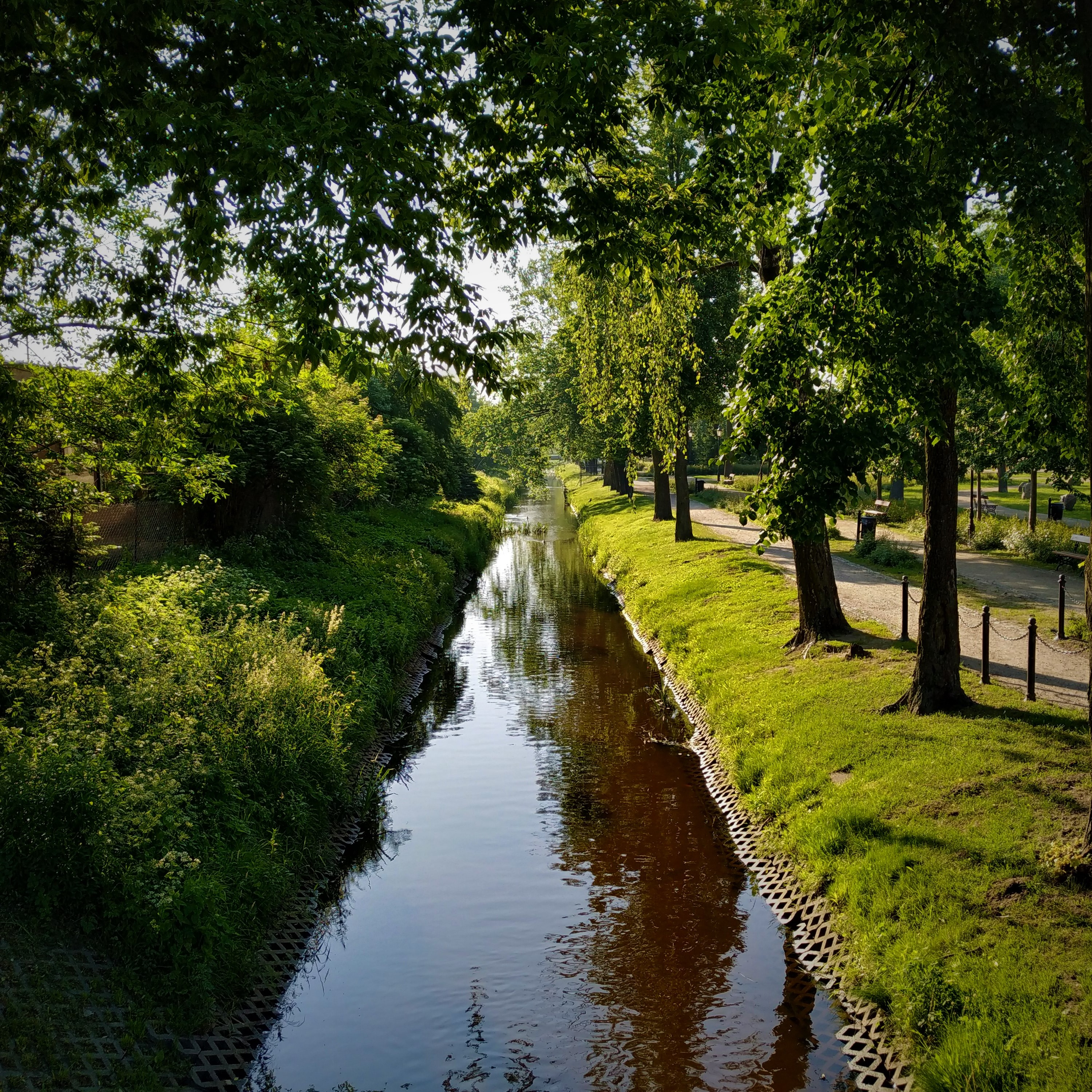
Krzna Południowa widziana z mostu na ul. Warszawskiej

### Położenie topograficzne
Gród łukowski zlokalizowany został w zakolu Krzny Południowej i znajdował się 160 m n.p.m. Dawny rynek lokowanego miasta (obecnie pl. Solidarności i Wolności) leży na wysokości 161 m n.p.m., a plac Narutowicza w nowszym centrum miasta – 162 m n.p.m. W granicach administracyjnych znajdują się tereny posiadające wysokości bezwzględne 157–170 m n.p.m. Jedno z północnych przedmieść sięga do Krzny Północnej (również 160 m n.p.m.).
Według danych z roku 2002 Łuków ma obszar 35,75 km², w tym:
- użytki rolne: 62%
- użytki leśne: 13%

W dolinie Krzny Południowej znajdują się zalew Zimna Woda, łąki, ogródki działkowe, bulwar, park, stadion, a na wschodzie oczyszczalnia ścieków. Tereny zabudowane otoczone są polami uprawnymi i nieużytkami. W większej odległości z wielu stron występują lasy.

### Klimat (1979–2013)
| Miesiąc                                 | Sty   | Lut   | Mar   | Kwi  | Maj  | Cze  | Lip  | Sie  | Wrz  | Paź  | Lis   | Gru   | Roczna |
| --------------------------------------- | ----- | ----- | ----- | ---- | ---- | ---- | ---- | ---- | ---- | ---- | ----- | ----- | ------ |
| Rekordy maksymalnej temperatury [°C]    | 12.1  | 17.3  | 20.7  | 30.2 | 31.7 | 33.6 | 35.4 | 35.4 | 30.6 | 24.2 | 17.4  | 14.4  | 35,4   |
| Średnie temperatury w dzień [°C]        | -0.1  | 0.9   | 6.0   | 13.4 | 19.4 | 22.0 | 24.1 | 23.6 | 18.2 | 12.4 | 5.5   | 1.3   | 12,2   |
| Średnie dobowe temperatury [°C]         | -2.7  | -2.1  | 2.0   | 8.1  | 13.8 | 16.6 | 18.5 | 17.9 | 13.1 | 8.1  | 2.8   | -1.0  | 7,9    |
| Średnie temperatury w nocy [°C]         | -5.3  | -5.0  | -1.7  | 3.0  | 8.0  | 11.1 | 12.9 | 12.3 | 8.4  | 4.3  | 0.2   | -3.5  | 3,7    |
| Rekordy minimalnej temperatury [°C]     | -31.6 | -27.7 | -21.9 | -5.8 | -2.5 | 1.1  | 6.0  | 4.0  | -1.6 | -9.1 | -17.9 | -23.7 | −31,6  |
| Opady [mm]                              | 25    | 21    | 27    | 31   | 51   | 61   | 64   | 55   | 48   | 30   | 32    | 29    | 475    |
| Średnia liczba dni z opadami            | 8     | 7     | 8     | 7    | 10   | 12   | 12   | 10   | 9    | 7    | 9     | 9     | 108    |
| Źródło: Na podstawie 35-lecia 1979–2013 |       |       |       |      |      |      |      |      |      |      |       |       |        |

### Lasy i ochrona przyrody

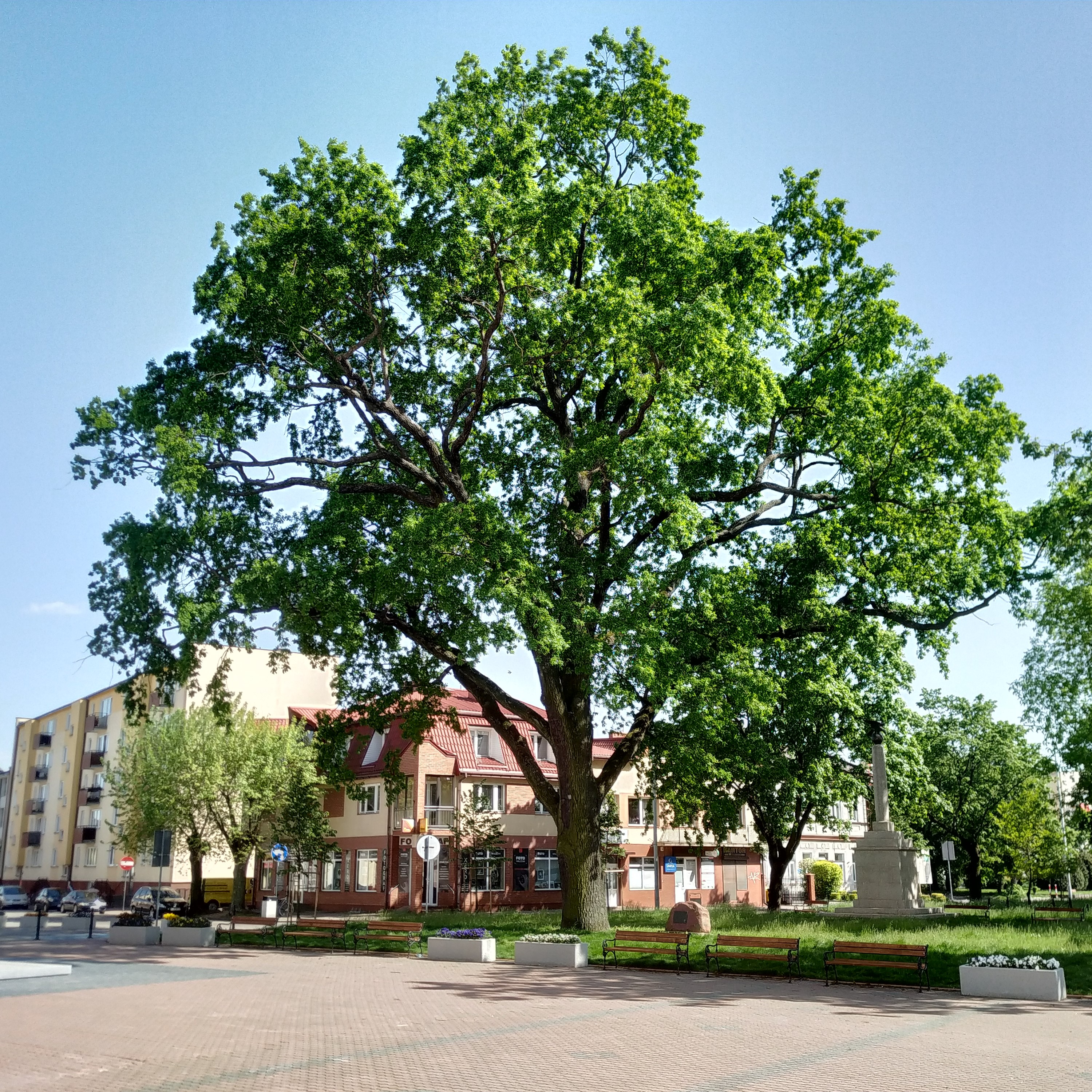
Dąb Wolności na placu Gabriela Narutowicza (posadzony w listopadzie 1918 r.), pomnik przyrody

W granicach miasta znajdują się lasy:
- Zimna Woda (po stronie pn.-zach.)
- Góry (pn.-wsch.)
- Zapowiednik (wsch.)
- lasek na zachód od wsi Podgaj
- lasek Kierkut (pd.)
- laski na pograniczu z wsią Świdry (pd.-zach.)
- lasek przy końcu ul. Strzelniczej (zach.)

Ponadto przy pd.-zach. granicy Łukowa znajduje się Las Ryżkowski i Sochacz.

#### Pomniki przyrody
- Dąb Wolności – dąb szypułkowy posadzony w listopadzie 1918 r.[13]
- głaz narzutowy (z tablicą 1233–1983. 750 lat Łukowa)[14]

Oba chronione obiekty przyrodnicze są jednocześnie pamiątkami historycznymi.
Część lasu Zimna Woda, będącego w granicach miasta, należy do Łukowskiego Obszaru Chronionego Krajobrazu.

## Nazwa miasta
Nazwa Łuków pojawia się po raz pierwszy w notatkach z 1233 roku. W dokumencie Bolesława Wstydliwego, wydanym dla biskupa płockiego, książę uwolnił dobra kockie spod jurysdykcji Castelani nostri de Lucow. Nazwa Łuków pochodzi od słowiańskiego pnia słowotwórczego łuk, który jest zrozumiały na gruncie analizy materiału onomastycznego z całej Słowiańszczyzny. W przedhistorycznej epoce języka polskiego rdzeń łuk posiadał oboczne formy łęk (porównaj łąka) i ług. Nazwa Łuków początkowo określała miejsce położone na terenie podmokłym. Należy zatem do typu nazw topograficznych. Nazwa mieszkańca miasta to łukowianin (forma drugiego przypadku liczby mnogiej: łukowian), zaś mieszkanki – łukowianka.

## Historia

### Średniowiecze

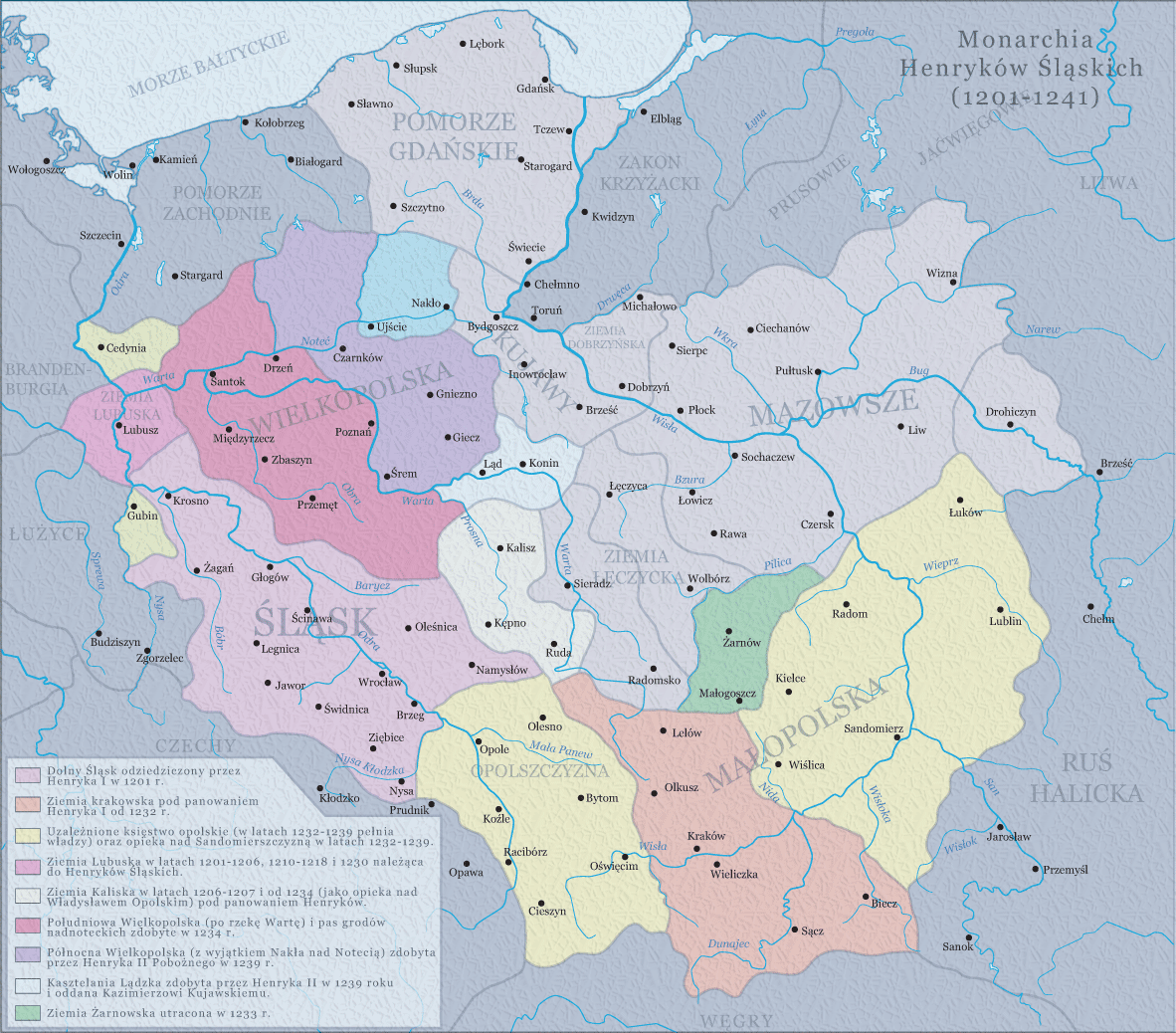
Ziemie polskie w latach 1201–1241. Łuków był w tym czasie grodem przygranicznym

Pierwsze wzmianki pochodzą z 1233 roku, w Łukowie istniała małopolska kasztelania o strategicznym, nadgranicznym znaczeniu. W połowie XIII w. książę Bolesław Wstydliwy osadził w Łukowie templariuszy i wystarał się o utworzenie biskupstwa misyjnego – wymienianego w bulli papieża Aleksandra IV z 1 lutego 1257. Zadaniem rycerzy zakonnych miała być obrona grodu przed najazdami plemion pogańskich oraz stworzenie bazy dla ich chrystianizacji. Jednak wskutek interwencji Krzyżaków diecezja łukowska formalnie istniała tylko w latach 1254–1257 – papież cofnął pełnomocnictwo niedawno mianowanemu biskupowi, Bartłomiejowi z Pragi.

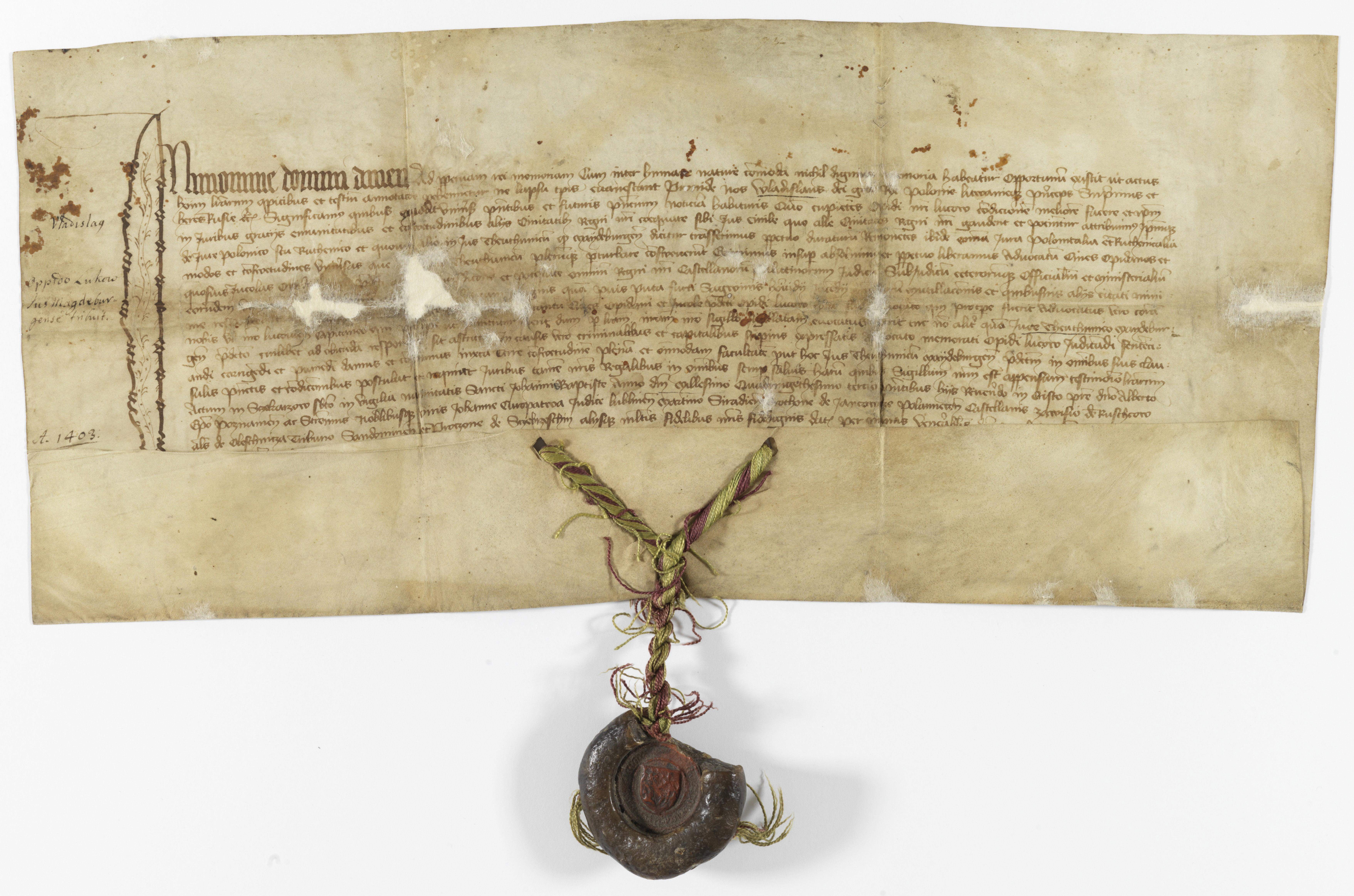
Władysław Jagiełło, król Polski, przenosi miasto Łuków z prawa polskiego i ruskiego na magdeburskie (Szczekarzew, 23 czerwca 1403 r.)

Już w XIII wieku istniał w Łukowie drewniany zamek, obsadzony stałą załogą. Znajdował się w zakolu Krzny Południowej po jej lewej stronie, między dzisiejszymi ulicami: Kanałową, Laskowskiego i fragmentem ul. Wyszyńskiego. Warownia istniała jeszcze w XVII wieku; została ostatecznie zniszczona w czasie najazdu wojsk siedmiogrodzkich z 1657. Tereny te stanowią zarazem najstarszą część miasta; do czasów współczesnych nie zachowały się tam jednak żadne zabytkowe budowle ani ich pozostałości.
Gród był wielokrotnie niszczony: przez Prusów, Tatarów, Jaćwingów i Litwinów, m.in. w latach 1241 (najazd mongolski na ziemie polskie), 1244, 1260, 1282 lub 1283, 1283 i 1350. Częste napady znacząco hamowały rozwój osadnictwa. Według badań T. Ladenbergera na początku panowania Kazimierza Wielkiego cała parafia łukowska liczyła 192 mieszkańców (Łuków i okoliczne wioski). Dopiero zawarcie w 1385 roku unii polsko-litewskiej dało względne uspokojenie sytuacji. W 1369 roku Kazimierz Wielki nadał Łukowowi prawa wolnego miasta. Przywilejem z 23 czerwca 1403 Władysław Jagiełło przeniósł Łuków z prawa polskiego na prawo magdeburskie. Z kolei w maju 1455 Kazimierz Jagiellończyk nadał miastu targ tygodniowy, mający się odbywać w każdy poniedziałek.

### XVI–XVIII wiek
Aleksander Jagiellończyk 16 kwietnia 1505 nadał przywilej, zezwalający na zbudowanie w mieście ratusza i zaprowadzenie w nim wag. Budynek ten nie zachował się i nie wiadomo, gdzie dokładnie się znajdował.
Poważną przeszkodą dla rozwoju Łukowa były częste pożary – sprzyjał ich powstawaniu fakt, iż zdecydowana większość zabudowań była drewniana; dodatkowo ciasna zabudowa ułatwiała rozprzestrzenianie się ognia między sąsiadującymi budynkami. Z zachowanych do czasów współczesnych przekazów źródłowych wiadomo, że miasto uległo poważnym zniszczeniom w latach 1517, 1528, 1533 i 1601. Pożar z 1533 roku spowodował tak dotkliwe straty, że Zygmunt Stary w 1534 r. uwolnił na 18 lat mieszczan łukowskich od płacenia myta i szosu, a także od obowiązku dostarczania wozu wojennego, stawiając za warunek odbudowę w przeciągu pięciu lat przynajmniej większości domów i przywrócenie zniszczonych obwarowań do stanu sprzed pożaru. Ten sam władca nadał w 1543 r. na ogólny użytek miasta prawo propinacji wódki.
W okresie od XV do XVIII w. Łuków był miejscem, w którym odbywały się sesje sądów szlacheckich: ziemskiego i grodzkiego. W XVI i pierwszej połowie XVII wieku miasto przeżywało rozkwit. W 1629 roku z inicjatywy starosty łukowskiego, Erazma Domaszewskiego, do miasta sprowadzono zakon bernardynów. Na przeznaczonym dla zakonników terenie wzniesiono najpierw drewniany kościół pw. Świętego Krzyża i takiż klasztor; następnie w roku 1655 zaczęto budować murowane: kościół oraz zabudowania klasztorne. Budowa świątyni trwała z przerwami aż do 1770 r. Bernardyni założyli w I połowie XVII wieku fabrykę sukna, która przetrwała do początku XIX wieku, a także duży ogród warzywny i sad. Zakon ten przyczynił się do rozwoju gospodarczego Łukowa.

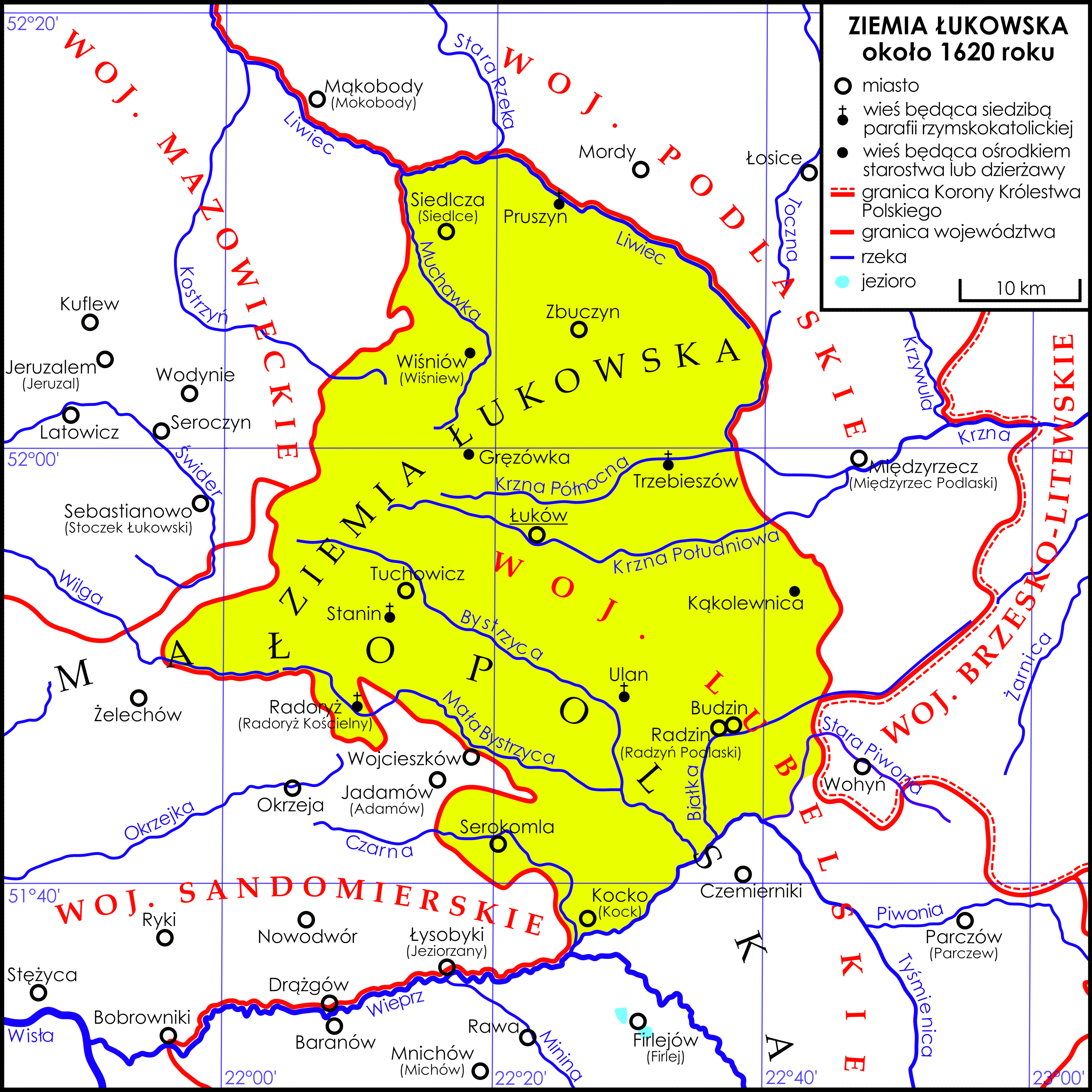
Mapa ziemi łukowskiej (kolor żółty) i obszarów do niej przylegających w granicach z około 1620 roku

Miasto zostało dotkliwie zniszczone najpierw przez kozaków podczas powstania Chmielnickiego, następnie przez najazd wojsk szwedzkich i siedmiogrodzkich z 1657 r. – spłonął wtedy zamek, ratusz i kościół, a liczba domów zmniejszyła się z dwustu do 37 w 1659 r. 1676 r. Łuków liczył zaledwie 304 mieszkańców. Przed okresem pożogi w mieście mogło mieszkać więcej niż tysiąc Żydów, zaś w 1676 r. – 74 osoby. Spadek liczebności tej grupy był przede wszystkim skutkiem pogromów: ze strony Kozaków w 1648 r., Moskali w 1655 r. oraz Szwedów i Siedmiogrodzian w 1657 r.. Wydarzenia z połowy XVII wieku spowodowały gospodarczy upadek miasta.
Ożywienie gospodarcze przyniósł wiek XVIII – w 1775 r. Łuków ponownie stał się kasztelanią. W 1760 r. miasto liczyło ok. 2,5 tys. mieszkańców, w tym 1563 Żydów, zaś w 1780 r. ok. 3 tys. mieszkańców, w tym ok. 2 tys. Żydów. Liczna społeczność żydowska ok. 1764 r. wzniosła murowaną synagogę (istniała do 1944 r.). Korzystną passę przerwał pożar z 1783 roku, który zniszczył większość miasta. W roku 1787 populacja wynosiła już tylko 1644 osoby, w tym 772 Żydów. W latach 1764–1780 urząd wicesgerenta grodu łukowskiego sprawował Grzegorz Chromiński herbu Lubicz.
Łuków może się poszczycić wiekowymi tradycjami edukacyjnymi. W 1696 r. z fundacji okolicznej szlachty w mieście osiedlili się pijarzy, którzy w roku 1701 założyli kolegium o wysokim poziomie nauczania. W roku 1733 uczelnia została rozbudowana o internat (konwikt Szaniawskich); szkoła jako jedna z pierwszych w kraju wprowadziła reformy Komisji Edukacji Narodowej. Wychowankami kolegium byli m.in. Franciszek Salezy Jezierski, Bronisław Ferdynand Trentowski i Jan Krzysztof Kluk. W miejscu istniejącego w latach 1704–1725 drewnianego pijarskiego kościoła, wzniesiony został między 1733 a 1762 r. murowany, pw. Przemienienia Pańskiego. Zaprojektował go królewski architekt, Antonio Solari, we współpracy z Pawłem Antonim Fontaną.

### 1795–1918
W 1795 roku, w wyniku III rozbioru, Łuków znalazł się w zaborze austriackim (Nowa Galicja); w 1809, w wyniku wojny polsko-austriackiej, w granicach Księstwa Warszawskiego (departament siedlecki); w 1815, w wyniku kongresu wiedeńskiego, w Królestwie Polskim, zaborze rosyjskim (województwo podlaskie, następnie gubernia lubelska, następnie gubernia siedlecka).
W 1803 r. miasto doznało strat w wyniku kolejnego dużego pożaru. W XIX w. i na początku XX w. do poważnych zniszczeń od ognia dochodziło jeszcze w latach: 1812 (w tym przypadku doszło do podpalenia przez oddziały kozackie), 1820, 1870, 1881, 1892, 1902. Dnia 9 maja 1894 została utworzona łukowska Ochotnicza Straż Pożarna.
W 1819 r. miasto liczyło 2270 mieszkańców. W mieście znajdowało się 348 domów, z czego 25 było murowanych, a 323 – drewniane. W 1820 r. odnotowano już 56 budynków murowanych, a w 1824 r. – 3586 mieszkańców. Według rejestru pomiarowego, w 1825 r. obszar miasta wynosił 3233 ha (32,33 km²), z czego 133 ha (1,33 km²) stanowiły „miejsca zabudowane z ogrodami”.
W dniach 5 i 6 lutego 1831 w Łukowie znajdował się kilkutysięczny korpus rosyjski pod dowództwem gen. Fiodora Geismara, który 14 lutego poniósł klęskę w bitwie pod Stoczkiem, stoczonej z korpusem polskim pod dowództwem gen. Józefa Dwernickiego. Ludność Łukowa, mimo nie najlepszych warunków życia, odznaczała się zawsze postawą patriotyczną i brała czynny udział w powstaniach i ruchach niepodległościowych. Po powstaniu listopadowym (w 1839 roku) działał tu Związek Patriotyczny, zorganizowany przez młodzież łukowską i warszawską. Przewodniczył jej Karol Levittoux – wychowanek gimnazjum łukowskiego. Wykrycie przez Rosjan „spisku” było bezpośrednią przyczyną likwidacji szkoły średniej w Łukowie i przeniesienia jej w 1844 r. do Siedlec.

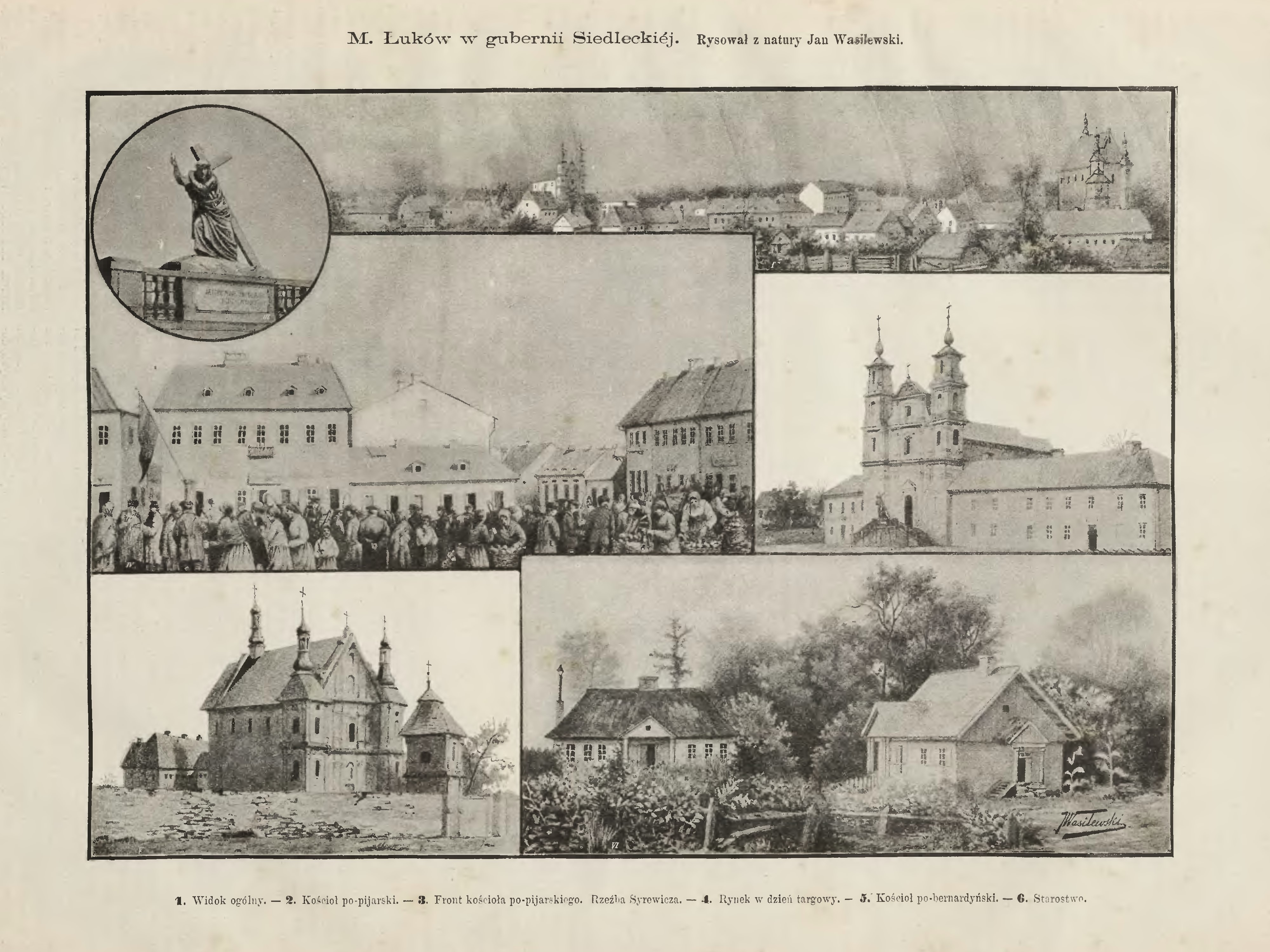
Rycina przedstawiająca Łuków, opublikowana w czasopiśmie „Kłosy” w 1890 r.

W noc wybuchu powstania styczniowego (22/23 stycznia 1863) miała w Łukowie miejsce potyczka z oddziałem armii carskiej. Oddział w sile ok. 350 powstańców, w tym ok. 60 mieszczan łukowskich, zaatakował garnizon carski stacjonujący przy ul. Międzyrzeckiej, liczący ok. 500 żołnierzy z 6 i 8 kompanii 2 batalionu Kostromskiego Pułku Piechoty. Straty strony polskiej wyniosły 4 zabitych i 3 rannych, a straty rosyjskie: 3 zabitych i 20 rannych. Powstańcy wycofali się z miasta. Jeszcze przed rozpoczęciem powstania, naczelnikiem wojskowym powiatu łukowskiego został wikariusz z parafii Przemienienia Pańskiego, ks. Stanisław Brzóska. Służył on jako kapelan oddziałów powstańczych i jednocześnie brał udział w walkach. Jego grupa działała w okolicy jeszcze po upadku powstania, do listopada 1864. Schwytany przez Rosjan 29 kwietnia następnego roku, został stracony 23 maja 1865 w Sokołowie Podlaskim, wraz ze swoim adiutantem, łukowianinem Franciszkiem Wilczyńskim.

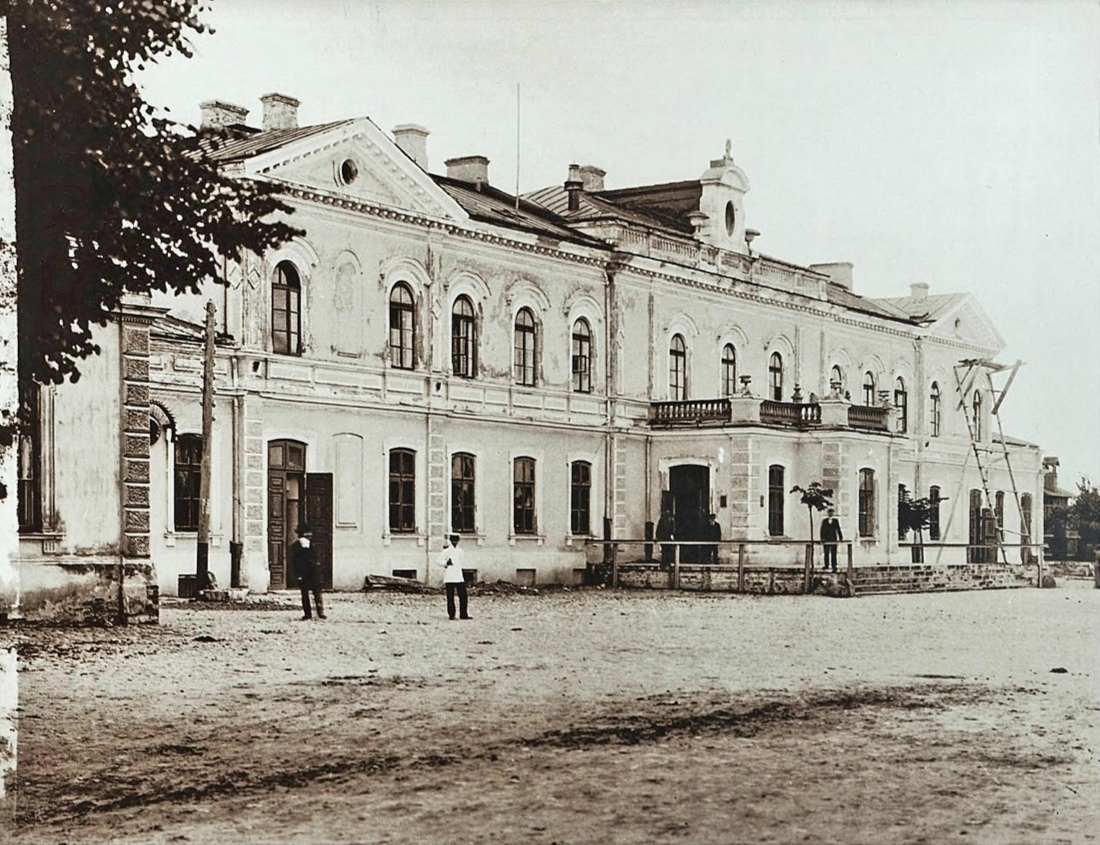
Dworzec w Łukowie na początku XX wieku, widziany od strony miasta – pierwotny wygląd budynku (fot. Adolf Gancwol-Ganiewski)

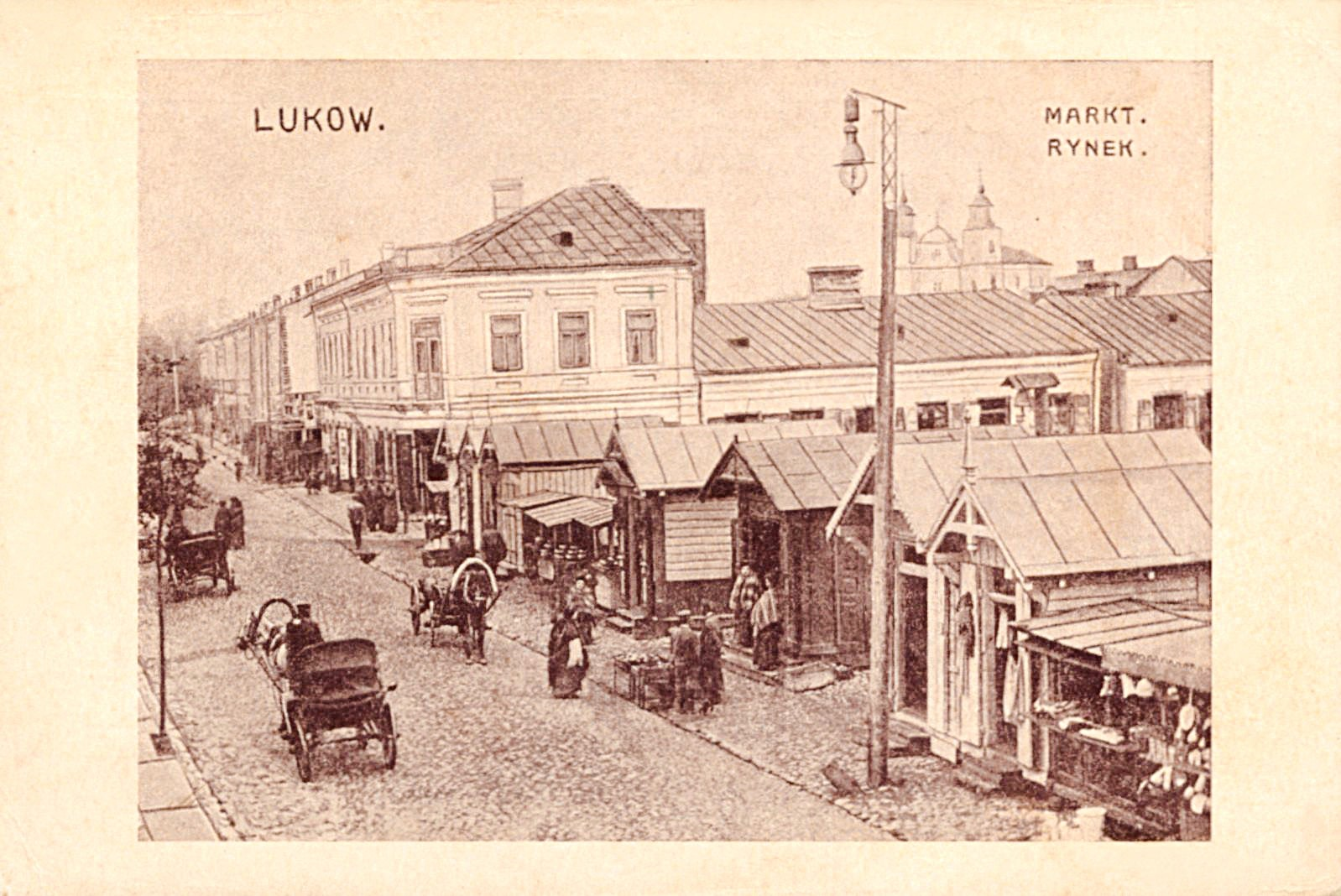
Rynek w Łukowie na niemieckiej pocztówce z ok. 1915 r. (obecnie pl. Solidarności i Wolności, róg ulic: Wyszyńskiego i Zdanowskiego)

W drugiej połowie XIX wieku przeprowadzono przez Łuków trzy linie kolejowe. Miasto stało się ważnym węzłem transportowym, co walnie przyczyniło się do jego rozwoju. Kolej Warszawa – Terespol została otwarta 18 września 1867, przy czym odcinek Siedlce – Łuków zaczął funkcjonować zimą 1866/1867. 1 grudnia 1866 na stację Łuków przyjechał z Siedlec pierwszy pociąg. Równocześnie, w latach 1866–1867, powstał budynek dworca kolejowego. 3 lutego 1873 podjęto decyzję o budowie kolejnej linii przebiegającej przez Łuków – łączącej twierdzę w Dęblinie z twierdzą w Brześciu. Budowę zakończono w 1880 r. W 1898 r. ukończono natomiast linię z Łukowa do Lublina.

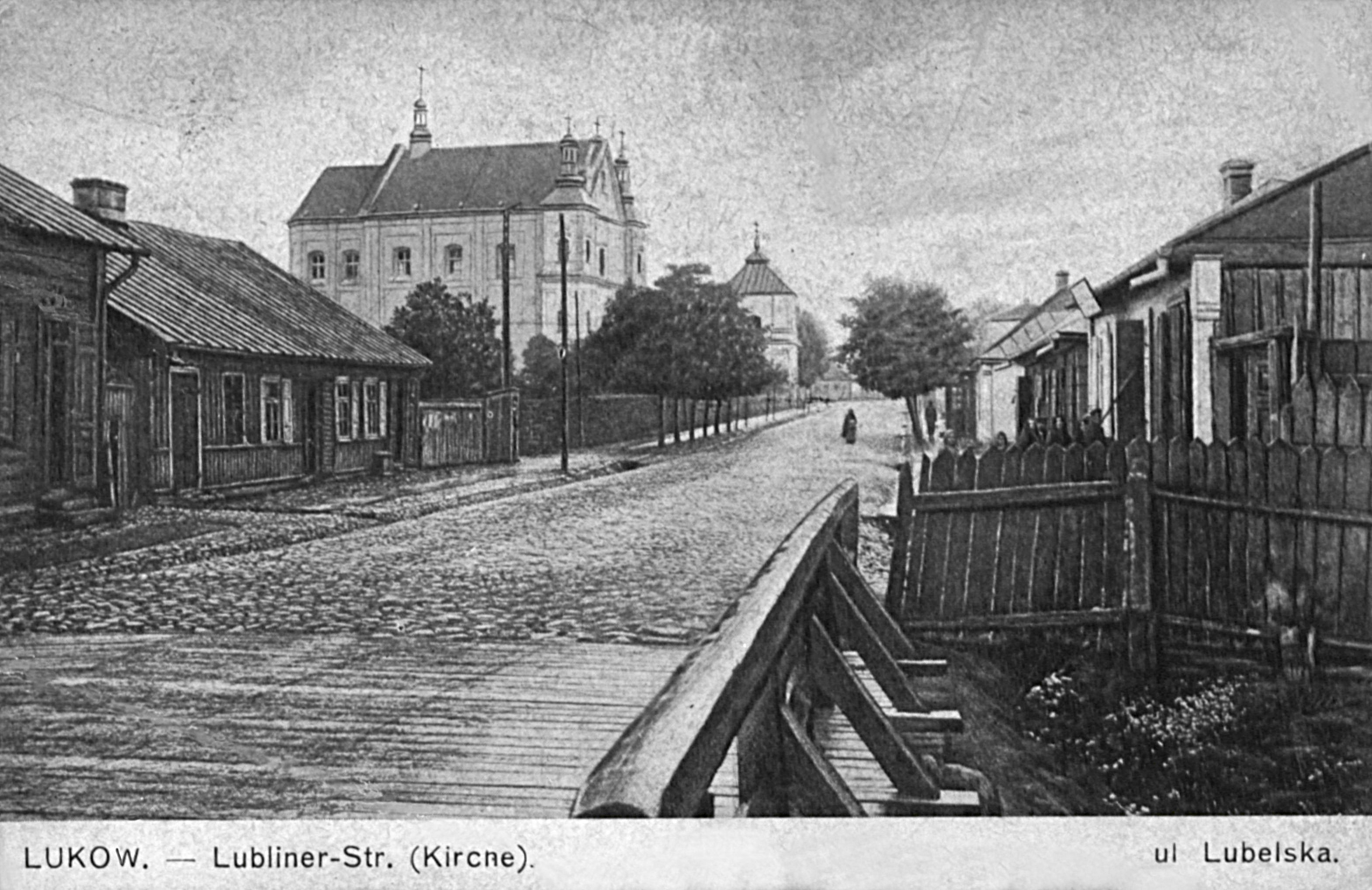
Ulica Lubelska widziana z mostu na Krznie Południowej na niemieckiej pocztówce z ok. 1916 r. (obecnie fragment ul. Wyszyńskiego, widoczny kościół Podwyższenia Krzyża Świętego

Polityka rusyfikacji prowadzona w XIX w. przyniosła upadek szkolnictwa. Wielu światłych łukowian czyniło starania o utworzenie szkoły w budynku poklasztornym przy kościele pobernardyńskim (zagrożonym przebudową na cerkiew). Dopiero w 1902 r. kurator zgodził się na 4-klasową szkołę o poziomie czterech niższych klas gimnazjalnych z językiem polskim jako przedmiotem nieobowiązkowym. W 1899 r. powstała 2-klasowa prywatna szkoła dla dziewcząt (pensja żeńska). Od roku szkolnego 1911/1912 staraniem Stanisława Szałowskiego, prezesa Polskiej Macierzy Szkolnej w Łukowie, zaczęła funkcjonować Szkoła Handlowa. Była to czteroklasowa placówka prywatna, istniejąca obok starszej czteroklasowej szkoły miejskiej. W 1916 r. została przemianowana na sześcioklasową Szkołę Realną. Z kolei w 1919 r. przekształcono ją w Państwowe Gimnazjum im. Tadeusza Kościuszki.

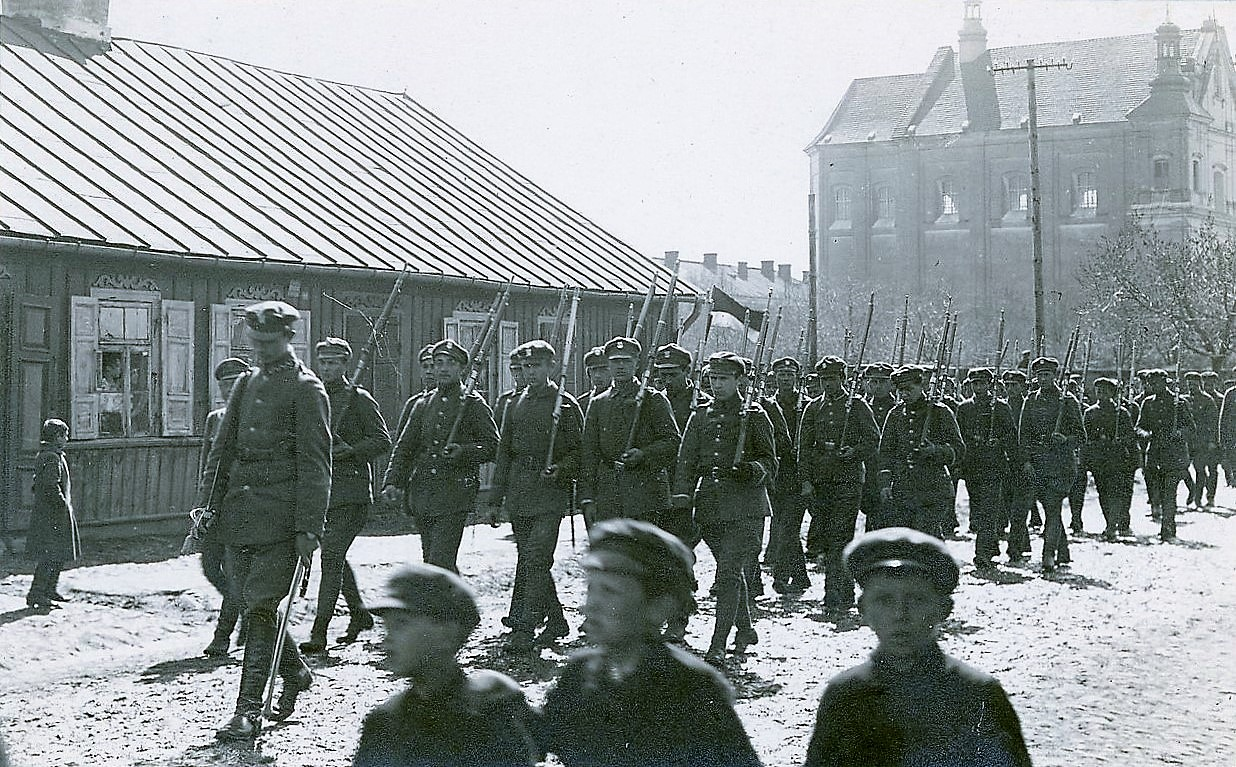
Przemarsz kompanii POW pod dow. Stanisława Zdanowskiego przez Łuków

W 1912 r. Łuków liczył 12 777 mieszkańców, w tym narodowości: 3752 – polskiej; 8173 – żydowskiej; 730 – białoruskiej; 40 – wielkoruskiej; 82 – niemieckiej. W 1914 r. populacja miasta wynosiła 13 332 osoby. Wybuch I wojny światowej spowodował ewakuowanie się w głąb Imperium Rosyjskiego ludności rosyjskiej w sierpniu 1915 r. 12 sierpnia 1915 Łuków został zajęty przez wojska austro-węgierskie i niemieckie. Do października 1915 miasto znajdowało się pod kontrolą austro-węgierską, następnie przez trzy lata – niemiecką. Niemcy wprowadzili administrację cywilną. W czasie okupacji działały polskie organizacje będące ewenementem w skali kraju: Łukowska Rada Powiatowa i Rada Miejska, a także Łukowska Milicja Powiatowa. 3 maja 1916 miała miejsce bardzo liczna manifestacja narodowa z okazji 125 rocznicy uchwalenia
Konstytucji 3 maja; na ścianie budynku popijarskiego wmurowano pamiątkową tablicę. W 1917 r., rozporządzeniem okupacyjnych władz niemieckich, do miasta Łukowa zostały włączone: Cieszkowizna, Glinki, Zimna Woda i były majątek Starostwo (po parcelacji majątku powstał na tym obszarze Nowy Łuków). W latach 1917–1918 Niemcy wznieśli na cmentarzu wojennym drewnianą kaplicę (spłonęła w 1972 r.). Dnia 10 listopada 1918 Rada Miejska wezwała Niemców do przekazania władzy Polakom. 11 listopada do miasta wkroczyły oddziały Polskiej Organizacji Wojskowej. Do 12 listopada formacje niemieckie zostały rozbrojone.

### Po 1918 roku

#### 1919–1939

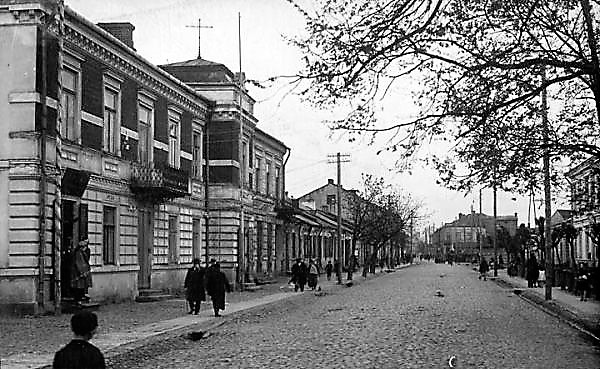
Ulica Chącińskiego w centrum Łukowa w 1929 r., po lewej stronie budynek ówczesnych: Stowarzyszenia Kulturalno-Oświatowego „Ogniwo” i Klubu Miejskiego; obecnie siedziba Miejskiej Biblioteki Publicznej im. Henryka Sienkiewicza

W dniach 11–17 sierpnia 1920, w trakcie wojny polsko-bolszewickiej, Łuków znalazł się pod sowiecką okupacją. 17 sierpnia do miasta wkroczyły oddziały polskie, a z krótką wizytą przebywał Józef Piłsudski. Tego samego dnia rozpoczął się, trwający kilka dni, pogrom ludności żydowskiej, którego bezpośrednią przyczyną były kierowane pod adresem Żydów oskarżenia o sympatyzowanie z bolszewikami. Polscy żołnierze i cywile plądrowali żydowskie mieszkania i sklepy. Zamordowanych zostało kilkunastu Żydów, m.in. 10 mężczyzn zabitych w zbiorowej egzekucji kilka kilometrów od miasta; wielu innych zostało ciężko rannych. W pogromie brała udział miejscowa ludność polska oraz żołnierze oddziałów poznańskich.

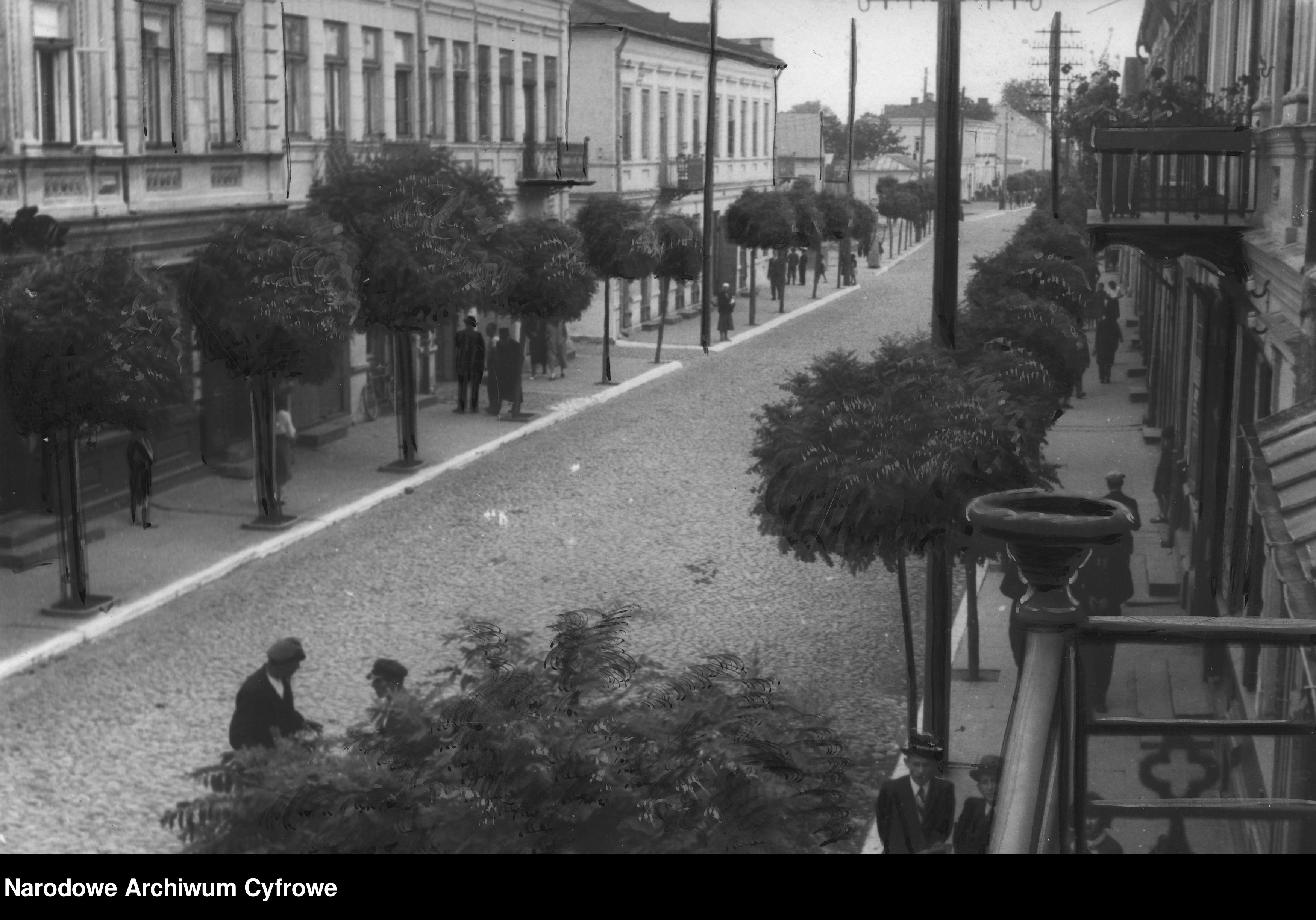
Ulica Chącińskiego w 1930 r. (obecnie fragment ul. Wyszyńskiego: po drugiej stronie ulicy widoczne kamienice nr 7, 9, 11 i 13, istniejące do dziś)

Pierwszy po odzyskaniu przez Polskę niepodległości spis ludności z 1921 r. odnotował 12 570 mieszkańców, w tym narodowości: 6332 – polskiej; 6238 – żydowskiej. W 1924 r. w mieście było 850 domów mieszkalnych, z czego 150 stanowiły budynki murowane.

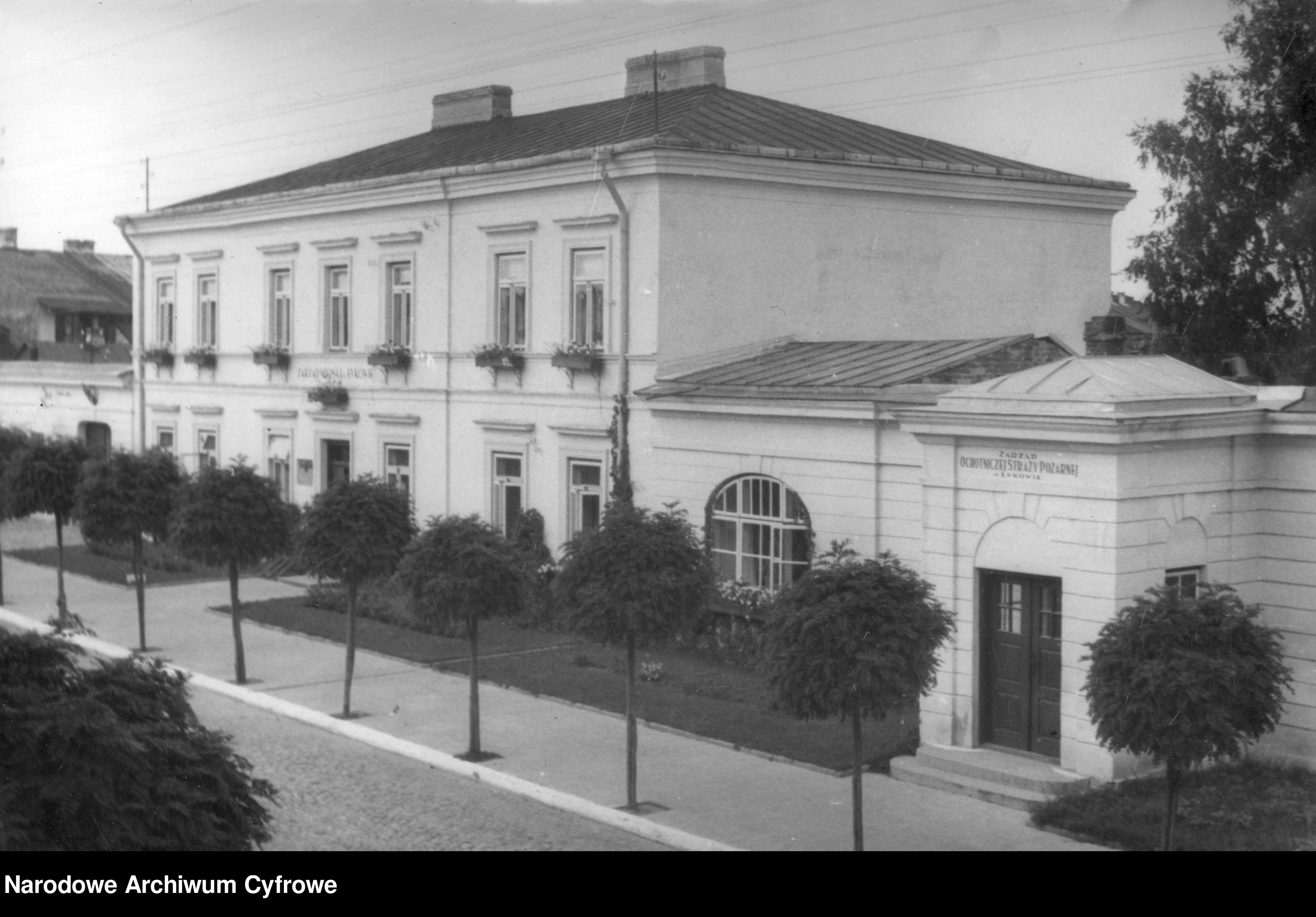
Magistrat miasta Łukowa (ratusz) z I połowy XIX w. na zdjęciu sprzed 1939 r.; budynek uległ zniszczeniu w 1944 r. i nie został odbudowany

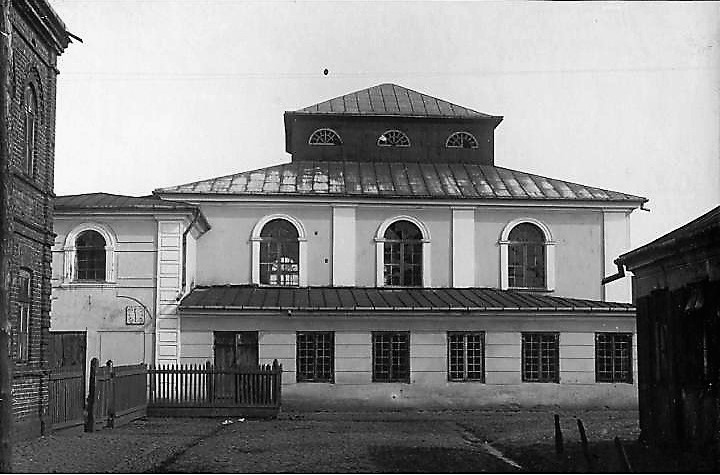
Synagoga z II połowy XVIII w. (w 1929 r.) u zbiegu ulic: Bóżnicznej (obecnie ul. Zdanowskiego) i Staropijarskiej; zniszczona w lipcu 1944 r. w czasie niemieckich bombardowań

W okresie międzywojennym w Łukowie stacjonowały szwadrony zapasowe: 25 Pułku Ułanów Wielkopolskich, 26 Pułku Ułanów Wielkopolskich im. Hetmana Wielkiego Litewskiego Jana Karola Chodkiewicza oraz 27 Pułku Ułanów im. Króla Stefana Batorego.
W dwudziestoleciu międzywojennym XX w. dokonano kilku ważnych inwestycji. W 1925 r. uruchomiono elektrownię przy ul. Warszawskiej (wówczas jeszcze Żelechowskiej). Obok elektrowni, bliżej rzeki, otwarto w 1924 r. łaźnię miejską. W 1926 r. otwarto budynek Szkoły Podstawowej nr 3. Na początku lat 30. XX w. uregulowano Krznę Południową i Północną. W 1933 r., od 18 maja do 10 września, trwały obchody 700-lecia Łukowa; z tej okazji m.in. odsłonięto pomnik Henryka Sienkiewicza.

#### II wojna światowa
Późnym popołudniem, 4 września 1939, Luftwaffe zbombardowało okolice dworca kolejowego. Sam gmach ocalał, ale trafione zostały okoliczne domy i znajdujące się na stacji wagony z ewakuowaną ludnością z okolic Mławy i Ciechanowa, co skutkowało nieznaną liczbą zabitych i rannych. Kolejne ciężkie bombardowanie miało miejsce 7 września. Tym razem celem było śródmieście, gdzie przebywały ewakuujące się ambasady: brytyjska i francuska. Nalot spowodował masakrę ludności cywilnej, m.in. co najmniej kilkadziesiąt osób zginęło pod gruzami zniszczonej kamienicy przy ul. Piłsudskiego 4. Łącznie w wyniku obu bombardowań śmierć poniosło około 260 osób. Dnia 18 września 1939, jeszcze przed rozpoczęciem okupacji miasta, oddziały niemieckie przeprowadziły „ekspedycję karną”, w ramach której dokonały pierwszej masowej egzekucji, rozstrzeliwując 34 osoby na placu Narutowicza. Niemcy podpalili też wiele budynków przy ul. Warszawskiej, Browarnej, Staropijarskiej i Piłsudskiego. Około 200 mężczyzn pognali pieszo do Węgrowa; wielu z nich zastrzelili po drodze. W następstwie paktu Ribbentrop-Mołotow, pod koniec września do miasta wkroczyli Sowieci, którzy na początku października wycofali się za linię uzgodnioną z Niemcami. Po ponownym zajęciu miasta, 19 października, hitlerowcy rozstrzelali przy rynku 70 Żydów wyciągniętych z kolejki po chleb.

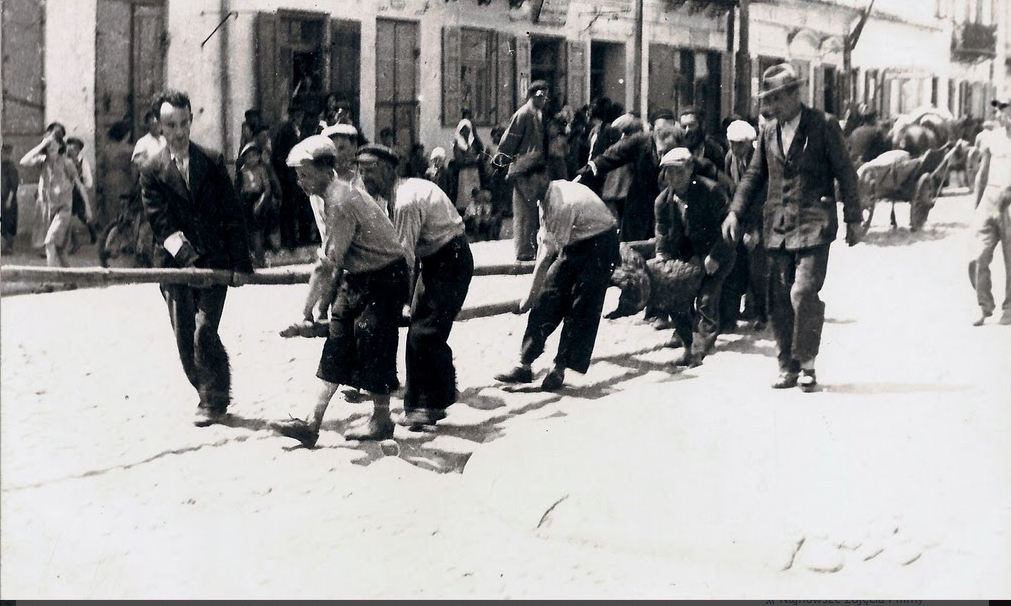
Rok 1940. Żydzi przymuszeni przez Niemców do dźwigania orła ze zburzonego pomnika powstańców styczniowych (w celu późniejszego przetopienia rzeźby na cele wojenne)

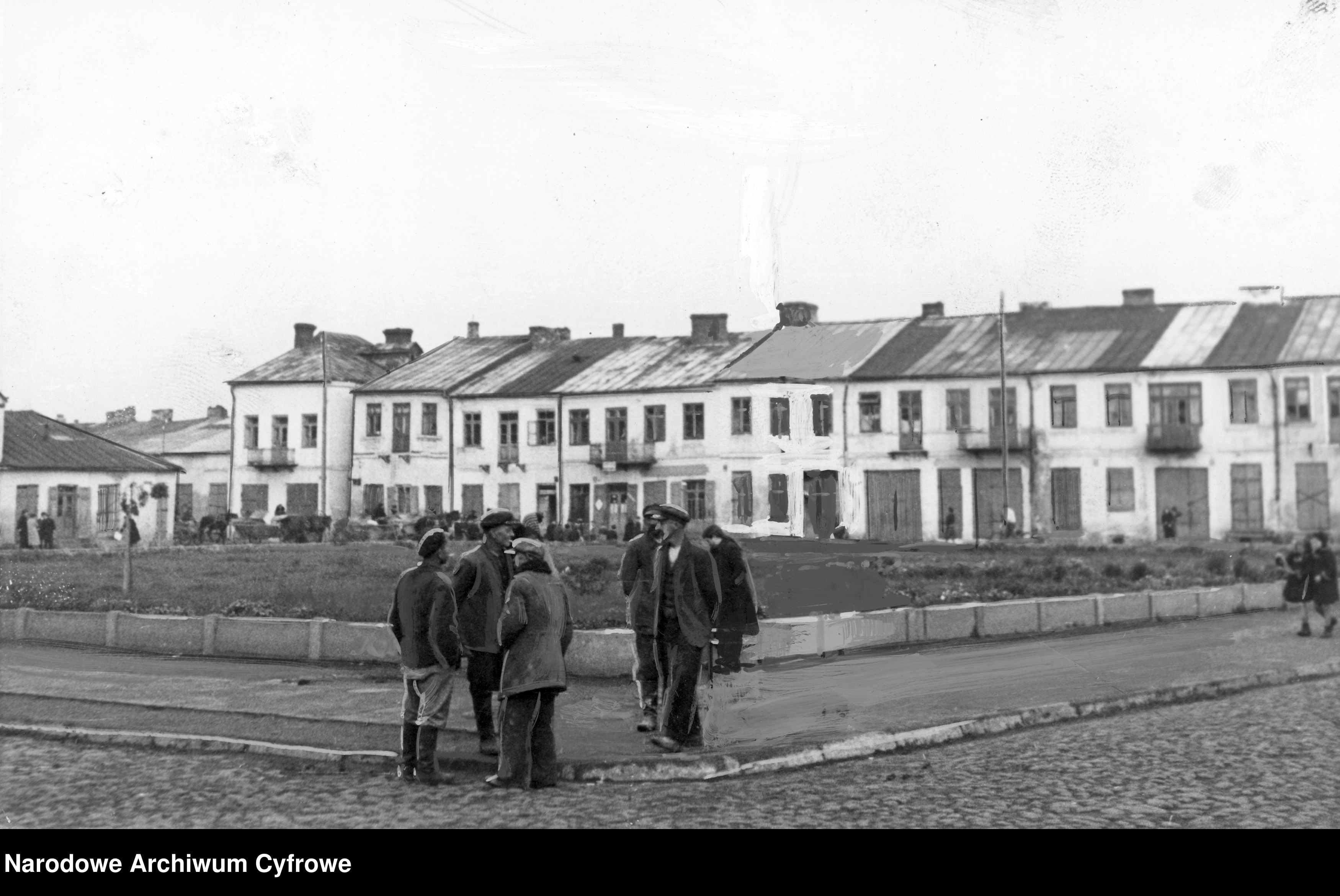
Rynek (obecnie plac Solidarności i Wolności) w lutym 1942 r. W tle budynki przy ul. Międzyrzeckiej

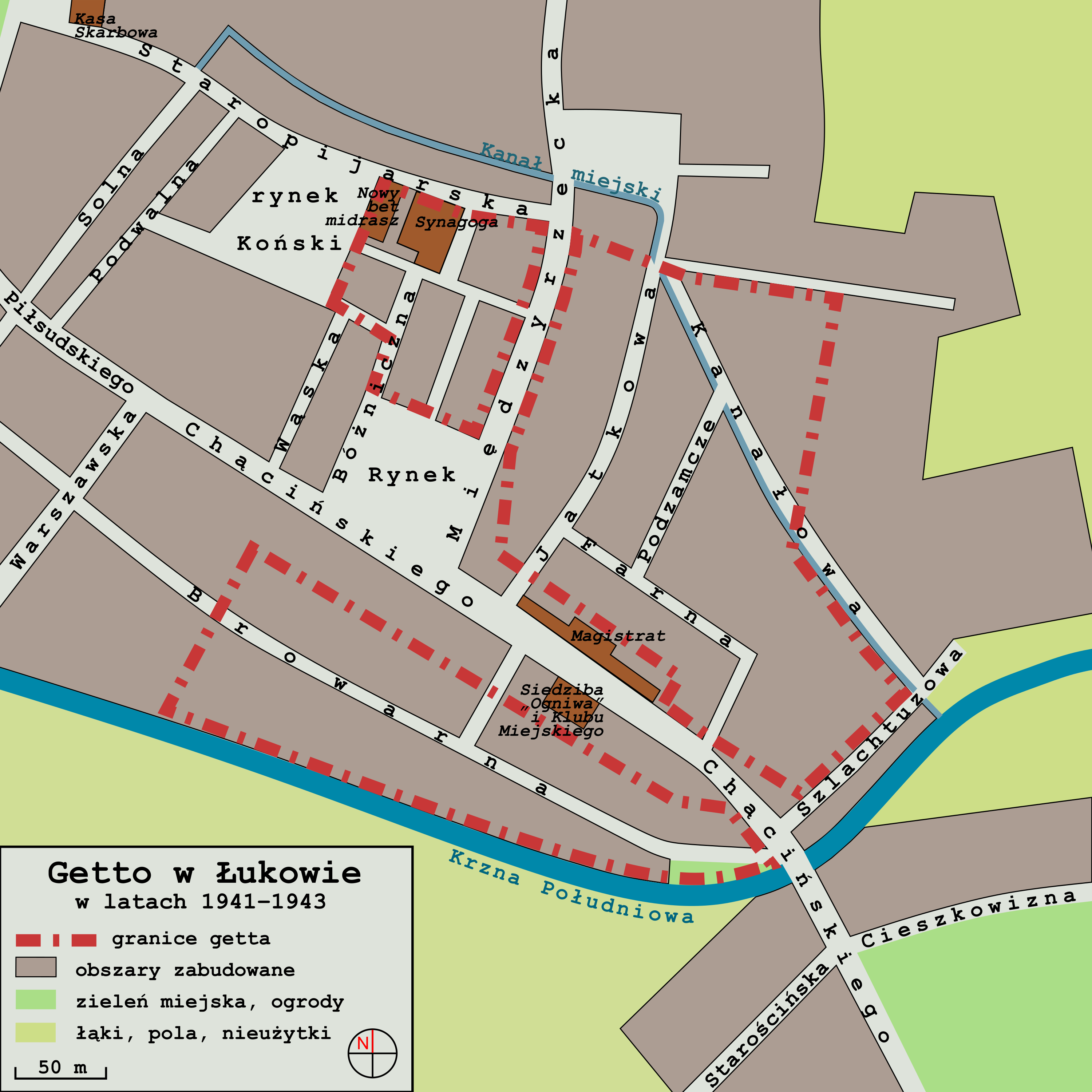
Plan przedstawiający przybliżone granice getta żydowskiego, utworzonego przez niemieckich okupantów, funkcjonującego w latach 1941–1943

Po utworzeniu Generalnego Gubernatorstwa w październiku 1939, okupanci kontynuowali terror. W maju 1942 Niemcy rozstrzelali na cmentarzu 63 jeńców sowieckich, a w styczniu 1943 – 25 aresztowanych mężczyzn. Jesienią 1939 przesiedlili do miasta 2,5 tysiąca Żydów z Serocka, Nasielska i Suwałk, w 1940 r. – 1 tys. Żydów z Mławy, w maju 1942 – przeszło 2 tys. Żydów z Michalovec. W maju 1941 utworzyli dzielnicę żydowską, przekształconą następnie w getto i ogrodzoną we wrześniu 1942 r. W przededniu likwidacji, stłoczonych było tam niemal 11,5 tys. ludzi. Dnia 5 października 1942 rozpoczęła się likwidacja getta, którą przeprowadzili policjanci niemieccy ze 101. Batalionu Rezerwy i funkcjonariusze Ordnungspolizei ściągnięci z Radzynia, przy asyście ukraińskich, litewskich i łotewskich pomocników SS (hiwisów). Deportacja została przeprowadzona bardzo brutalnie – około pięciuset osób oprawcy zamordowali na miejscu i w czasie obławy. Między 5 a 8 października około 7 tys. ludzi wywieziono wagonami do obozu zagłady w Treblince. Równocześnie z prowadzoną akcją eksterminacyjną, w październiku i na początku listopada, do getta przywieziono ok. 4,5 tys. Żydów z m.in.: Adamowa, Wojcieszkowa, Kocka, Tuchowicza, Trzebieszowa, gmin Stanin i Ulan. Kolejne transporty do Treblinki miały miejsce: 26–27 października (ok. 2 tys. osób) oraz 5 i 7–8 listopada (od 3 do 4 tys. osób). W pobliżu drogi gruntowej wiodącej do Malcanowa Niemcy dokonywali masowych mordów na Żydach: w październiku (640 ofiar), 7–10 listopada i, z polecenia niemieckiego komendanta getta, w grudniu (od 500 do 600 ofiar). 11 i 14 listopada rozstrzelali od 1000 do 1100 osób, z których część zabili na podwórzu budynku magistratu; tam też 7 listopada komendant getta kazał zamordować od 80 do 200 dzieci poniżej 6. roku życia. 2 maja 1943 odjechał ostatni transport do Treblinki (od 2 do 3 tys. osób). Po tej dacie naziści wciąż urządzali obławy i mordowali ukrywających się Żydów. Ostatecznie, z liczącej przed 1939 r. ponad 6 tys. osób żydowskiej społeczności miasta, wojnę przeżyło ok. 150 Żydów łukowskich, z których niemal wszyscy wyemigrowali wkrótce po zakończeniu działań zbrojnych.
Miasto i okolice były terenem działania polskiego ruchu oporu, w tym Armii Krajowej, Batalionów Chłopskich i Narodowych Sił Zbrojnych. Od maja do końca lipca 1944 funkcjonował obóz AK w Jacie, w trudno dostępnych ostępach Lasów Łukowskich, który służył za miejsce schronienia żołnierzom najbardziej zagrożonym dekonspiracją, a także szkolił siły uderzeniowe do dyspozycji Komendy Obwodu AK Łuków. W jego sąsiedztwie funkcjonował też od jesieni 1943 do połowy czerwca 1944 obóz NSZ.
Latem 1944 Niemcy rozpoczęli przygotowania do obrony i ewentualnego odwrotu. Jeszcze w czerwcu zmusili ludność do kopania rowów strzeleckich wokół miasta. 20 lipca miała miejsce potyczka pod Gręzówką, podczas której w walce z Niemcami poległo 25 partyzantów z obozu AK w Jacie.
22 lipca lotnictwo Armii Czerwonej zbombardowało rejon stacji kolejowej. Po południu, 23 lipca 1944, do Łukowa wkroczyły oddziały 11 Samodzielnego Korpusu Pancernego i 2 Gwardyjskiego Korpusu Kawalerii 1 Frontu Białoruskiego Armii Czerwonej. Niemcy po krótkiej walce z formacjami sowieckimi i współdziałającymi z nimi żołnierzami Armii Krajowej pospiesznie się wycofali. Od 24 do 30 lipca miały miejsce niemieckie bombardowania, które spowodowały największe zniszczenia miasta w ciągu całej II wojny światowej. Najbardziej niszczycielskie były te z 24 i 25 lipca. Łuków został zniszczony według różnych szacunków w 70% lub ponad 80%; szczególnie zrujnowane zostało śródmieście. Porozrzucane w okolicy niemieckie miny stały się przyczyną wielu śmiertelnych wypadków już po ustaniu działań militarnych.

#### Od 1945
W 1945 r. miasto liczyło 7894 mieszkańców (57% populacji z 1939 r., wynoszącej 13 785 osób). Pierwsze lata powojenne były okresem terroru stosowanego przez UBP, IW i NKWD w celu ugruntowania stalinowskiej władzy. W siedzibie Powiatowego Urzędu Bezpieczeństwa Publicznego przetrzymywano, torturowano i zabijano żołnierzy podziemia antykomunistycznego. W nocy z 23 na 24 stycznia 1946 oddział WiN przeprowadził atak na budynek PUBP. Zginął kierownik urzędu, dwóch funkcjonariuszy i jedna kobieta, uwolniono 27 więźniów.

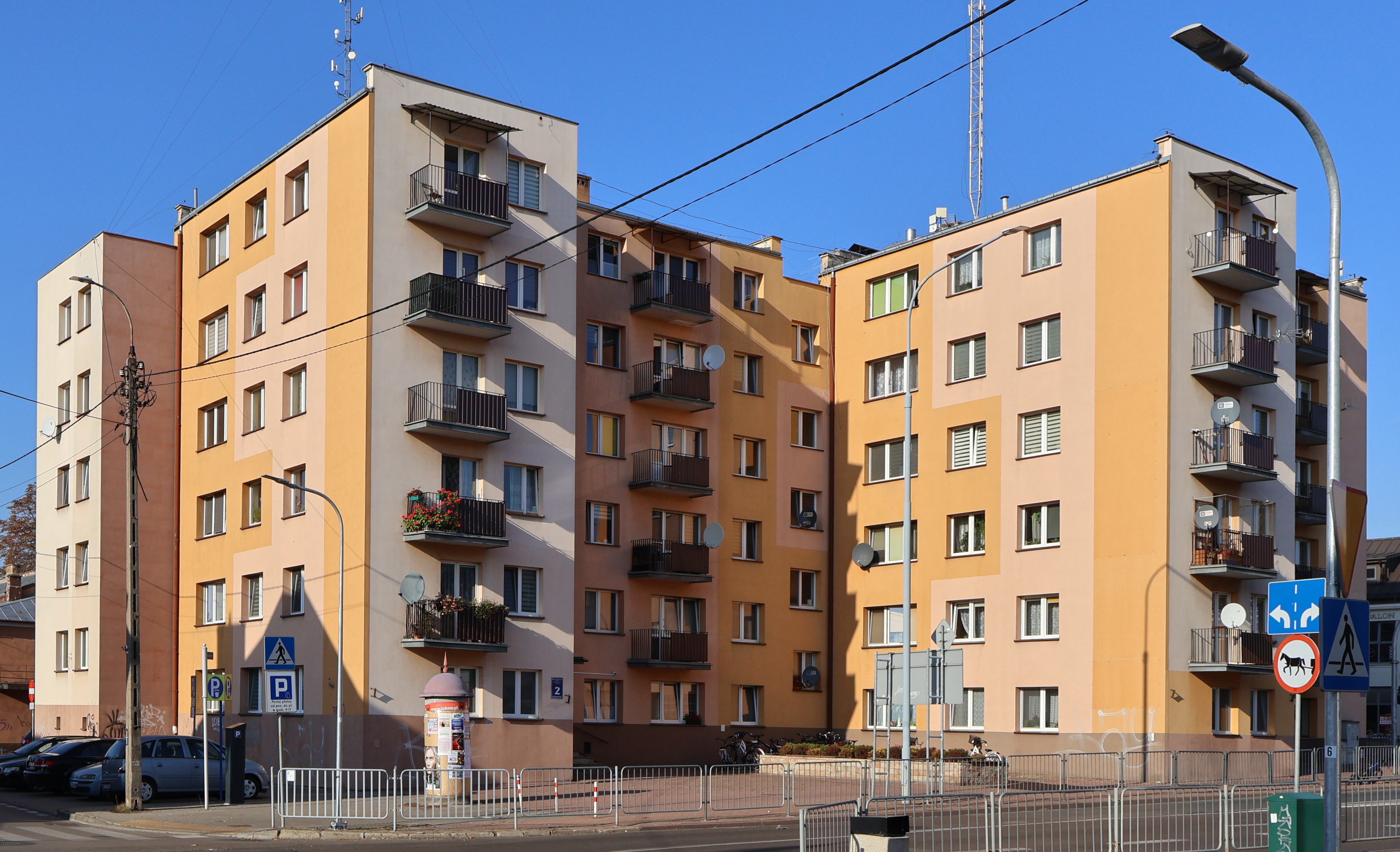
Blok mieszkalny przy ul. Warszawskiej 2 (1961–1964)

W 1954 r. do Łukowa przyłączone zostały: Poważe, Wójtostwo i Zapowiednik.  W latach 1951–1954 zbudowano linię kolejową nr 12 (Skierniewice – Łuków). Ożywienie gospodarcze przyniosła budowa dwóch dużych zakładów: fabryki obuwia Łukbut (otwarta w 1958) i Zakładów Mięsnych (otwarte w 1973). W latach 1957–1962 wzniesiony został nowy kompleks szpitalny. W 1951 r. powstał Powiatowy Dom Kultury, od 1975 r. Łukowski Ośrodek Kultury. W 1958 r. oddano do użytku budynek Szkoły Podstawowej nr 1. W 1960 r. w budynku dawnego konwiktu utworzono Muzeum Regionalne. W tym samym roku otwarto gmach poczty. W 1963 r. oddano do użytku budynek Sądu Powiatowego przy ul. Staropijarskiej oraz dom handlowy PSS. W 1966 r. uruchomiona została miejska oczyszczalnia ścieków, rozbudowana następnie do 1975 r. W 1968 r. ukończone zostały: dworzec autobusowy PKS, komenda straży pożarnej oraz elewator zbożowy. W 1970 r. otwarto budynek Szkoły Podstawowej nr 4, a w 1972 r. – biurowiec PZU i PKO. W 1975 r. oddano do użytku zalew Zimna Woda. W 1979 r. uruchomiono ciepłownię przy ul. Świderskiej. W 1989 r. otwarto Szkołę Podstawową nr 5. W Polskiej RL powstały też cztery duże osiedla mieszkaniowe: os. Chącińskiego (między 1968 a 1975), os. Klimeckiego (między 1975 a 1977), os. XXX-lecia PRL (obecnie os. Unitów Podlaskich; między 1977 a 1983) i os. Sienkiewicza (między 1983 a 1992). Nastąpił znaczny wzrost liczby mieszkańców (w latach 1960–1990 niemal trzykrotny: z 11 001 w 1960 r. do 31 249 w 1990 r.).
Na początku XXI wieku zakłady Łukbut upadły (obecnie część zakładu działa pod firmą Łukbut Sp. z o.o.). Zakłady Mięsne zostały sprywatyzowane.

## Układ urbanistyczny

### Śródmieście

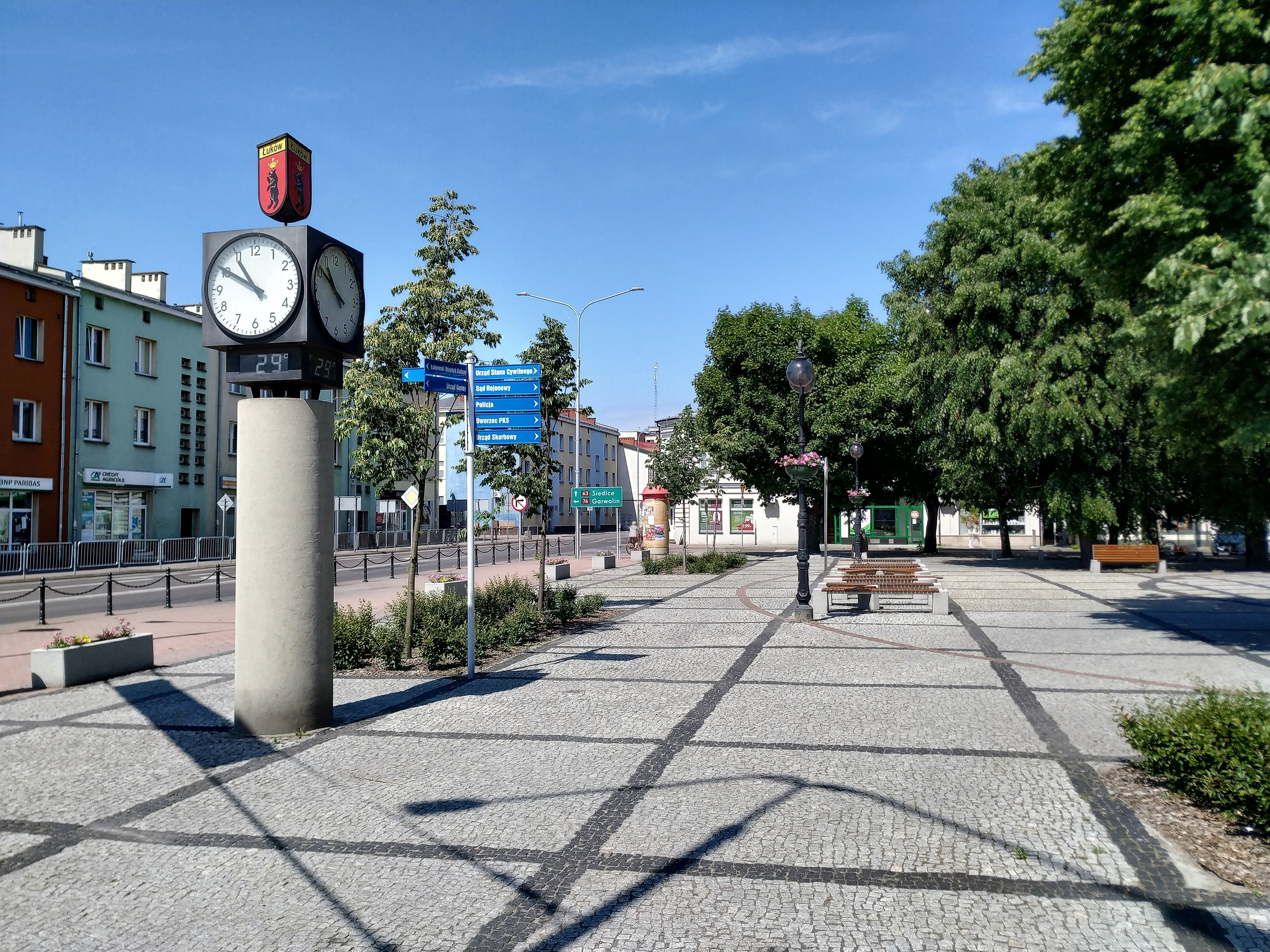
Plac Solidarności i Wolności z charakterystycznym zegarem – dawny główny rynek miejski
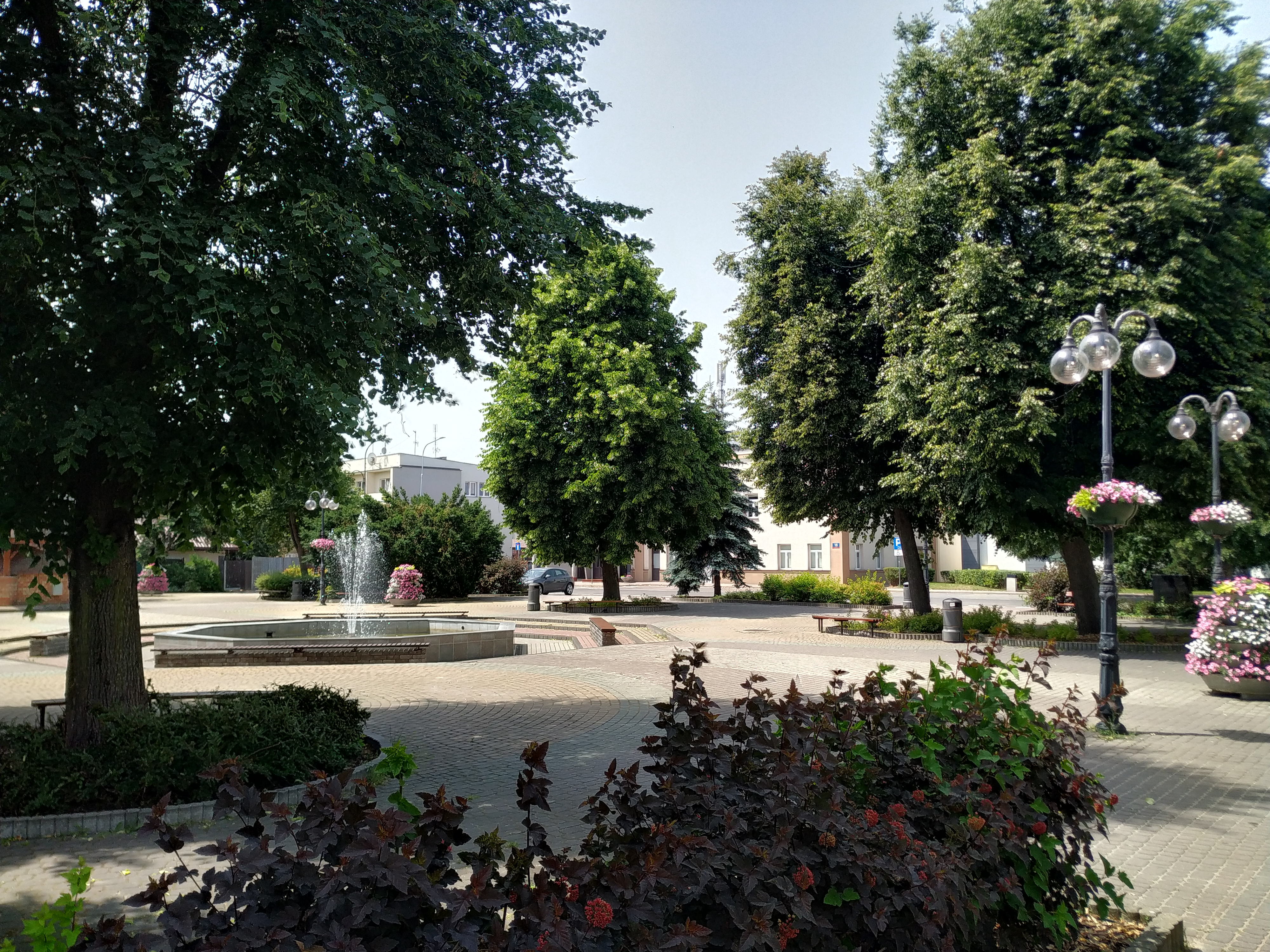
Skwer „przy fontannie” (na rogu ulic: Międzyrzeckiej i Staropijarskiej)
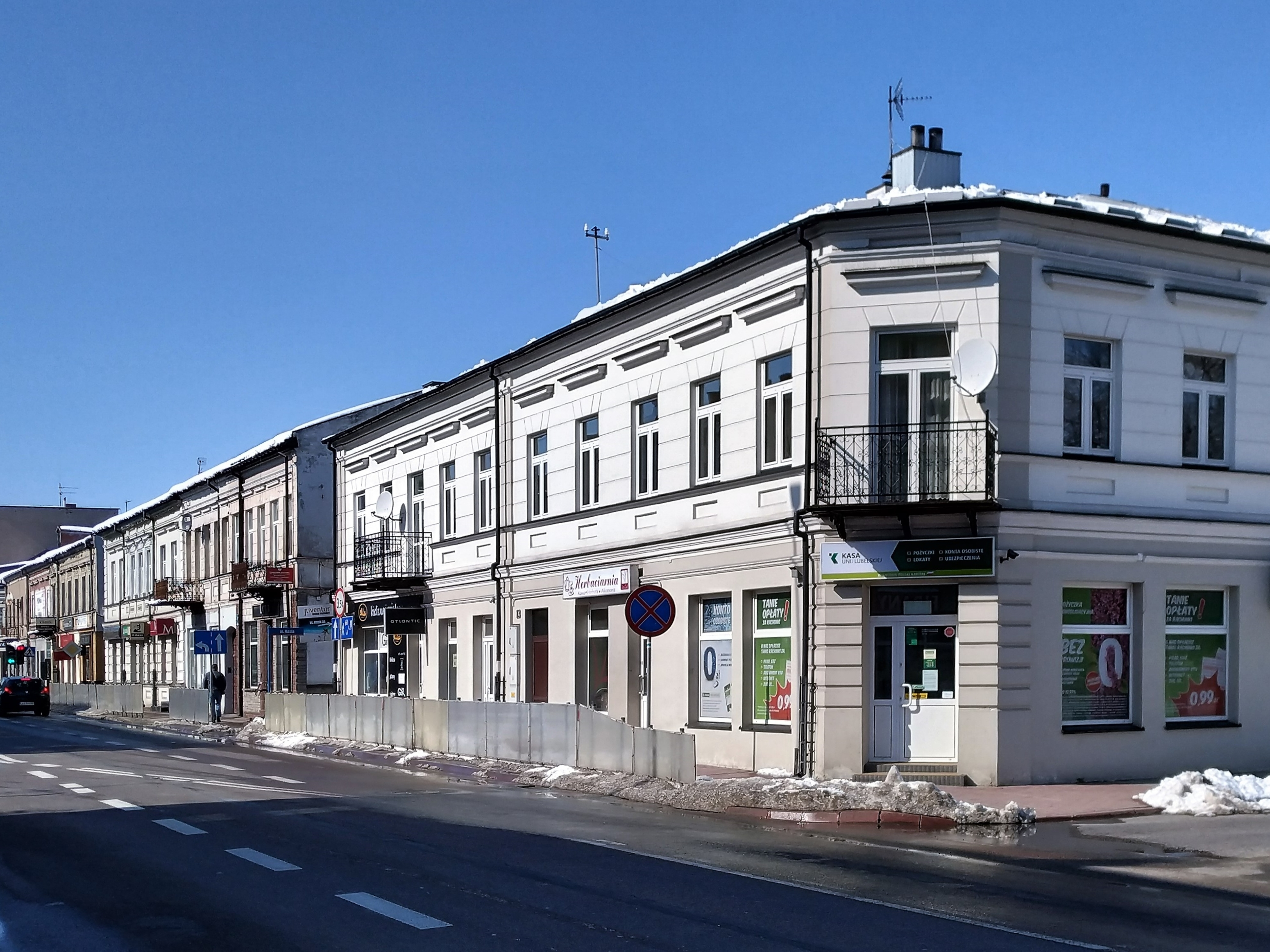
Kamienica w stylu secesyjnym[85] na rogu ulic Wyszyńskiego i Zdanowskiego (koniec XIX w.[86])
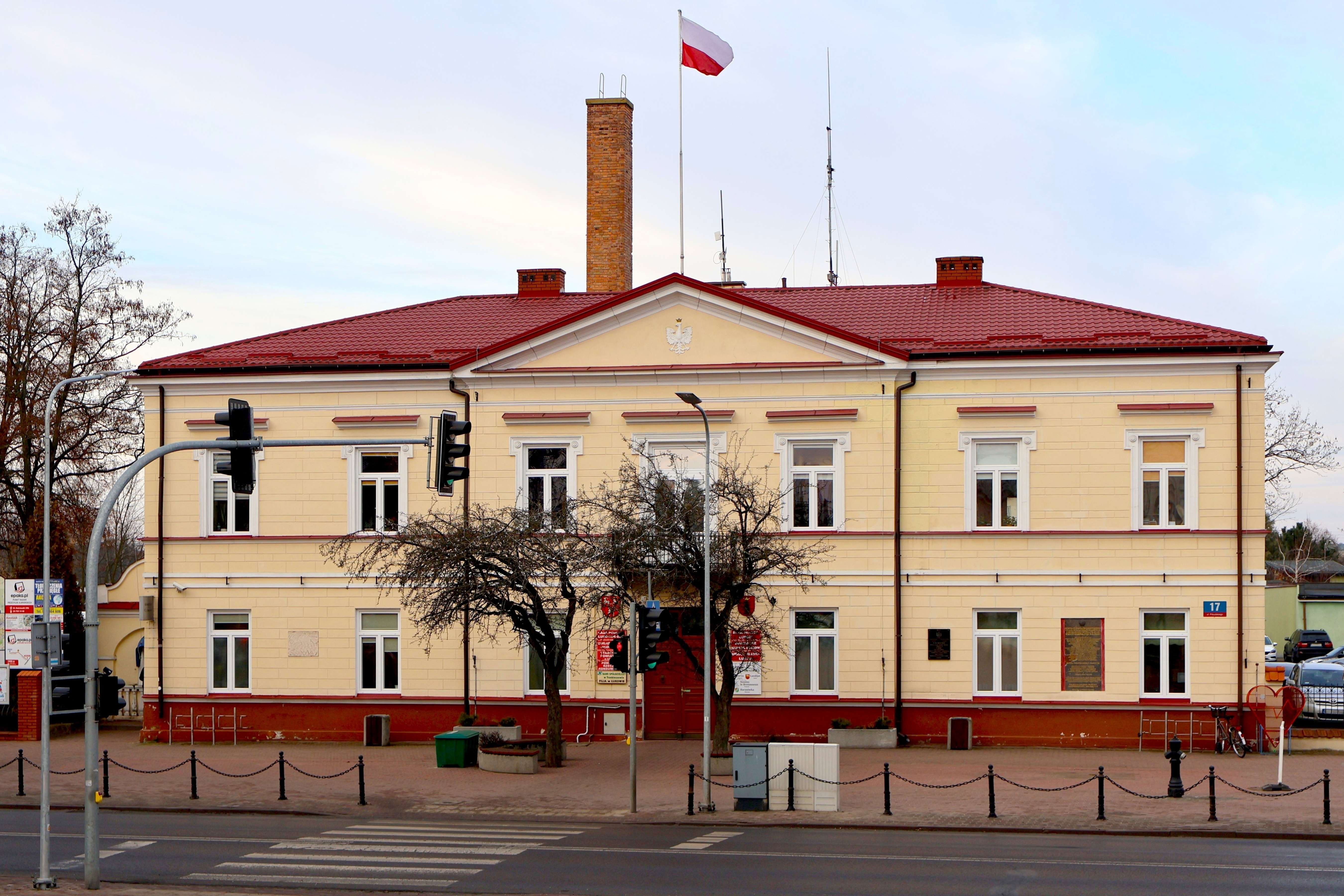
Budynek będący obecnie siedzibą Starostwa Powiatowego i Urzędu Miasta (między 1836 a 1868[19])
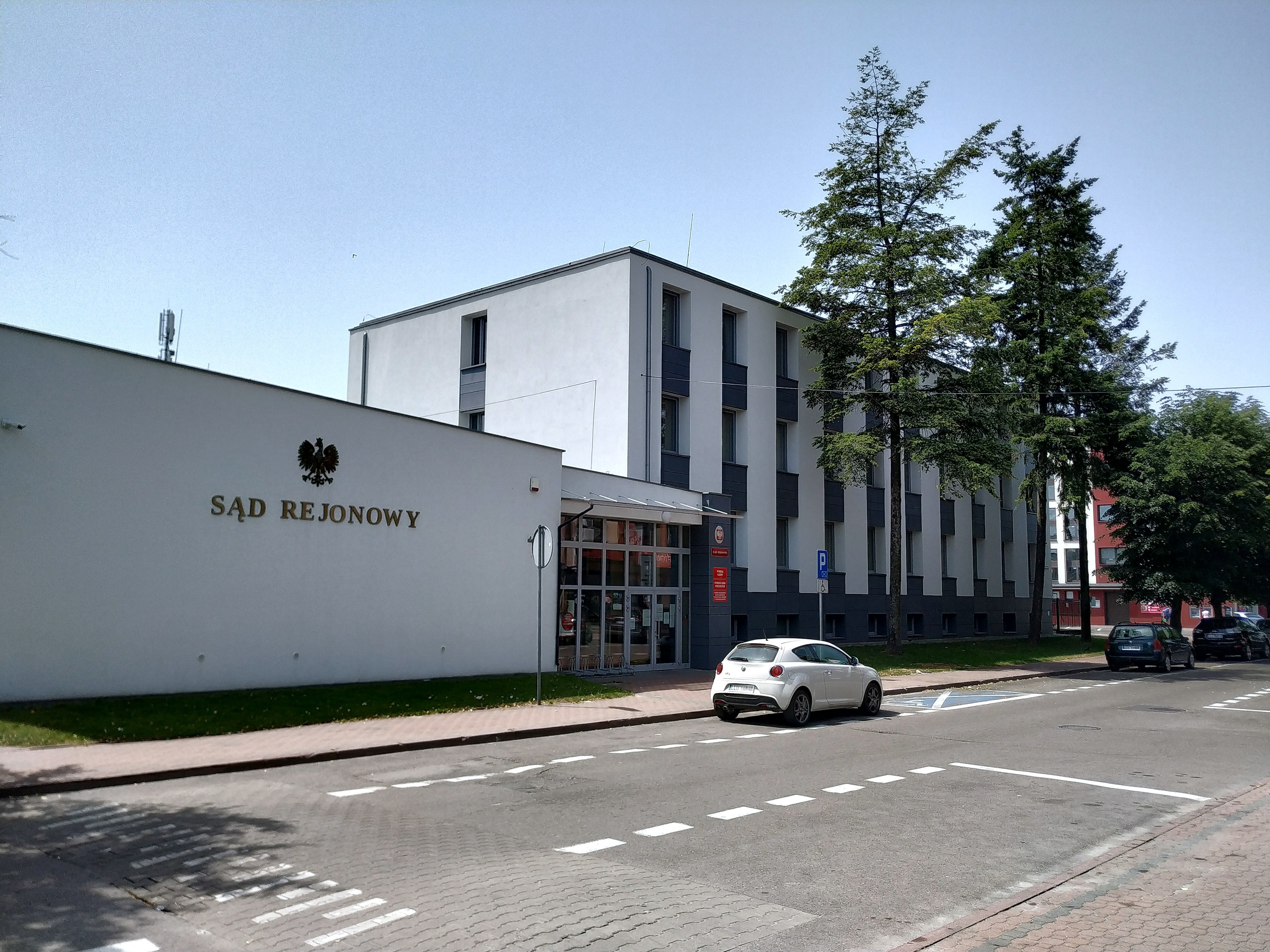
Budynek Sądu Rejonowego przy ul. Staropijarskiej
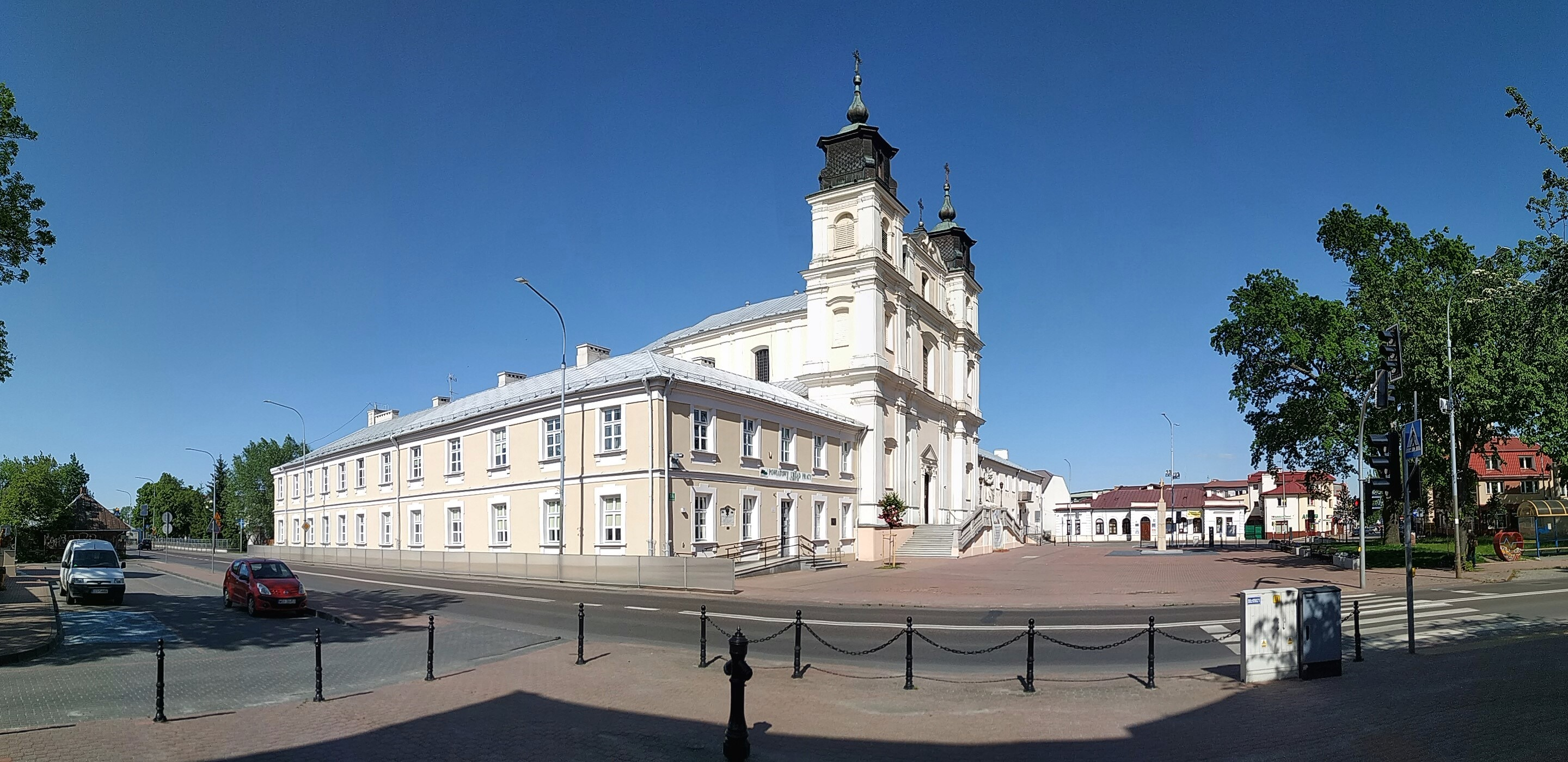
Kolegiata Przemienienia Pańskiego z dawnym zespołem klasztornym oraz plac Gabriela Narutowicza
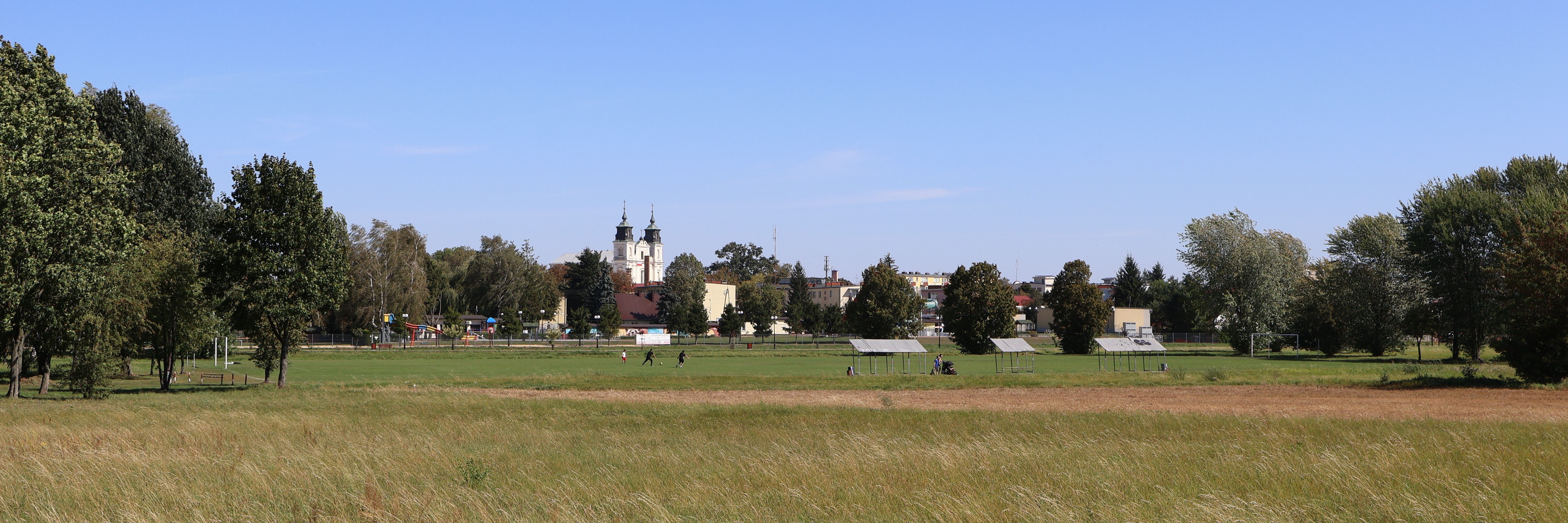
Widok na centrum miasta z ul. Parkowej

Ochronie konserwatorskiej podlega zabytkowy układ ulic i placów w Śródmieściu z centrum w pobliżu zakola Krzny Południowej, jak i panorama z jej doliny z widokiem na oba kościoły barokowe. Głównymi ulicami miasta są: ul. J. Piłsudskiego, ul. ks. kard. S. Wyszyńskiego i zaczynająca się również w Śródmieściu ul. Międzyrzecka. Przy skrzyżowaniu tych dwóch ostatnich znajduje się pl. Solidarności i Wolności – historyczny Rynek Główny miasta. Plac G. Narutowicza koło Kolegiaty Łukowskiej i Starostwa to dawny plac Pijarski. Kolebka grodu kasztelańskiego, położona w zakolu Krzny Pd., nie jest reprezentacyjną dzielnicą miasta. Do II wojny światowej w dużym stopniu była zamieszkana przez ludność żydowską, a podczas okupacji hitlerowcy utworzyli w jej obrębie getto.
Kamienice i budynki użyteczności publicznej powstałe w Śródmieściu są przeważnie jedno-, a niektóre dwupiętrowe.
W centrum miasta znajdują się skwery:
- na placu Solidarności i Wolności – z ulicznym zegarem oraz rzeźbą postaci H. Sienkiewicza;
- przy fontannie przy rogu ul. Międzyrzeckiej i Staropijarskiej;
- wokół pomnika Papieża Jana Pawła II – przy ul. J. Piłsudskiego, ul. Spółdzielczej i Czerwonego Krzyża.

### Części miasta
Część zabudowy koncentruje się wzdłuż arterii miasta – ulic: Józefa Piłsudskiego, ks. kard. Stefana Wyszyńskiego i przedłużających je ulic o nazwach kierunkowych: ul. Radzyńskiej, Świderskiej i Siedleckiej (na osi południe–północ) oraz ul. Międzyrzeckiej i Warszawskiej (w kierunku wschodnim i zachodnim). Duże znaczenie mają też Aleje Tadeusza Kościuszki, łączące Śródmieście z dworcem kolejowym.
W ciągu dziejów, wokół Śródmieścia, wzdłuż dróg zbiegających się w nim prawie promieniście, powstało wiele części miasta, z których piętnaście nosi dziś nazwę ustaloną urzędowo. Jest ona na ogół zgodna z jedyną albo główną ulicą każdej z nich:
| SIMC    | Nazwa             |
| ------- | ----------------- |
| 0975546 | Cieszkowizna      |
| 0975552 | Farfak            |
| 1022268 | Glinki            |
| 0975569 | Gołaszowiec       |
| 0975575 | Karwacz           |
| 0975581 | Łapiguz           |
| 0975598 | Nowy Łuków        |
| 0975606 | Pastewnik         |
| 0975612 | Poważe            |
| 0975629 | Trzaskaniec       |
| 0975635 | Ulica Cegielniana |
| 0975641 | Wiatraki          |
| 0975658 | Wójtostwo         |
| 0975664 | Zapowiednik       |
| 0975670 | Zimna Woda        |

Ulice niektórych z wymienionych części miasta są boczne, przebiegają poprzecznie do arterii kierującej ruch pojazdów do centrum. Wolne od uciążliwego transportu są m.in.: Pastewnik, Gołaszowiec, Nowy Łuków, Ulica Cegielniana i, jeśli nie włączać ul. Żelechowskiej, Patoki.
Istnieją osiedla zabudowy jednorodzinnej mające odrębną nazwę urzędową, która jednak nie występuje w adresach posesji (jako „os.”). Są to:
- os. Siedlecka – między ul. Siedlecką a Al. Kościuszki[q]
- os. Ławecka, czyli os. kpt. Ostoi[r] – między ul. Ławecką a Siedlecką
- os. Andrzeja Bączkowskiego[s]

W aktualnym urzędowym spisie miejscowości (TERYT) nie występują jako część miasta między innymi:
- Patoki[t]
- Zakolejna[u]
- os. Nowy Łuków II[v]

Wszystkie wyżej wymienione części miasta są to, poza pojedynczymi blokami, tereny zabudowy jednorodzinnej. Miejscami występuje zabudowa szeregowa.

### Osiedla budownictwa wielorodzinnego

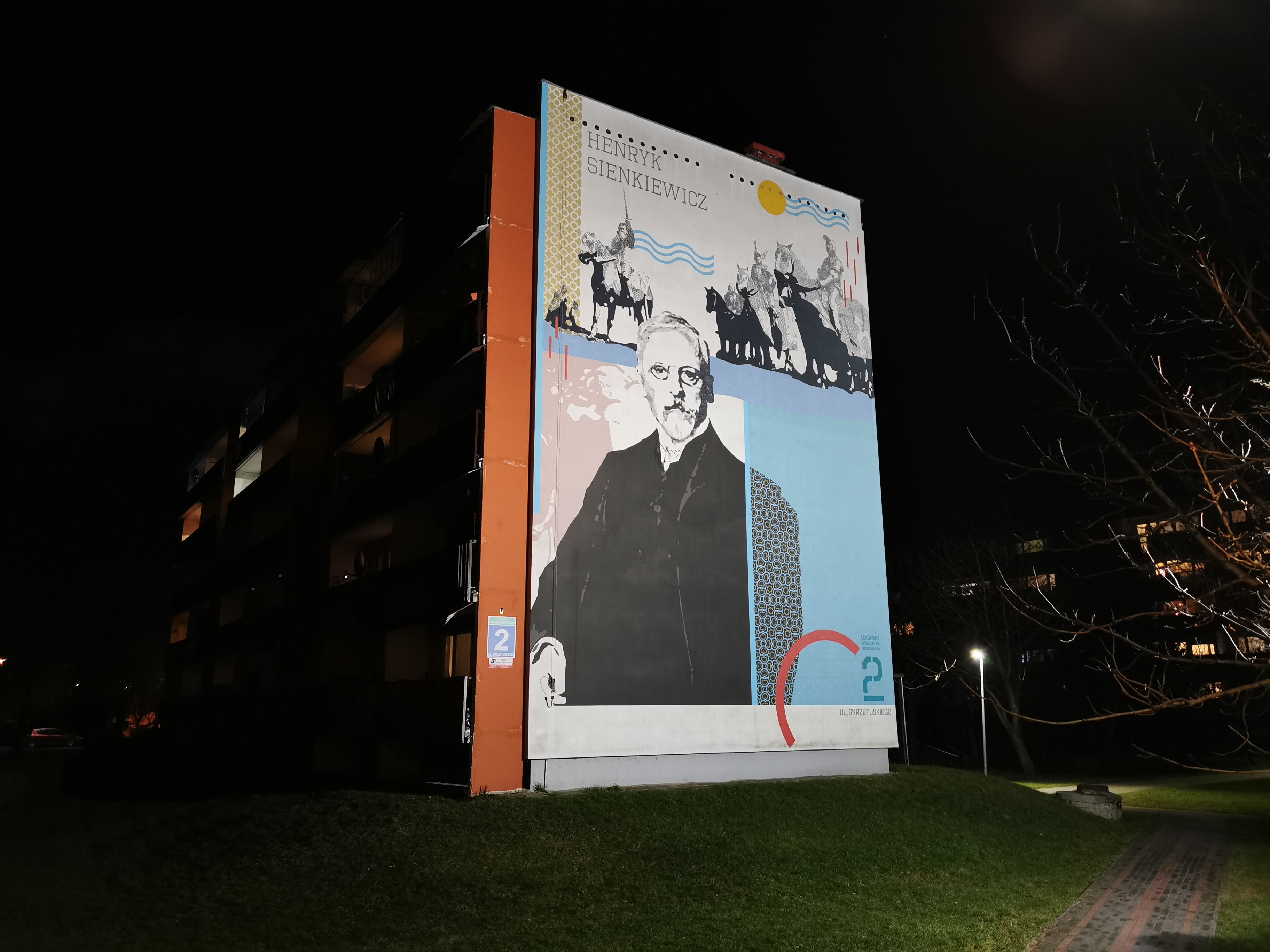
Mural na osiedlu Henryka Sienkiewicza przedstawiający jego patrona

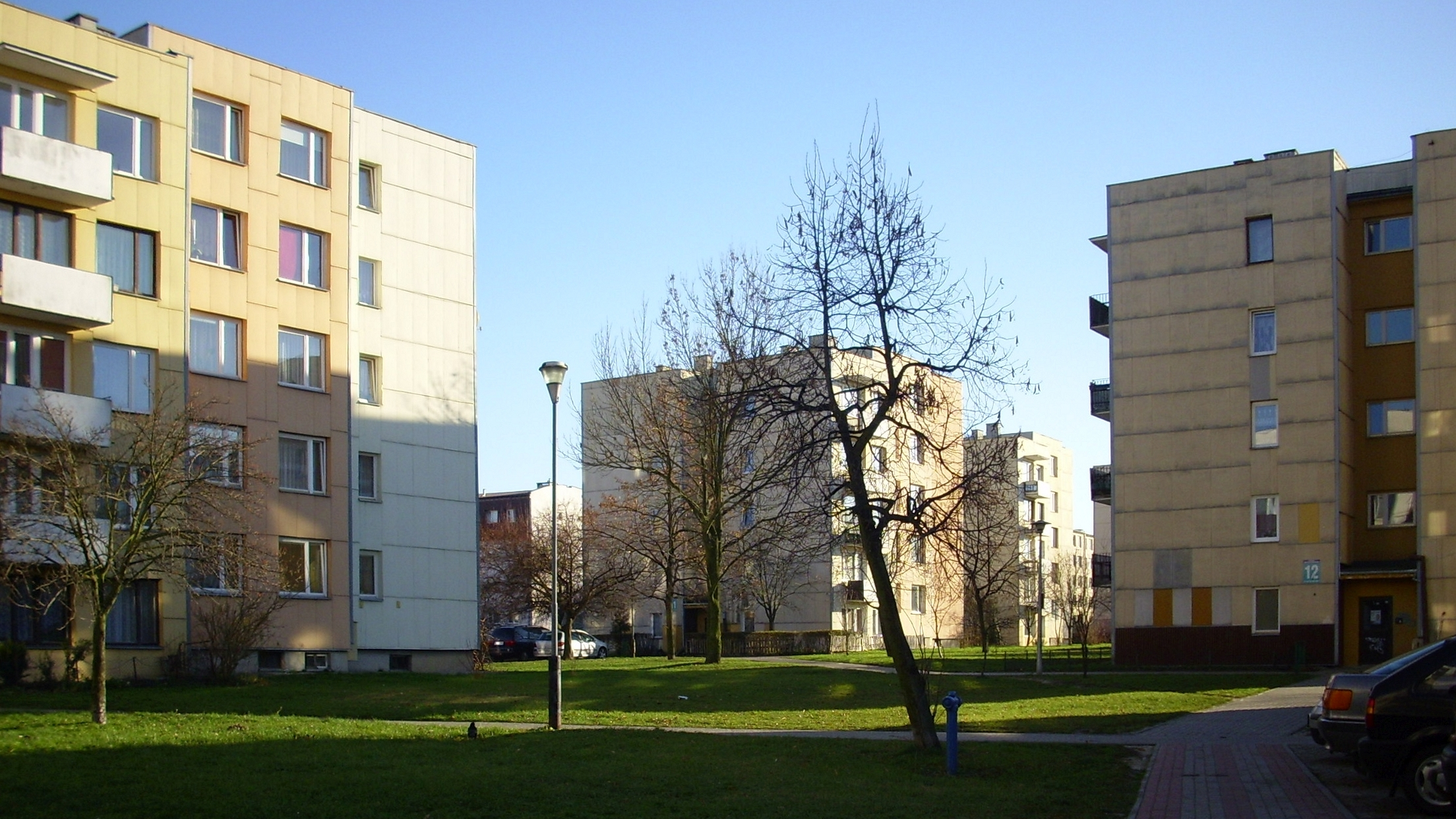
Osiedle Unitów Podlaskich

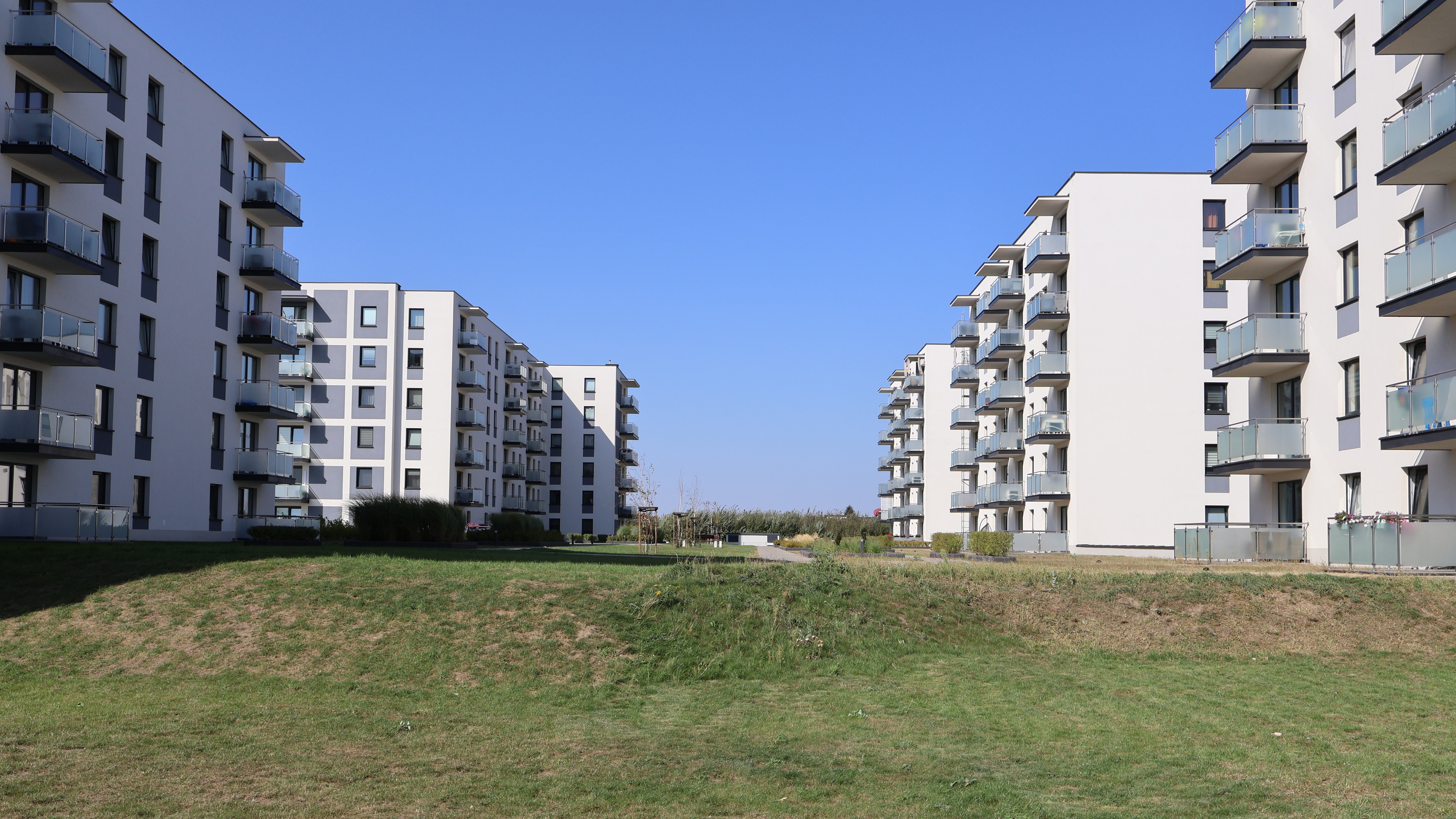
Osiedle mieszkaniowe przy ul. Wileńskiej

Większe osiedla bloków mieszkalnych to:
- os. Bronisława Chącińskiego
- os. Leona Klimeckiego
- os. Unitów Podlaskich (dawniej os. XXX-lecia PRL)
- os. Henryka Sienkiewicza
- Zespół Budynków Mieszkalnych Wielorodzinnych przy ulicy Przemysłowej i ul. ks. Brzóski[88]
- osiedle przy ul. Wileńskiej i ul. Kresów Wschodnich

Wymienione cztery starsze osiedla, zarządzane przez Łukowską Spółdzielnię Mieszkaniową, składają się z bloków czteropiętrowych, posiadających od jednej do dziesięciu klatek schodowych.
Do małych osiedli bloków mieszkalnych należą:
- os. Spokojna – między ul. Partyzantów a ul. Spokojną
- os. Stodolna–Siedlecka
- osiedle przy ul. Zbożowej, koło elewatorów
- os. Kościuszki – przy Al. Kościuszki niedaleko dworca kolejowego[89].

Przy Alejach Ryszarda Kaczorowskiego (odcinek obwodnicy śródmieścia) w pobliżu osiedla Sienkiewicza, na terenie części miasta Ulica Cegielniana, realizowane są inwestycje trzech deweloperów:
- os. Zagrodowa[90], w sąsiedztwie kościoła św. Brata Alberta, przy nowej ulicy, Wileńskiej
- Bloki przy Alejach R. Kaczorowskiego[91] w sąsiedztwie osiedla Sienkiewicza, przy nowej ulicy Kresów Wschodnich
- Apartamenty Świderska[92]

W otoczeniu osiedli, przy Al. R. Kaczorowskiego w grudniu 2020 otwarto centrum handlowe z centralnym parkingiem i oddzielnymi wejściami do każdego sklepu.

### Tereny przemysłowo-składowe
Duże zakłady produkcyjne w okresie uprzemysławiania miasta zlokalizowano we wschodniej jego części (zapewne ze względu na przeważające wiatry zachodnie i bliskość głównej linii kolejowej wschód–zachód), natomiast w pobliżu stacji Łuków Łapiguz (częściowo po przedwojennych koszarach) umieszczono przedsiębiorstwa handlowe z magazynami. Obiekty po nieistniejących już wielu państwowych zakładach produkcyjnych, szczególnie we wschodniej części miasta, zajmują przedsiębiorstwa handlowe.
Na podstawie rozporządzenia z 24 VII 2012 Tarnobrzeska Specjalna Strefa Ekonomiczna „Europark WisłoSan” została między innymi powiększona o teren inwestycyjny w Łukowie. Teren ten, o powierzchni 13 ha, znajduje się w zachodniej części miasta, przy ul. Strzelniczej, po północnej stronie ulicy Łapiguz, która jest odcinkiem drogi krajowej Łuków–Stoczek Łukowski–Garwolin. Jesienią 2014 zakończono budowę infrastruktury pod przyszłe inwestycje. Kosztowała 3,5 mln zł, w tym ponad 2,3 mln zł z unijnego Programu Operacyjnego Innowacyjna Gospodarka. Na początku listopada 2014 otwarto w mieście Podstrefę Łuków Tarnobrzeskiej Specjalnej Strefy Ekonomicznej. (Pierwszą częścią Podstrefy Łuków, od 2007 r., jest teren inwestycyjny Łazy położony w sąsiedniej gminie, na którym już działają pierwsze przedsiębiorstwa.)

### Zieleń miejska

#### Parki
- park Miejski – w dolinie Krzny Pd. w sąsiedztwie Śródmieścia; w latach 2008–2010 został zmodernizowany, wraz z budową na jego terenie obiektów rekreacyjnych[96]. W 2015 r. otwarto w nim amfiteatr.
- park Szpitalny (pomniejszony w 2015 r. od strony ul. Partyzantów)

#### Ogrody działkowe
- Rodzinny Ogród Działkowy „Kamieniak” – rozciągający się od ścieżki nad lewym brzegiem Krzny Pd. do ul. Armii Krajowej i od alei Wojska Polskiego do linii kolejowej Łuków – Dęblin
- ROD „Promyk” – na wsch. od al. Wojska Polskiego i na pn.-wsch. od ul. Parkowej
- ROD „Słonecznik” – na wsch. od al. Wojska Polskiego i na pd.-zach. od ul. Parkowej, przy prawym zboczu doliny Krzny Pd.
- ROD „Strumyk”[97] – od ul. Parkowej po ścieżkę nad prawym brzegiem Krzny Pd., naprzeciw bazy PKS Łuków
- ROD „Niedźwiadek” – na wsch. od końca ul. Pastewnik aż do ul. Prusa i po lewy brzeg Krzny Pd. – powstałe w 1969 r., to 259 ogródków działkowych[98]

#### Cmentarze
Między ulicami Świderską, Cmentarną i 700-lecia (obecnie między os. Unitów Podlaskich i os. Sienkiewicza) znajduje się cmentarz św. Rocha, powstały w pierwszej połowie XIX w. Jest on administrowany przez parafię rzymskokatolicką Podwyższenia Krzyża Świętego. Na cmentarzu Wojennym przy ul. Strzelniczej, na Łapiguzie, pochowani są żołnierze różnych narodowości polegli podczas I wojny światowej oraz żołnierze polscy, którzy zginęli w walkach podczas wojny polsko-bolszewickiej. Przy końcu ul. Zapowiednik przygotowano cmentarz Komunalny, który został poświęcony w 2016 r.

## Zabytki

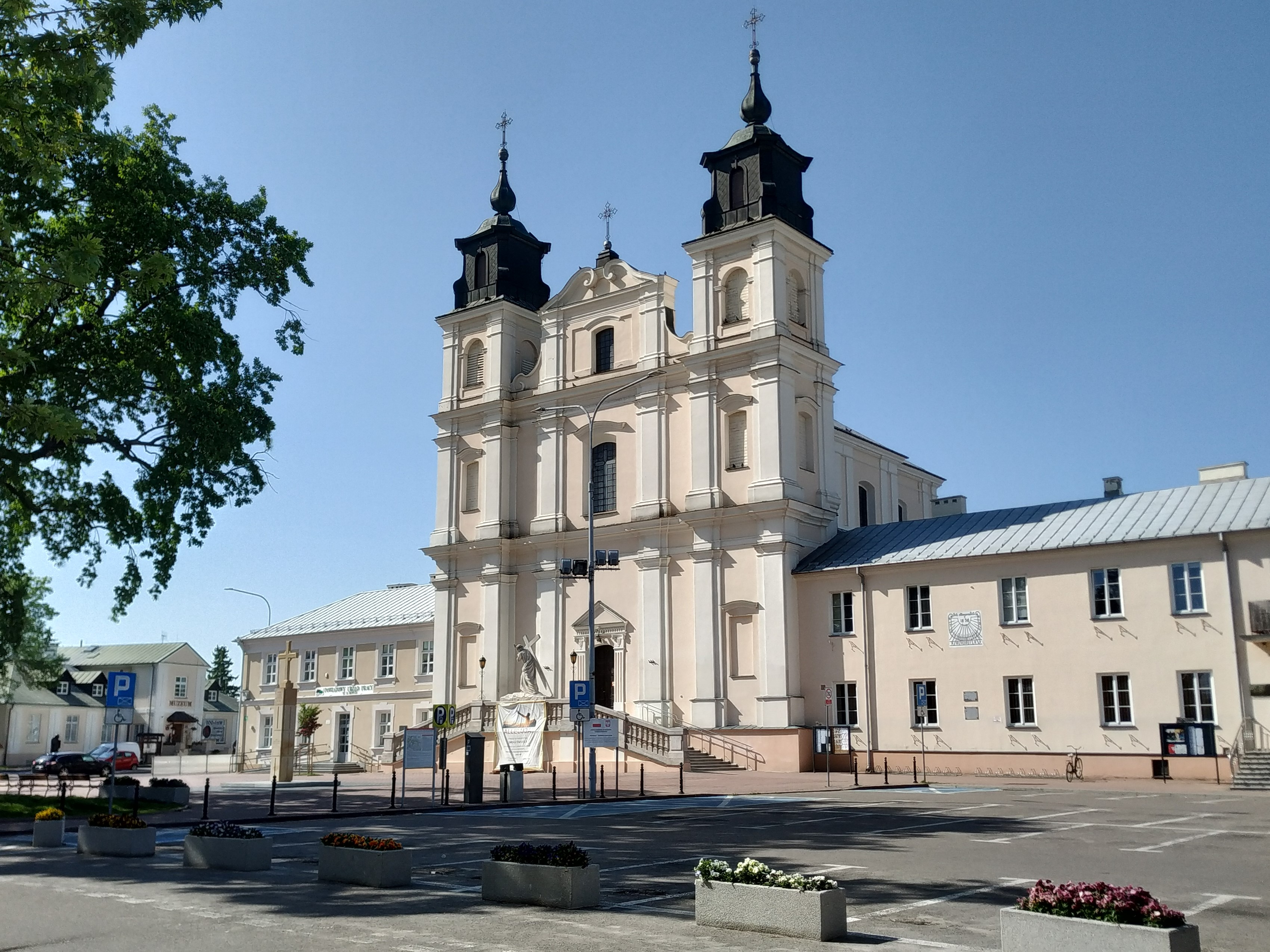
Kolegiata Przemienienia Pańskiego (wybudowana w l. 1733–1762 wg projektu Antonio Solariego) i zabudowania dawnego klasztoru pijarów

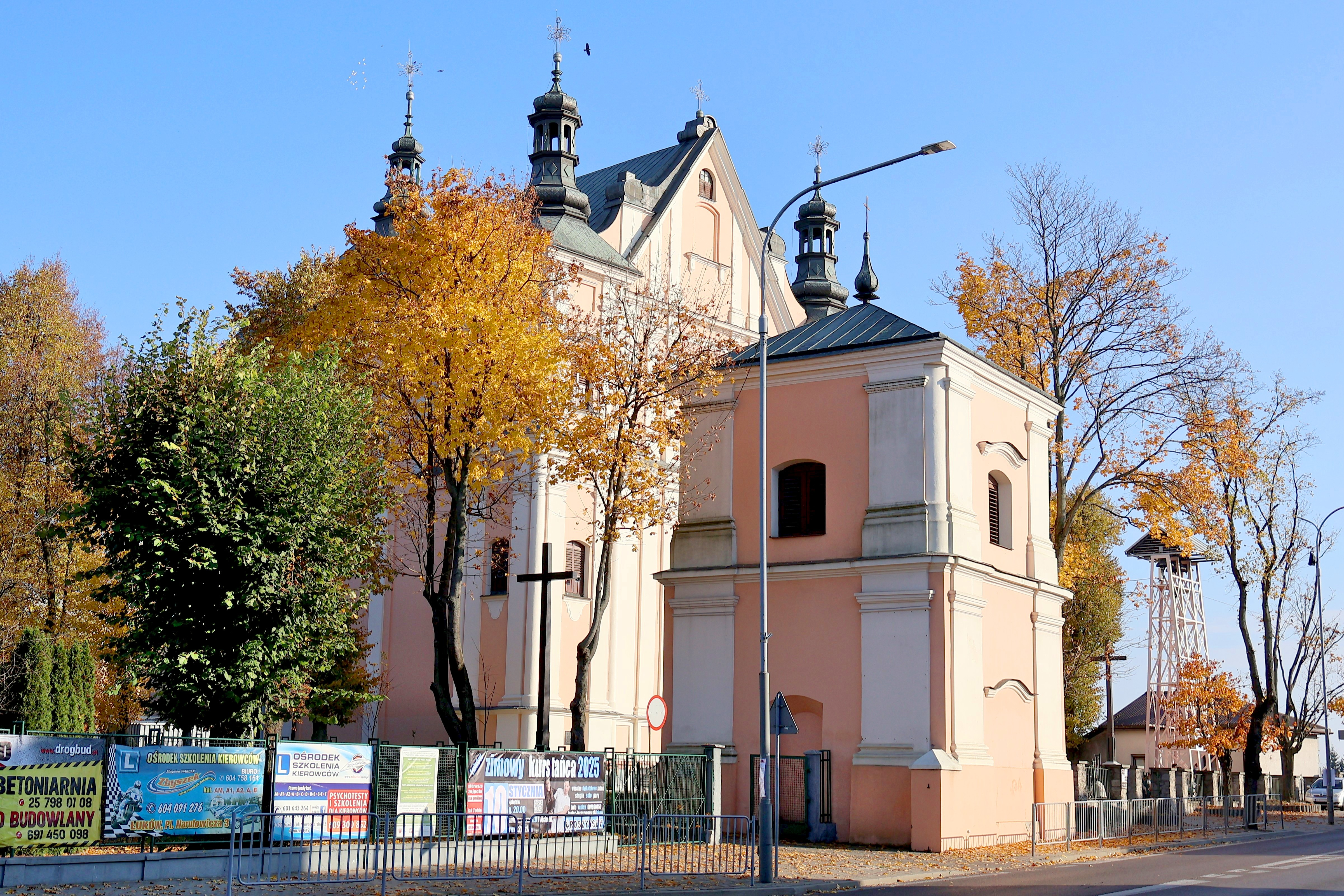
Kościół parafialny Podwyższenia Krzyża Świętego (wybudowany w l. 1655–1770)

Obiekty wpisane do rejestru zabytków:
- Zespół klasztorny bernardynów z 2 poł. XVIII wieku, ul. ks. kard. S. Wyszyńskiego 41-43. W skład zespołu wchodzą:
  - kościół parafialny pw. Podwyższenia Krzyża Świętego w stylu barokowym z lat 1655–1770[102],
  - dzwonnica z 1766 r.,
  - klasztor bernardynów (większość budynku służyła I Liceum Ogólnokształcącemu im. T. Kościuszki, obecnie w całości należy do Parafii Podwyższenia Krzyża św.);
- zespół klasztorny pijarów z XVIII i XIX wieku, ul. J. Piłsudskiego 14. W skład zespołu wchodzą:
  - kolegiata pw. Przemienienia Pańskiego z lat 1733–1762[103] w stylu późnobarokowym,
  - kolegium pijarów i zabudowania klasztorne (obecnie Powiatowy Urząd Pracy),
  - ogrodzenie z bramą;
- konwikt Szaniawskich w stylu barokowym z lat 1728–1733[104] z fundacji biskupa Konstantego Felicjana Szaniawskiego; obecnie w budynku mieści się Muzeum Regionalne, ul. Piłsudskiego 19;
- budynek dawnej Kasy Skarbowej z połowy XIX wieku, pl. Narutowicza 3;
- dworzec kolejowy z końca XIX wieku, odbudowany po zniszczeniach I wojny światowej;
- cmentarz Wojenny na przedmieściu Łapiguz;
- budynek przy ul. Piłsudskiego 28 (róg z Alejami Kościuszki) z 1933[105] r.

## Pomniki i tablice pamiątkowe
Wymieniono je w kolejności chronologicznej upamiętnionych osób lub wydarzeń.

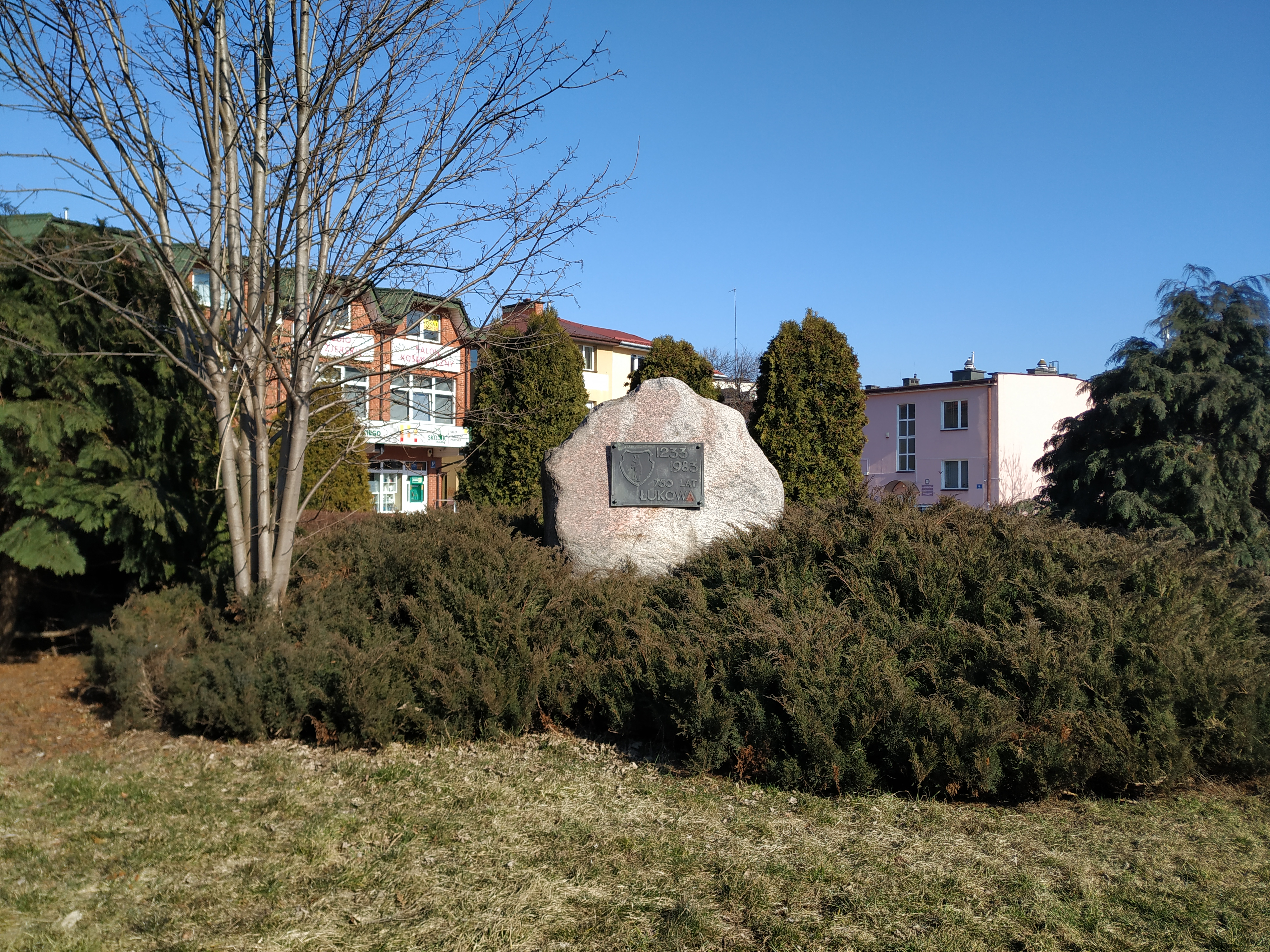
Głaz narzutowy z tablicą 1233–1983. 750 lat Łukowa, pomnik przyrody

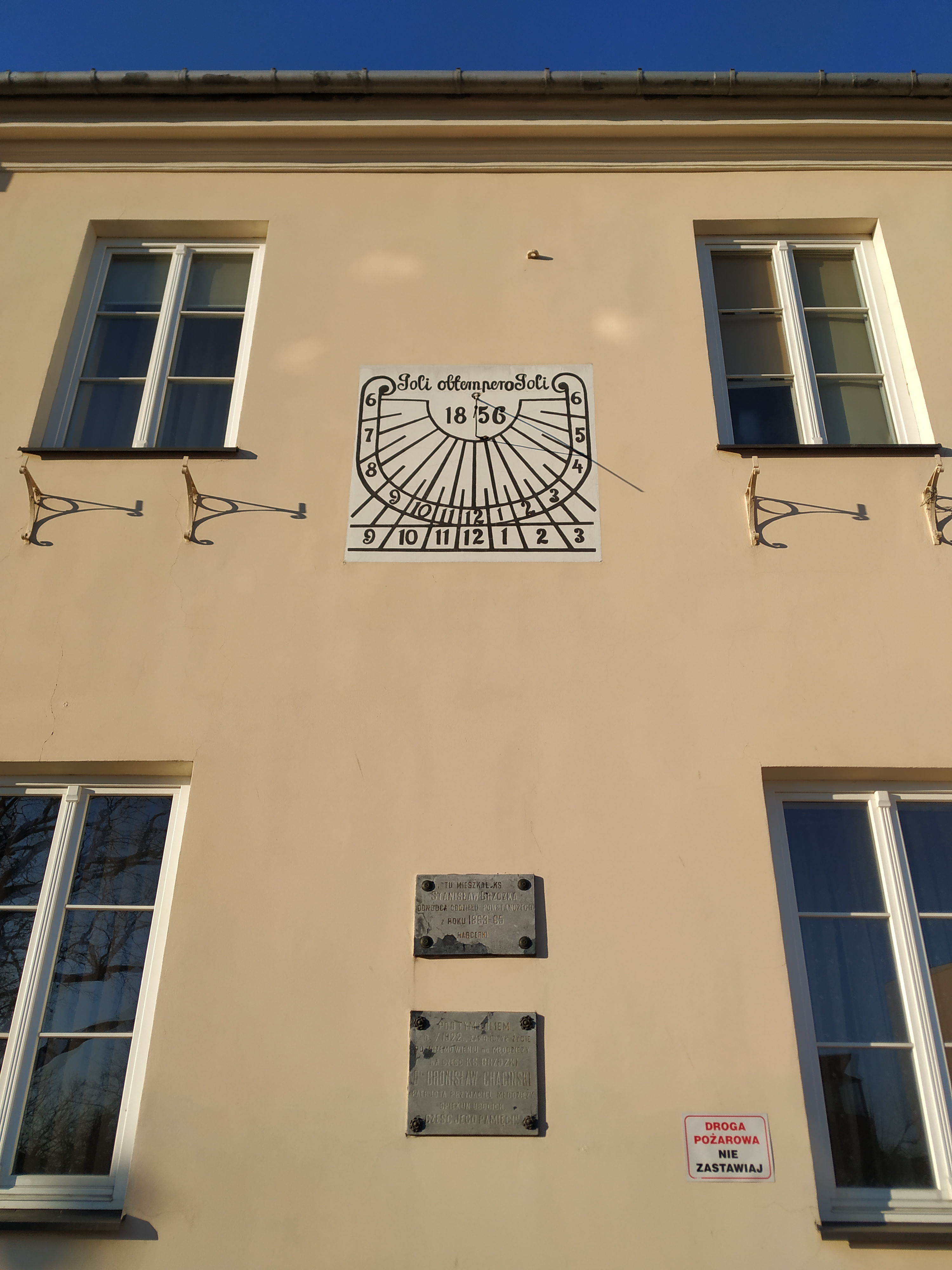
Zegar słoneczny z 1856 r. na ścianie budynku popijarskiego przy Kolegiacie Przemienienia Pańskiego. Niżej tablice upamiętniające ks. Stanisława Brzóskę i dra Bronisława Chącińskiego

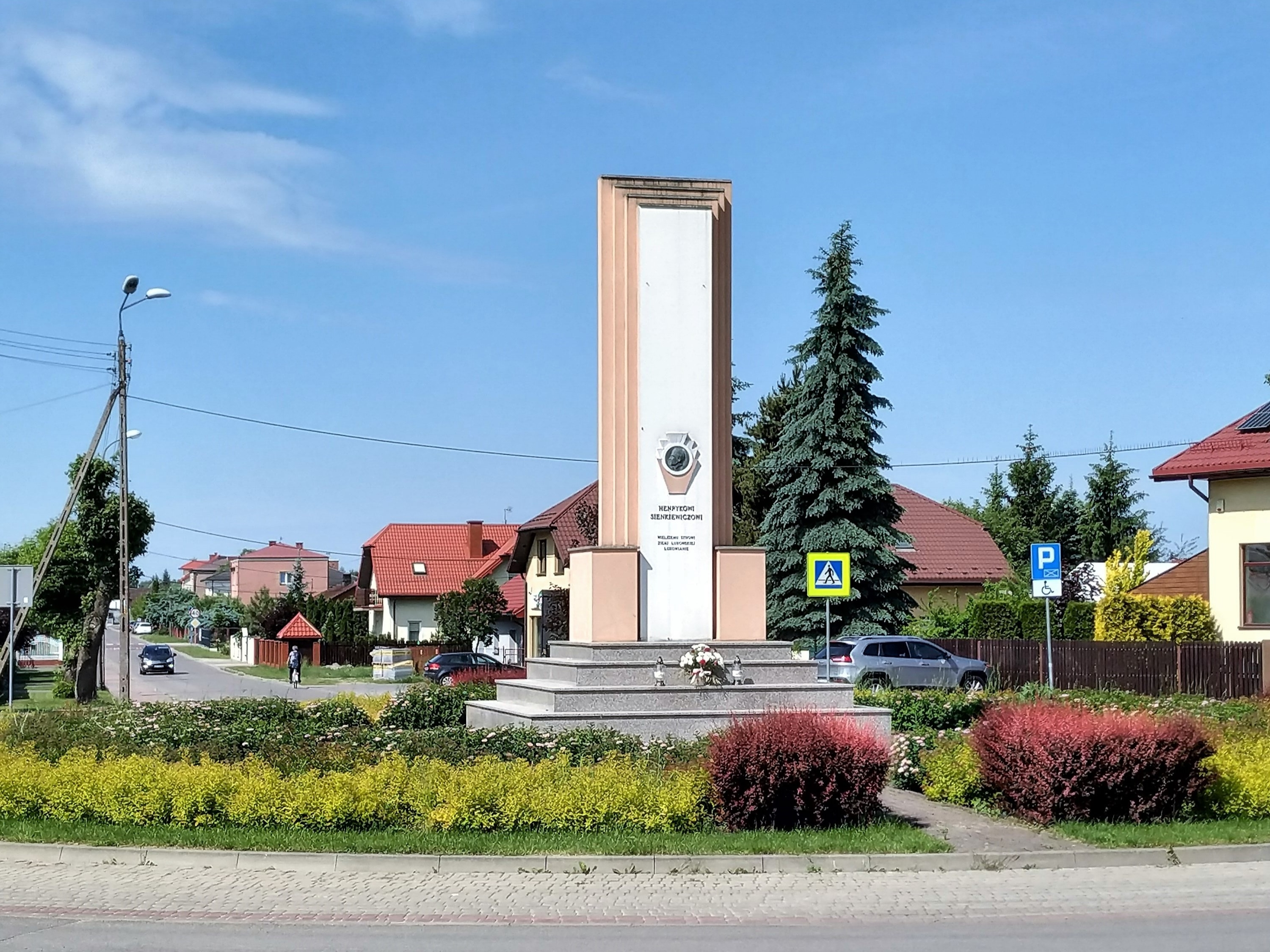
Pomnik Henryka Sienkiewicza z 1933 r. na ulicy jego imienia

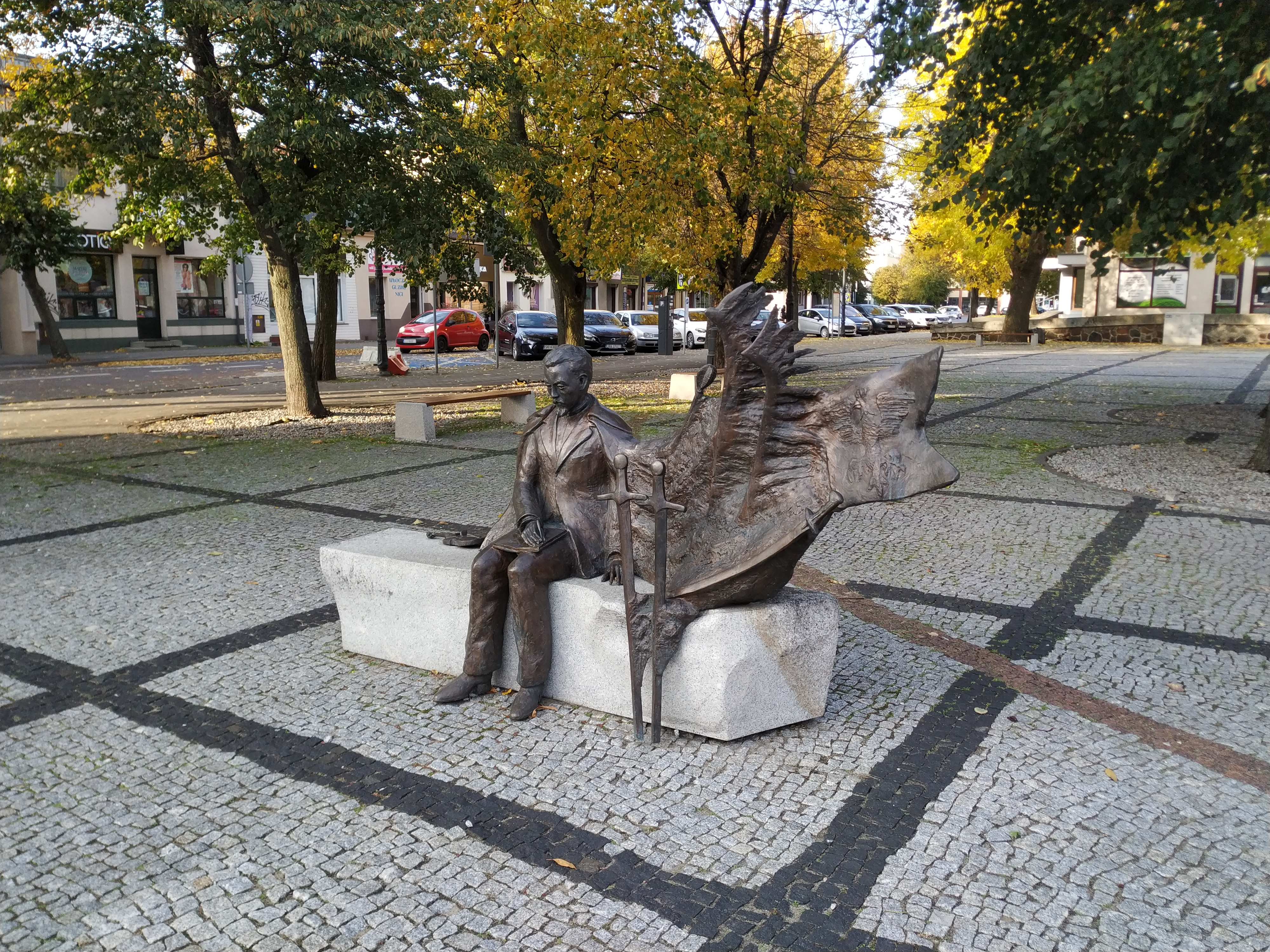
Rzeźba Henryka Sienkiewicza na pl. Solidarności i Wolności

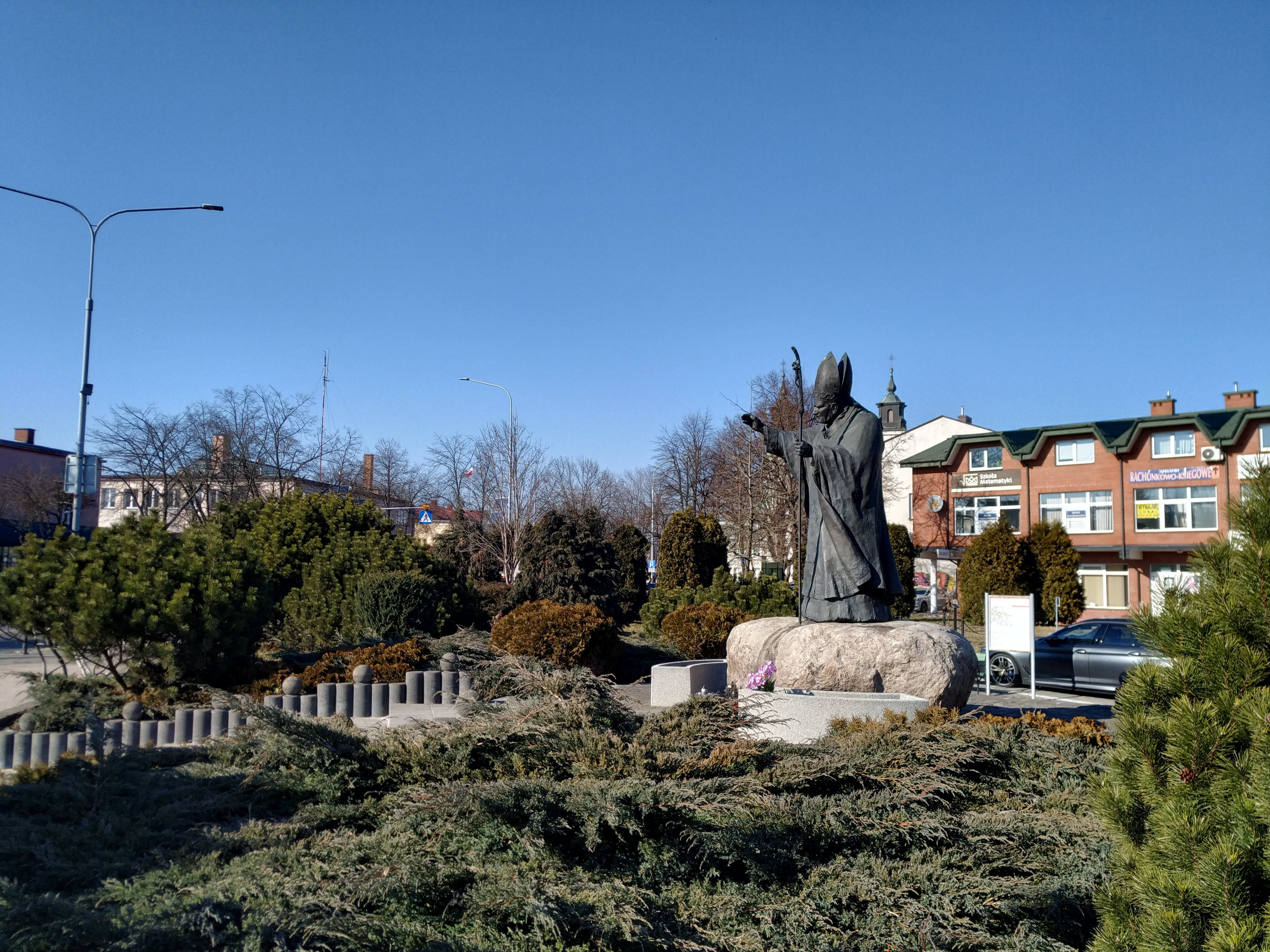
Pomnik Jana Pawła II

- głaz z tablicą 1233–1983. 750 lat Łukowa, przy ul. J. Piłsudskiego
- głaz z tablicą, „mówiący kamień”, upamiętniający Bolesława Krzywoustego, biskupstwo misyjne w Łukowie i templariuszy, odsłonięty w parku Miejskim 13 V 2023 r.[108]
- żywy pomnik: miłorząb upamiętniający 600 rocznicę otrzymania prawa magdeburskiego przez Łuków, przy ul. Czerwonego Krzyża
- pomnik poświęcony łukowskiej społeczności żydowskiej, na miejscu zburzonej w 1944 r. synagogi u zbiegu obecnych ulic Zdanowskiego i Staropijarskiej; odsłonięty 19 VI 2015[109]
- głaz z tablicą, „mówiący kamień”, upamiętniający Franciszka Salezego Jezierskiego (1740–1791), odsłonięty w parku Miejskim 3 V 2022[110].
- tablica obchodu w 1916 r. 125 rocznicy ogłoszenia Konstytucji 3 maja, na lewo od Kolegiaty Łukowskiej, przy pl. G. Narutowicza
- pomnik Tadeusza Kościuszki, w formie popiersia; odsłonięty w 1990 r. przed ówczesnym gmachem Liceum Ogólnokształcącego jego imienia
- głaz z tablicą, „mówiący kamień”, upamiętniający Piotra Ludwika Napoleona Czerniewicza (1812–1881); odsłonięty w parku Miejskim 29 VI 2016
- głaz z tablicą, „mówiący kamień”, upamiętniający Karola Levittoux (1820–1841), odsłonięty w parku Miejskim 10 V 2014
- tablica upamiętniająca ks. Stanisława Brzóskę (1832–1865) i Franciszka Wilczyńskiego (1842–1865), na pl. G. Narutowicza
- głaz z tablicą, „mówiący kamień”, poświęcony ks. Stanisławowi Brzósce i Franciszkowi Wilczyńskiemu, odsłonięty w parku Miejskim
- pomnik Łukowian Powstańców 1863 r., na pl. G. Narutowicza. Odsłonięty 22 I 1926, zniszczony w 1940 roku. Został zrekonstruowany i ponownie odsłonięty 22 I 1963 w innej części placu[111][112].
- pomnik Henryka Sienkiewicza (1846–1916), obelisk z 1933[113] r. na rondzie na ulicy jego imienia
- rzeźba uliczna postaci H. Sienkiewicza na „ławeczce”, z elementami nawiązującymi do jego dzieł, ustawiona w VI 2016 na pl. Solidarności i Wolności
- tablica upamiętniająca dr. Bronisława Chącińskiego (1868–1922), na prawo od Kolegiaty Łukowskiej, przy pl. G. Narutowicza
- tablica upamiętniająca 110 lat Państwowej Straży Pożarnej w Łukowie; odsłonięta w 2004 r. na głazie przed Komendą Powiatową PSP, przy ul. Partyzantów
- pomnik Strażaków, na cmentarzu św. Rocha
- głaz z tablicą, „mówiący kamień”, poświęcony chor. mar. Wincentemu Tomasiewiczowi (1899–1939), dowódcy okrętu ORP „Nurek”; odsłonięty w parku Miejskim w 2016 r.
- głaz z tablicą, „mówiący kamień”, upamiętniającą prof. Konstantego Pietrzaka(inne języki) (1907–1998), urodzonego w Łukowie, fizyka jądrowego; odsłonięty w parku Miejskim 12 IV 2018
- tablica upamiętniająca Żołnierzy Polskiej Organizacji Wojskowej, na budynku Starostwa Powiatowego, przy ul. J. Piłsudskiego
- tablica ku czci walczących i poległych za wolność Polski, pamięci cywilnych ofiar wojen i prześladowań, odsłonięta na głazie przed Urzędem Gminy Łuków przy ul. Świderskiej dn. 23 X 2018, z okazji 100-lecia odzyskania przez Polskę niepodległości
- głaz z tablicą, „mówiący kamień”, upamiętniający Eugeniusza Kwiatkowskiego (1888–1974), wicepremiera, ministra przemysłu i handlu, ministra skarbu II RP, honorowego obywatela miasta Łukowa; odsłonięty w parku Miejskim 11 XI 2018 r.
- Dąb Wolności – żywy pomnik z listopada 1918 r., upamiętniający odzyskanie niepodległości przez Polskę i późniejsza pamiątkowa tablica, na pl. Narutowicza
- pomnik Żołnierzy Wojska Polskiego poległych w wojnie 1920 r., na cmentarzu Wojennym przy ul. Strzelniczej
- głaz z tablicą, „mówiący kamień”, upamiętniający Jerzego Waleriana Skolimowskiego (1907–1985)[114]; odsłonięty w parku Miejskim 22 IV 2012
- pomnik Janusza Korczaka, w formie płaskorzeźby, przed siedzibą Medycznego Studium Zawodowego jego imienia
- głaz z tablicą na miejscu budynku pełniącego do 1942 r. funkcję żydowskiego domu modlitwy (daw. ul. Browarna 12), poświęconą pamięci Żydów łukowskich, którzy tu żyli, modlili się i zginęli w czasie Zagłady – Kamień Pamięci na placu przy ŁOK od strony ul. Browarnej, odsłonięty 5 X 2021[115]
- Krzyż Katyński i pomnik poświęcony Ofiarom katastrofy smoleńskiej, na cmentarzu św. Rocha
- głaz z tablicą, „mówiący kamień”, dla uczczenia byłych więźniów niemieckich obozów koncentracyjnych mieszkańców Ziemi Łukowskiej, odsłonięty w parku Miejskim w 75 rocznicę wyzwolenia obozu Auschwitz-Birkenau dn. 27 I 2020
- tablica upamiętniająca płk. Piotra Nowińskiego ps. Paweł (1913–1994), od 1940 r. żołnierza ZWZ-AK, organizatora i pierwszego dowódcy oddziału partyzanckiego I/35 p.p. AK w rezerwacie Jata 1944 r., odsłonięta w 2001 r. na fasadzie kościoła Podwyższenia Krzyża św. w 57 rocznicę Akcji „Burza”
- tablica pamięci kpt. Stefana Lemieszka ps. Alf (1915–1946), żołnierzy i oficerów Armii Krajowej Obwodu Łuków oraz Zrzeszenia „WiN” Obwodu Łuków, zamęczonych i zamordowanych przez funkcjonariuszy UBP w Łukowie; odsłonięta 15 XI 2019 na budynku na rogu ul. Piłsudskiego 28 i Al. T. Kościuszki (tymczasowej siedziby UBP w latach 40. XX w.)[116]
- pomnik kpt./ppłk. Wacława Rejmaka ps. Ostoja (1917–1945), ul. Armii Krajowej
- pomnik Żołnierzy Armii Krajowej Obwodu Łuków poległych za wolność Ojczyzny w latach 1939–1945 – pomnik na grobowcu na cmentarzu św. Rocha
- pomnik Harcerzy i Harcerek, którzy zginęli za Ojczyznę w latach 1939–1945 – pomnik, symboliczny grobowiec, na cmentarzu św. Rocha
- pomnik Kolejarzy poległych za Ojczyznę w latach 1939–1945, u zbiegu ulic: Dworcowej, S. Konarskiego i Al. T. Kościuszki
- pomnik Harcerzy z Grupy Północ Szarych Szeregów zamordowanych przez gestapo po udanej akcji zdobycia amunicji z wagonu kolejowego 23/24 VII 1943 r.; do jesieni 2016 stojący przy ul. Stefana Okrzei, następnie przeniesiony na skrzyżowanie ulic Zakolejnej, S. Okrzei i Bronisława Kondrackiego
- pomnik Żydów poległych i pomordowanych przez okupantów hitlerowskich w latach 1939–1944 w Łukowie i okolicy, na terenie dawnego kirkutu przy ul. Warszawskiej
- tablica upamiętniająca kilkuset Żydów rozstrzelanych podczas okupacji przez Niemców na dziedzińcu ówczesnego Magistratu, przy ul. ks. kard. S. Wyszyńskiego 19)[117]
- Żydów Łukowa, zamordowanych przez Niemców w latach 1940–1943, na miejscu zbiorowej mogiły przy drodze gruntowej prowadzącej od ul. Domaszewskiej (boczna ul. Świderskiej)[w] do Malcanowa, znajdujący się na piaszczystym wzniesieniu w granicach Łukowa, obecnie porośniętym laskiem zwanym Kierkutem, w odległości 1,4 km od ul. Świderskiej i 2,4 km od granicy Malcanowa[x].
- głaz z tablicą, „mówiący kamień” Przegrani Zwycięzcy z Ziemi Łukowskiej – upamiętniający nazwiska żołnierzy, którzy podczas II wojny światowej walczyli na Zachodzie; odsłonięty w parku Miejskim 1 VI 2016
- głaz z tablicą, „mówiący kamień” – poświęcony uczestnikom powstania warszawskiego, pochodzącym z Ziemi Łukowskiej; odsłonięty w parku Miejskim 4 X 2014
- głaz z tablicą upamiętniającą poległych, pomordowanych i zmarłych Inwalidów Wojennych i Wojskowych, przy ul. Partyzantów
- obelisk z tablicą upamiętniającą Żołnierzy Armii Krajowej, Narodowych Sił Zbrojnych, Zrzeszania Wolność i Niezawisłość oraz innych organizacji i grup niepodległościowych, którzy stanęli do nierównej walki z komunistycznym zniewoleniem – odsłonięty przy skrzyżowaniu ul. 11 Listopada i ul. ks. S. Brzóski 1 III 2017
- pomnik z tablicą „Dla uczczenia Dnia Kolejarza PRL / 10 – 9 – 1961 / Załoga Parowozowni / Łuków”, na terenie Lokomotywowni Łuków[118]
- głaz z tablicą, „mówiący kamień” poświęcony aktorce Bożenie Kurowskiej, 1937–1969; odsłonięty w parku Miejskim 4 X 2014
- pomnik Papieża Jana Pawła II, przy ul. J. Piłsudskiego

Ponadto wiele „Dębów Trzeciego Tysiąclecia”.

## Demografia
Ziemia łukowska znajduje się w zasięgu dialektu mazowieckiego. Podobieństwo gwar, wielu nazw miejscowych, a także typ gniazdowego osadnictwa drobnoszlacheckiego świadczy o dawnej kolonizacji tej ziemi przez ludność z Mazowsza.
Dane z 31 grudnia 2008:
| Opis                              | Ogółem | Ogółem | Kobiety | Kobiety | Mężczyźni | Mężczyźni |
| --------------------------------- | ------ | ------ | ------- | ------- | --------- | --------- |
| jednostka                         | osób   | %      | osób    | %       | osób      | %         |
| liczba ludności                   | 30 435 | 100    | 14 674  | 48,21   | 15 761    | 51,79     |
| gęstość zaludnienia (mieszk./km²) | 851,3  | 851,3  | 410,5   | 410,5   | 440,9     | 440,9     |

### Wiek i płeć mieszkańców

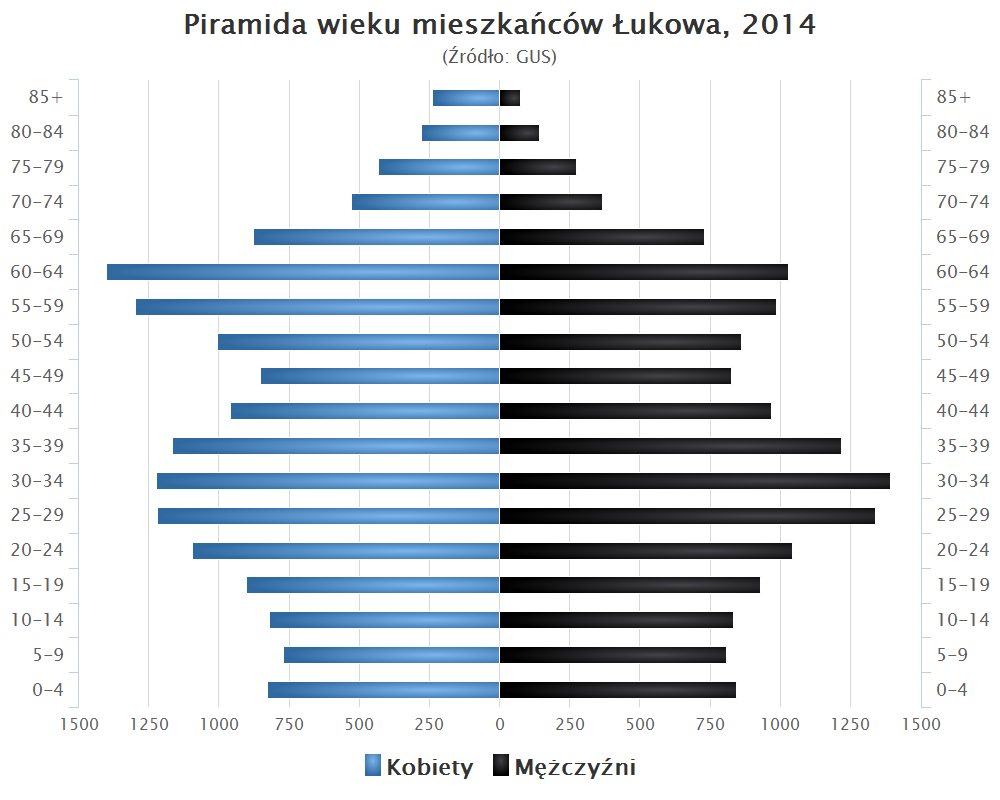
Piramida wieku mieszkańców Łukowa w 2014 roku

## Gospodarka

### Przemysł
W Łukowie rozwinięty jest głównie przemysł spożywczy. Ponadto działają tu średnie i małe zakłady przemysłu odzieżowego, obuwniczego, stolarki budowlanej, maszynowego i metalowego, wytwórnia pasz oraz zakład energetyki cieplnej. Oprócz dużych zakładów mięsnych i małych przedsiębiorstw wędliniarskich istnieje zakład mleczarski, chłodnia, wiele małych piekarni i zakładów cukierniczych wysyłających wyroby także do innych miast.

### Budownictwo
Działają większe przedsiębiorstwa zajmujące się produkcją materiałów budowlanych, budownictwem mieszkaniowym wielorodzinnym, drogowym i wodnym oraz instalacji wodnych, kanalizacyjnych i ciepłowniczych.

### Gospodarka komunalna
W Łukowie funkcjonuje zakład zajmujący się dostarczaniem wody dla odbiorców indywidualnych, osiedli domów wielorodzinnych i zakładów przemysłowych. Wdrożył on system sortowania odpadów z gospodarstw domowych. Inny zakład zaopatruje w ciepłą wodę osiedla mieszkaniowe i innych odbiorców.

### Handel

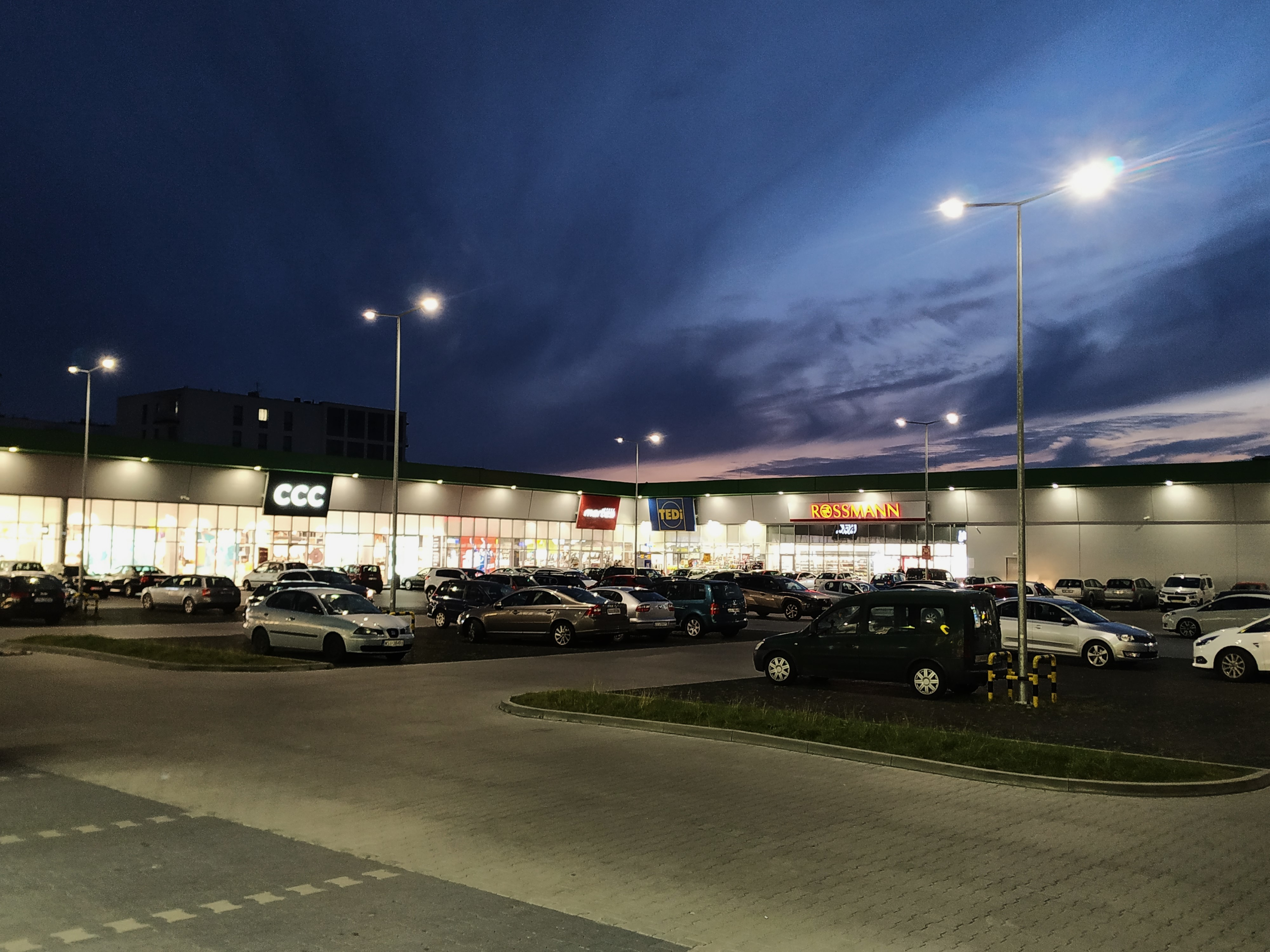
Centrum handlowe sieci Vendo Park przy Al. R. Kaczorowskiego

Przy ul. B. Prusa znajduje się Targowisko Miejskie nr 1. Na starym targowisku zwanym Rynkiem jest prowadzony handel zwierzętami hodowlanymi, płodami rolnymi i artykułami przemysłowymi. Dniem targowym w Łukowie tradycyjnie jest czwartek. Do czasu wybudowania pasażu handlowego przy ul. Kanałowej, funkcjonowało przy niej Targowisko Miejskie nr 2, zwane zieleniakiem, gdzie odbywał się drobny handel warzywami, nabiałem itp. Obecnie jest na to wydzielone miejsce na targowisku przy ul. Prusa.
W mieście znajduje się wiele hurtowni, sklepów małych i dużych samoobsługowych, należących do przedsiębiorstw miejscowych i dużych sieci handlowych.
W 2020 r. przy Al. Ryszarda Kaczorowskiego (część zachodniej obwodnicy Śródmieścia) wybudowano park handlowy.

### Rzemiosło i usługi
W mieście działa Cech Rzemiosł Różnych, założony w 1952 roku. Zrzesza on drobne przedsiębiorstwa produkcyjne, handlowe i usługowe.
Usługi transportowe – zobacz niżej.

### Liczba podmiotów gospodarczych
Liczba podmiotów gospodarczych według stanu w dniu 31 grudnia 2008 przedstawiała się następująco:
- ogółem 3409 jednostek gospodarczych, w tym w sektorze publicznym – 96, w sektorze prywatnym – 3313.

Podmioty gospodarcze według sekcji PKD:
- handel hurtowy i detaliczny; naprawa pojazdów samochodowych, motocykli oraz artykułów użytku osobistego i domowego (sekcja G) – 1356
- budownictwo (F) – 383
- obsługa nieruchomości, wynajem i usługi związane z prowadzeniem działalności gospodarczej (K) – 363
- przetwórstwo przemysłowe (D) – 295
- transport, gospodarka magazynowa i łączność (I) – 243
- ochrona zdrowia i pomoc społeczna (N) – 184
- pośrednictwo finansowe (J) – 127
- edukacja (M) – 85
- hotele i restauracje (H) – 72
- rolnictwo, łowiectwo i leśnictwo (A) – 23
- administracja publiczna i obrona narodowa; obowiązkowe ubezpieczenia społeczne i powszechne ubezpieczenie zdrowotne (L) – 14
- górnictwo (C) – 4
- wytwarzanie i zaopatrywanie w energię elektryczną, gaz i wodę (E) – 2

## Transport

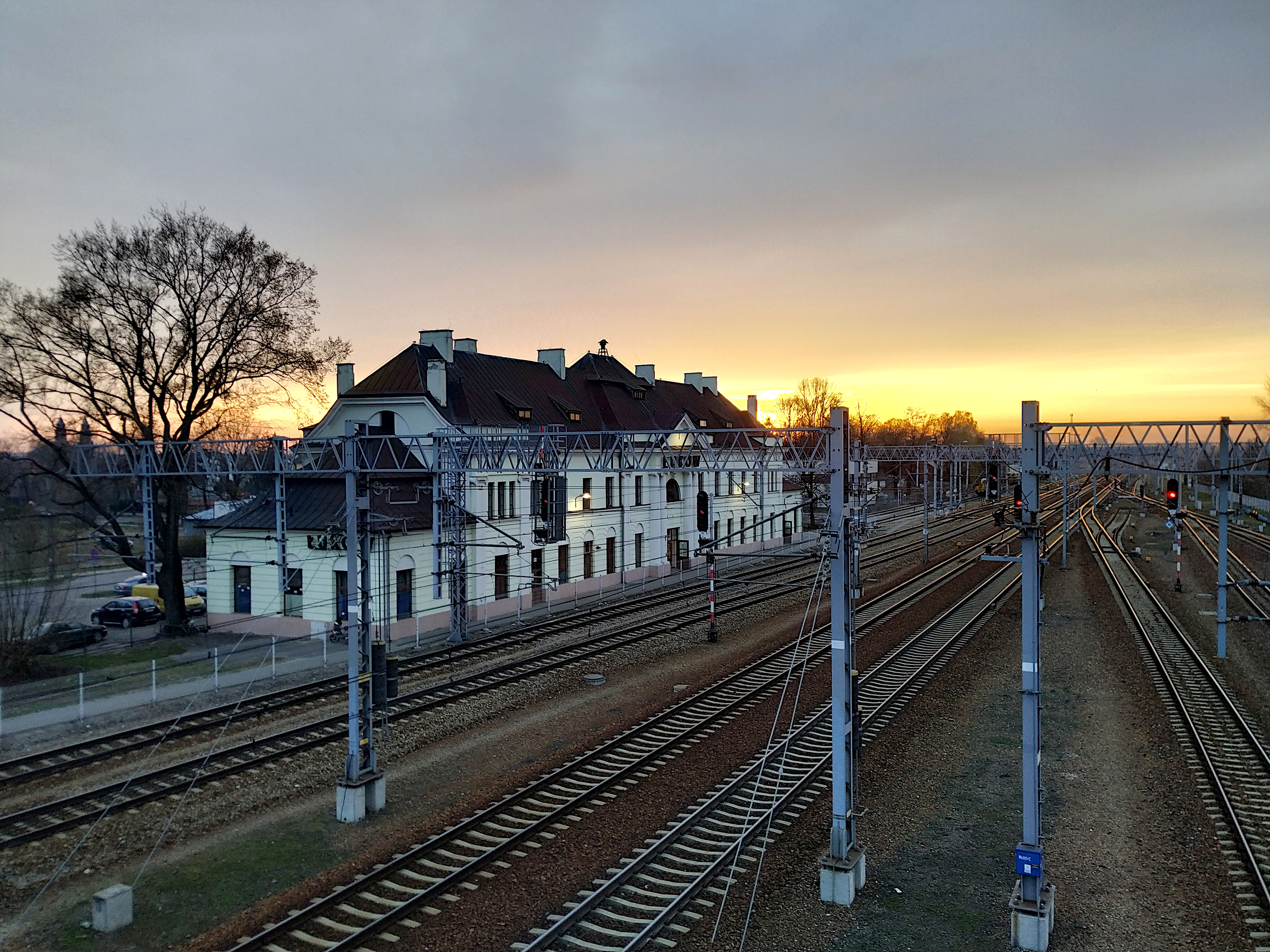
Dworzec kolejowy na stacji Łuków

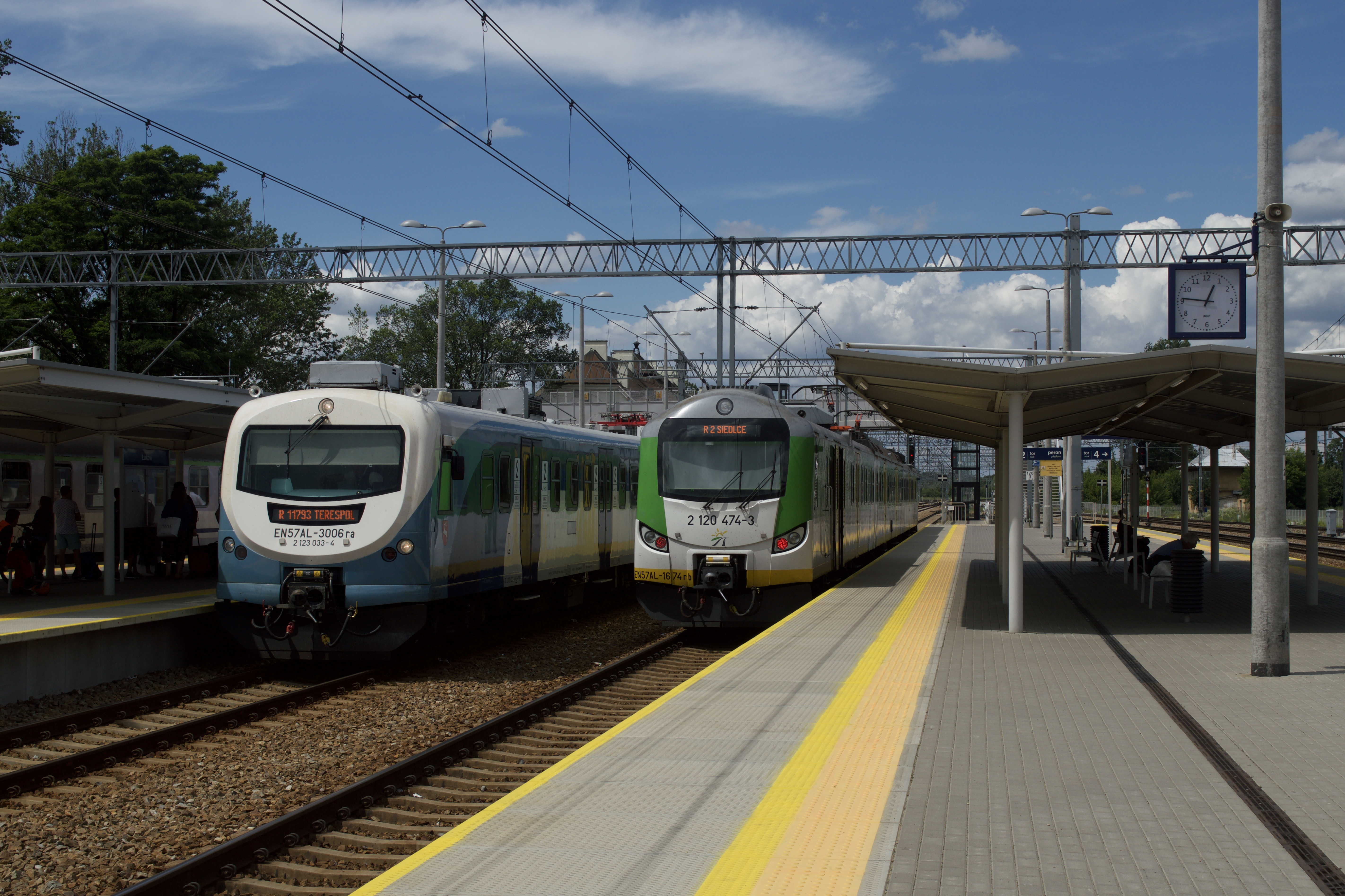
Peron na stacji kolejowej Łuków

Łuków to ważny węzeł kolejowy i drogowy.
Przewozami pasażerskimi, także na terenie miasta, zajmuje się głównie PKS Łuków SA. Blisko dworca autobusowego w centrum miasta oraz dworca kolejowego znajdują się postoje taksówek.
W śródmieściu wyznaczone są strefy płatnego parkowania.
W 2011 r. długość ulic w Łukowie wynosiła 104 km.
Na obszarze działania Zarządu Dróg Miejskich znajduje się sieć dróg gminnych o długości 66 km i części powiatowych o długości 11 km znajdujących się na obszarze administracyjnym miasta Łuków.

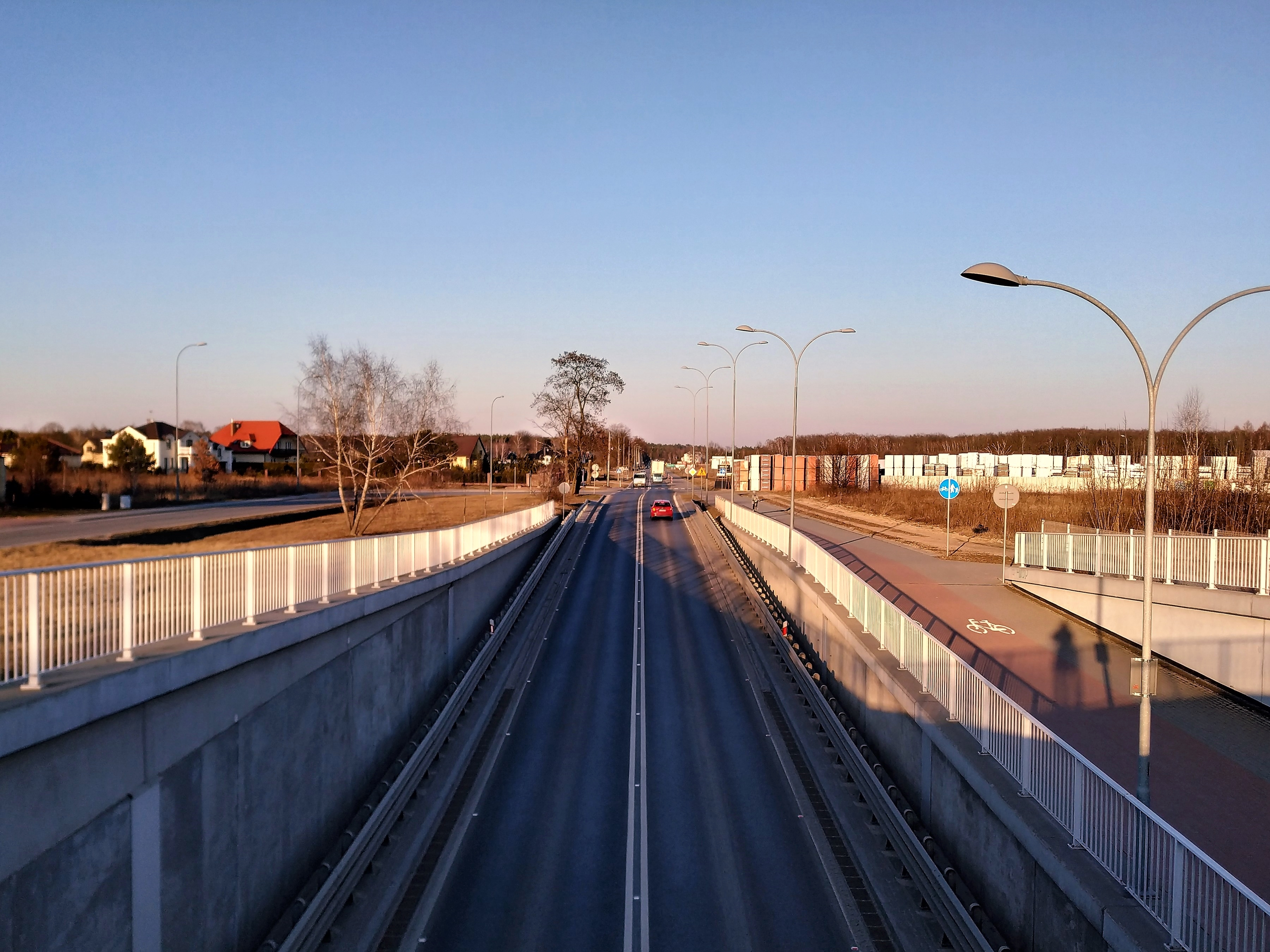
Widok na ul. Międzyrzecką z przejazdu kolejowego nad tunelem drogowym

Według wykazu nazw, w mieście jest 235 ulic (w tym 2 nazwane aleją i 3 nazwane Alejami) oraz 1 plac i 1 bulwar.
Jedenaście z trzynastu rond ma nazwy; są to ronda zbudowane w pasie obwodnicy śródmieścia. Niżej wymieniono je (w kolejności od południowej strony miasta i zgodnie z ruchem wskazówek zegara):
- rondo im. ks. kan. Franciszka Salezego Jezierskiego, zbudowane w 2022 r. na wjeździe w Al. Króla Władysława Jagiełły, nazwane 24 XI 2022;
- rondo Pamięci Żydów Łukowskich – zbudowane w połowie długości Alej Króla Władysława Jagiełły w 2018 r., nazwane w wyniku uchwały RM z 26 III 2025;
- rondo Honorowych Krwiodawców – na skrzyżowaniu ul. Świderskiej, Alej R. Kaczorowskiego i Alej Króla Władysława Jagiełły, zbudowane w 2010 r., nazwane w wyniku uchwały RM z 7 V 2012 ws. nadania nazwy;
- rondo ks. Biskupa Jana Mazura – skrzyżowanie Alej R. Kaczorowskiego, Alej L. i M. Kaczyńskich z ul. Goplany i ul. M. Wereszczakówny, zbudowane w 2003 r., przebudowane w l. 2010–2011, nazwane 2 IX 2011;
- rondo Tajnej Organizacji Nauczycielskiej – skrzyżowanie Alej L. i M. Kaczyńskich i alei Wojska Polskiego z ul. Warszawską, zbudowane w 2008 r., nazwane 31 III 2011;
- rondo Jana Dębskiego – skrzyżowanie al. Wojska Polskiego z ul. Parkową, prowadzącą na Poważe, nazwane 16 VI 2016;
- rondo Narodowych Sił Zbrojnych – skrzyżowanie al. Wojska Polskiego z ul. Ławecką, nazwane 28 VI 2012;
- rondo NSZZ „Solidarność” – skrzyżowanie al. Wojska Polskiego i ul. ks. J. Popiełuszki z ul. Siedlecką, nazwane 27 IV 2010;
- rondo im. ks. Biskupa Ignacego Świrskiego, zbudowane w 2018 r. na skrzyżowaniu ul. Jana Pawła II i ul. ks. J. Popiełuszki (nazwane 27 IX 2018);
- rondo Podharcmistrza Fryderyka Koziarza – skrzyżowanie ul. ks. J. Popiełuszki i ul. Przemysłowej z Al. T. Kościuszki, nazwane 31 III 2011[128];
- rondo im. Powstańców Styczniowych, zbudowane na skrzyżowaniu ul. Przemysłowej i ul. ks. Stanisława Brzóski, nazwane 24 XI 2022[131].

Najstarsze, powstałe na początku lat 30. XX w., jest rondo z pomnikiem H. Sienkiewicza, na ulicy nazwanej jego imieniem.
Wzdłuż obwodnicy śródmieścia, a także niektórych ulic wybiegających poza nią promieniście – Świderskiej, Pana Tadeusza, Międzyrzeckiej (także przez wieś Karwacz) i Żelechowskiej – przebiegają ścieżki rowerowe. Zbudowano je także na ul. Parkowej, wzdłuż Krzny Południowej od ul. Warszawskiej do al. Wojska Polskiego oraz na odcinkach ulic o układzie okrężnym: ul. Kiernickich (część środkowa i północna), Cegielnianej, Prusa. Wykonywany jest chodnik do Świdrów oraz do Ryżek.
Długość dróg rowerowych w 2014 r. wynosiła 21,5 km.

### Transport drogowy

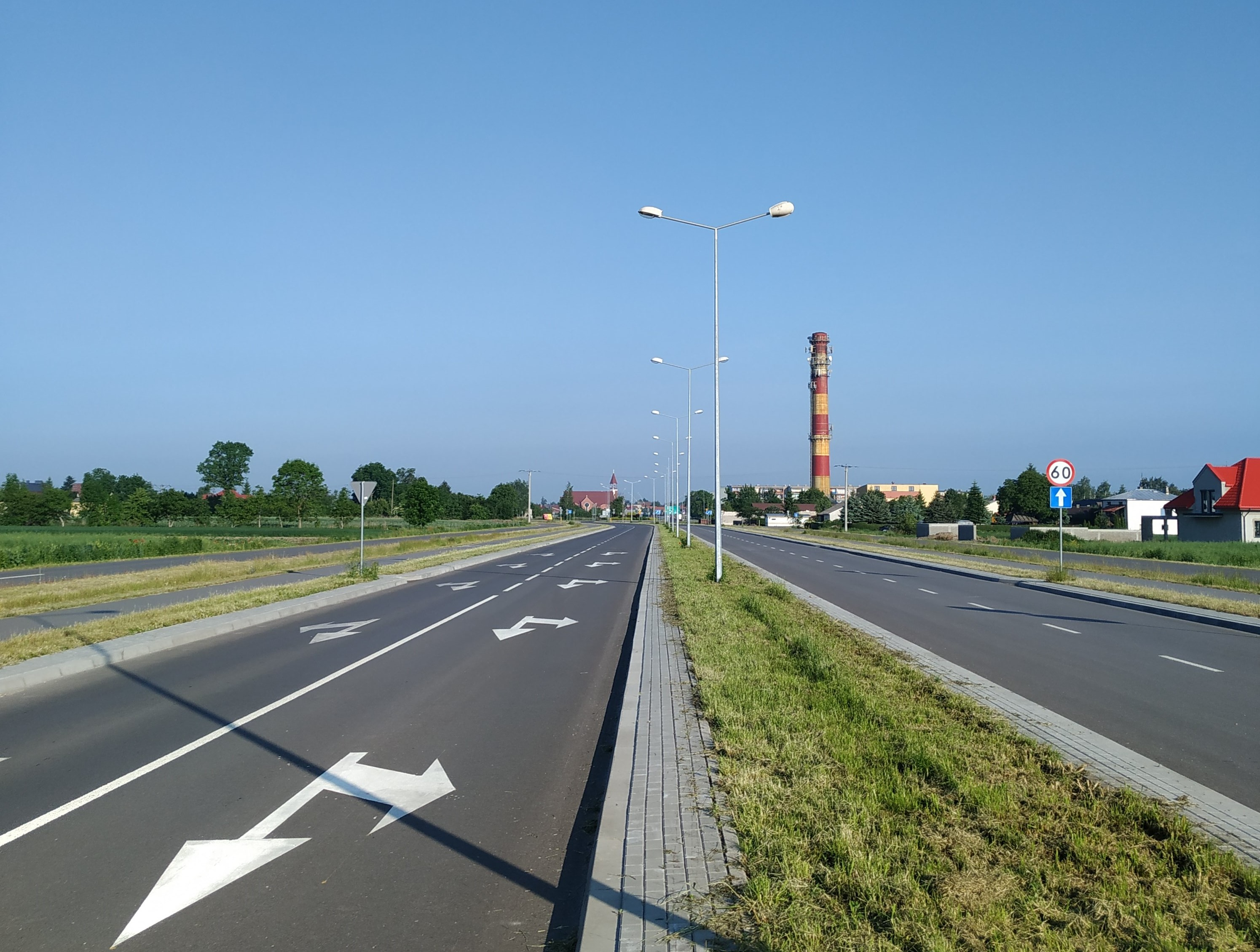
Południowy odcinek obwodnicy śródmieścia Łukowa – Aleje Króla Władysława Jagiełły

Łuków ma połączenia międzymiastowe przez drogi:
- krajowe
  - droga krajowa nr 63 Perły – Węgorzewo – Giżycko – Orzysz – Pisz – Kolno – Łomża – Zambrów – Sokołów Podlaski – Siedlce – Łuków – Radzyń Podlaski – Sławatycze.
  - droga krajowa nr 76 Wilga – Garwolin – Stoczek Łukowski – Łuków.
- wojewódzkie
  - droga wojewódzka nr 806 Łuków – Międzyrzec Podlaski, z tunelem pod linią kolejową przecinającą ul. Międzyrzecką, otwartym 5 VIII 2016.
  - droga wojewódzka nr 807 Maciejowice – Żelechów – Łuków.
  - droga wojewódzka nr 808 Łuków – Kock.

Transport drogowy pełni dużą rolę. Istnieje tu przedsiębiorstwo PKS w Łukowie SA, zapewniające połączenia z Warszawą, Siedlcami, Radzyniem Podlaskim, Garwolinem, Lubartowem oraz Lublinem, a także z większością miejscowości na terenie całego powiatu. Jego ofertę uzupełniają prywatni przewoźnicy utrzymujący połączenia do Lublina, Warszawy, Siedlec i Radzynia Podlaskiego.
Śródmieście od strony północnej, zachodniej i południowej otacza droga dwupasmowa, zwana małą obwodnicą (wobec zaplanowanej właściwej obwodnicy, która ma przebiegać blisko zachodniej granicy miasta).

#### Miejski transport pasażerski

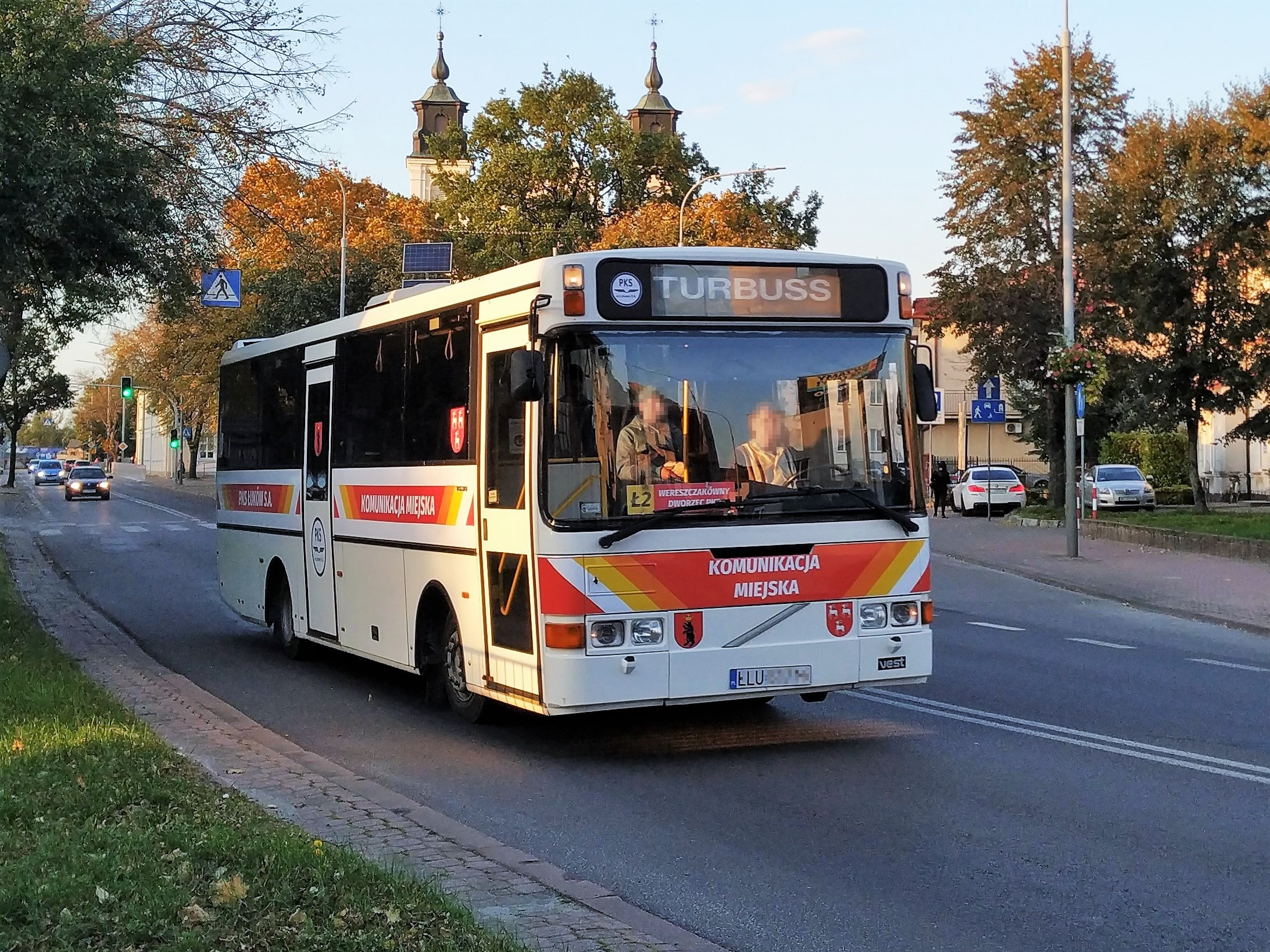
Autobus komunikacji miejskiej, należący do przedsiębiorstwa PKS Łuków SA

19 czerwca 2021 władze Łukowa w porozumieniu z władzami powiatu i PKS Łuków uruchomiły pilotażowo pierwszą (bezpłatną) linię miejskich przewozów pasażerskich. Jest to linia Ł1: Wereszczakówny – Ławki i odwrotnie, funkcjonująca codziennie w lecie. Łączy osiedle Mickiewicza (Nowy Łuków II), os. Sienkiewicza, os. Unitów Podlaskich, Śródmieście, os. Chącińskiego, os. Klimeckiego, Al. Kościuszki, os. kpt. Ostoi, Wiatraki i ośrodek wypoczynkowy nad zalewem Zimna Woda. Autobusy linii Ł1 z napisem KOMUNIKACJA MIEJSKA w lecie kursowały codziennie, regularnie co godzinę, natomiast od 1 września 2021 tylko w soboty i niedziele, rzadziej (w lipcu i sierpniu co 30 min). Odtąd podstawową linią stała się Ł2 z ul. Wereszczakówny do Dworca PKP. W odróżnieniu od trasy Ł1, od centrum miasta przebiega ul. Piłsudskiego i Alejami T. Kościuszki oraz jest dostosowana do odjazdów pociągów. W ten sposób przywrócono komunikację autobusową PKS na krótkich trasach, która z podmiejskimi miejscowościami istniała już w latach siedemdziesiątych dwudziestego wieku. Z dniem 3 stycznia 2022 uruchomiono linię Ł3 Łapiguz – Farfak, której przystanki znajdują się także na ul. Warszawskiej, ul. Andrzeja Rogalińskiego, ul. Partyzantów, ul. Międzyrzeckiej, ul. 11 Listopada, Al. Kościuszki i ul. Stanisława Konarskiego.

### Transport kolejowy

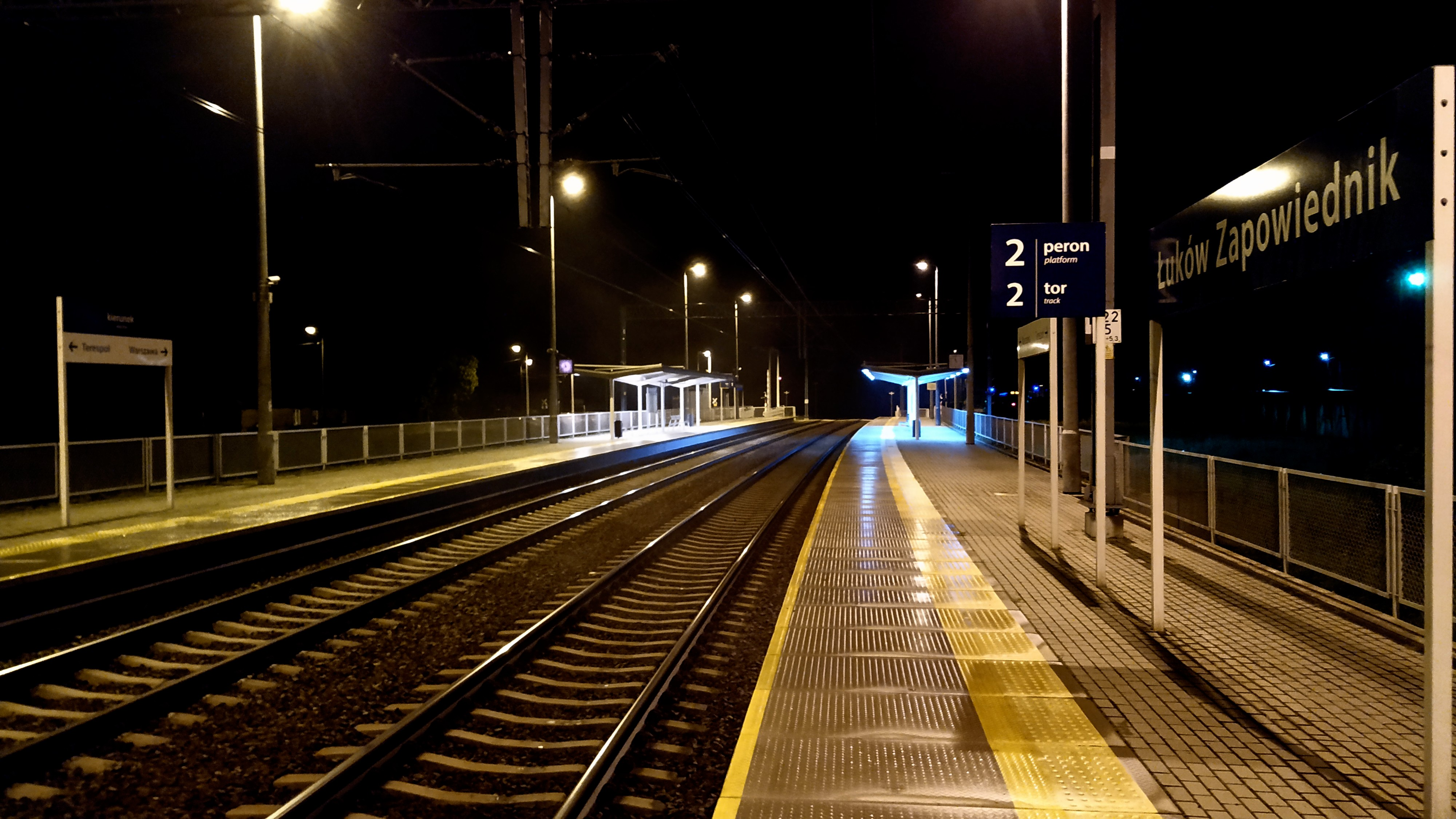
Przystanek kolejowy Łuków Zapowiednik

Przez miasto Łuków przebiegają następujące linie kolejowe:
- linia kolejowa nr 2, fragment międzynarodowej linii kolejowej E 20, która łączy Berlin z Moskwą przez Warszawę i Terespol;
- linia kolejowa nr 12, łącząca Skierniewice z Łukowem, tylko ruch towarowy;
- linia kolejowa nr 26, łącząca Łuków z Radomiem;
- linia kolejowa nr 30 Łuków – Lublin Północny (przez Parczew), przywrócona do ruchu w czerwcu 2017 z powodu modernizacji linii kolejowej nr 7 Warszawa–Lublin, prowadzi pociągi jadące z Lublina do Warszawy lub odwrotnie[136].

W Łukowie znajdują się dwie stacje kolejowe: Łuków (2 km na północ od centrum) i stacja towarowa Łuków Łapiguz z przystankiem kolejowym, 1,5 km na zachód od centrum) oraz przystanek kolejowy Łuków Zapowiednik we wschodniej części miasta.

## Bezpieczeństwo publiczne

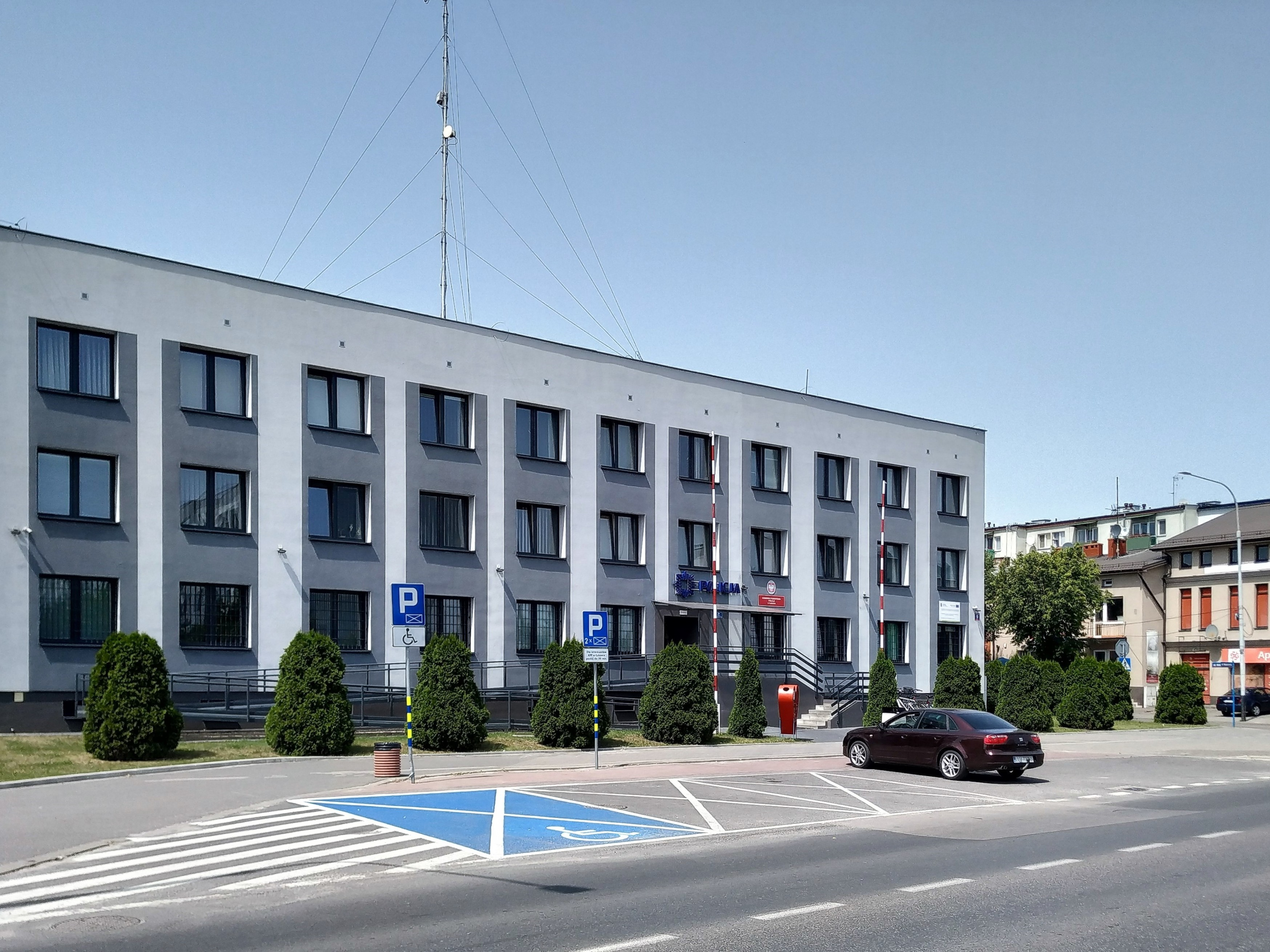
Komenda Powiatowa Policji w Łukowie (ul. Międzyrzecka 9)

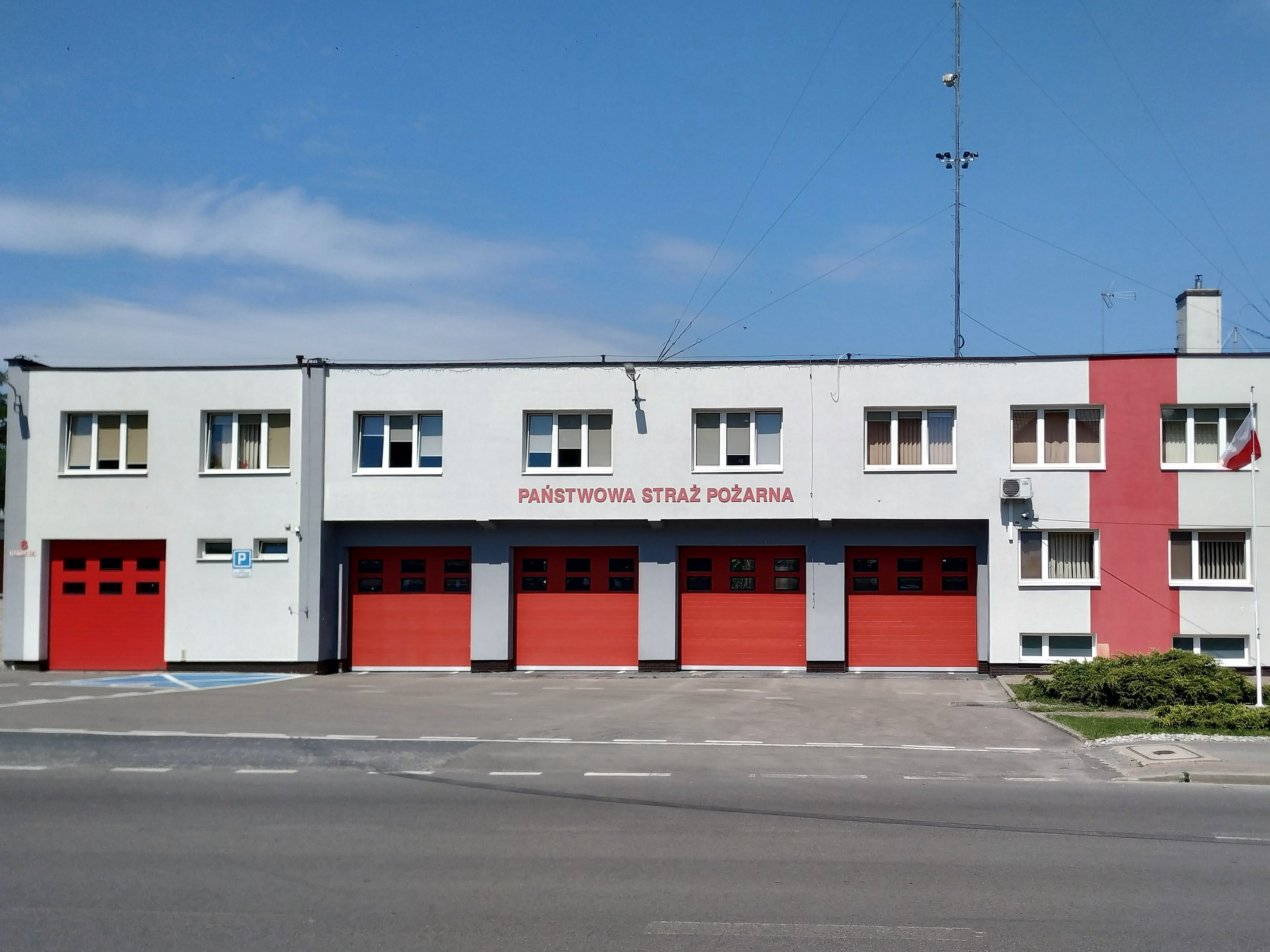
Komenda Powiatowa Państwowej Straży Pożarnej w Łukowie (ul. Partyzantów 6)

W Łukowie znajdują się: Komenda Powiatowa Państwowej Straży Pożarnej oraz Komenda Powiatowa Policji.

### Ochrona zdrowia

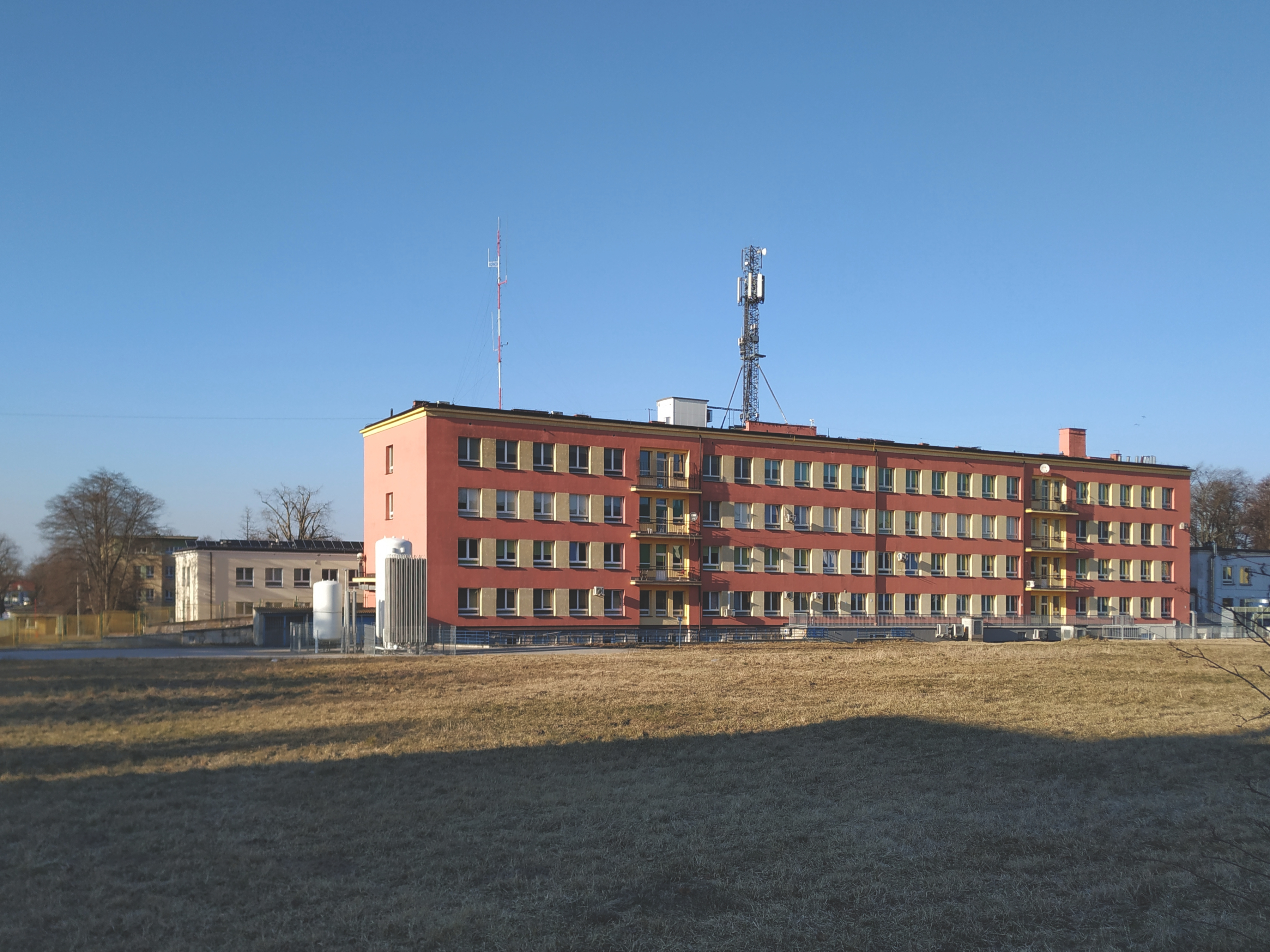
Szpital św. Tadeusza

W Łukowie według stanu na 1991 rok funkcjonowały następujące placówki służby zdrowia: Szpital Miejski, Pogotowie Ratunkowe, przychodnie rejonowe przy ul. 700-lecia (obecnie to ul. dr. A. Rogalińskiego) i Al. Kościuszki, co najmniej sześć prywatnych gabinetów lekarskich oraz pięć aptek, w tym trzy prywatne. W Łukowie pracowało 100 lekarzy i 439 pielęgniarek. Szpital Miejski w Łukowie był największym w województwie siedleckim pod względem liczby łóżek (667).
Obecnie Szpital im. św. Tadeusza (ul. A. Rogalińskiego 3), który stanowi trzon Samodzielnego Publicznego Zakładu Opieki Zdrowotnej, jest jednym z największych szpitali powiatowych w województwie lubelskim. Przy nim znajduje się Szpitalny Oddział Ratunkowy oraz Przychodnia Specjalistyczna. Oprócz Zakładu Lecznictwa Szpitalnego, w skład Zespołu wchodzą takie jednostki podstawowej opieki zdrowotnej, jak Pomoc Nocna i Świąteczna SPOZ przy ul. Partyzantów 10 oraz Przychodnia Rejonowa SPZOZ przy Al. Kościuszki 2a.
W mieście czynne są też prywatne przychodnie i gabinety lekarskie. Są to m.in. zakłady opieki zdrowotnej:
- NZOZ „Evmed”, ul. A. Struga 11 (od IX 1994);
- Centrum Stomatologii Rodzinnej Agnieszka Kuryło (działa od I 1995), ul. Struga 5;
- NZOZ Poradnia Dermatologiczno-Alergologiczna, ul. Międzyrzecka 60 (od III 1999);
- NZOZ „Kolejarz”, Al. T. Kościuszki 50a (od IX 1999);
- NZOZ „Łukmed” s.c., ul. Międzyrzecka 60 (od I 2000);
- NZOZ „Łuksja-Med”, ul. Staropijarska 3, wejście od ul. F. Chopina 5 (od V 2005);
- „Pro-Med”, ul. Międzyrzecka 60 (od XI 2005);
- NZOZ św. Michała – Poradnia Lekarza Rodzinnego i Poradnie Specjalistyczne, ul. H. Sienkiewicza 7a (od VII 2007);
- Centrum Medyczno-Diagnostyczne w Siedlcach (NZOZ „Centrum”). Przychodnie Zdrowia, ul. Międzyrzecka 66 (od VII 2007) i ul. A. Struga 11 (od II 2016);
- NZOZ „Amicus” Pediatria, Rehabilitacja (i Stomatologia), al. Wojska Polskiego 33 (od I 2009);
- Specjalistyczny Gabinet Chorób Naczyń, ul. Przemysłowa 1a;
- NZOZ „InterHem” w Białymstoku. Filia w Łukowie – hospicjum domowe, ul. A. Rogalińskiego 3;
- Przyzakładowa Przychodnia Medycyny Pracy przy Zakładach Mięsnych „Łmeat-Łuków” SA, ul. Przemysłowa 15;
- „Ortodentika” s.c. Rehabilitacja, Ortopedia i Stomatologia, ul. Kiernickich 47 (od VIII 2013);
- Centrum Medyczne „Salus Med” SK w Lublinie, poradnia w Łukowie, ul. Warszawska 26a (od X 2016), oraz
- NZOZ Laboratorium Diagnostyczne „Analiza”, ul. Warszawska 68a (od VI 1993).

Opiekę pielęgniarską świadczą m.in. NPZOZ „Szafir-Med”, ul. Sienkiewicza 7a (od IX 2010), NZOP „Zdrowie” s.c., ul. Struga 11 (od I 2011).
Powiatowa Stacja Sanitarno-Epidemiologiczna znajduje się przy ul. Spółdzielczej 4.

## Oświata

### Oświata w latach 1989–1999

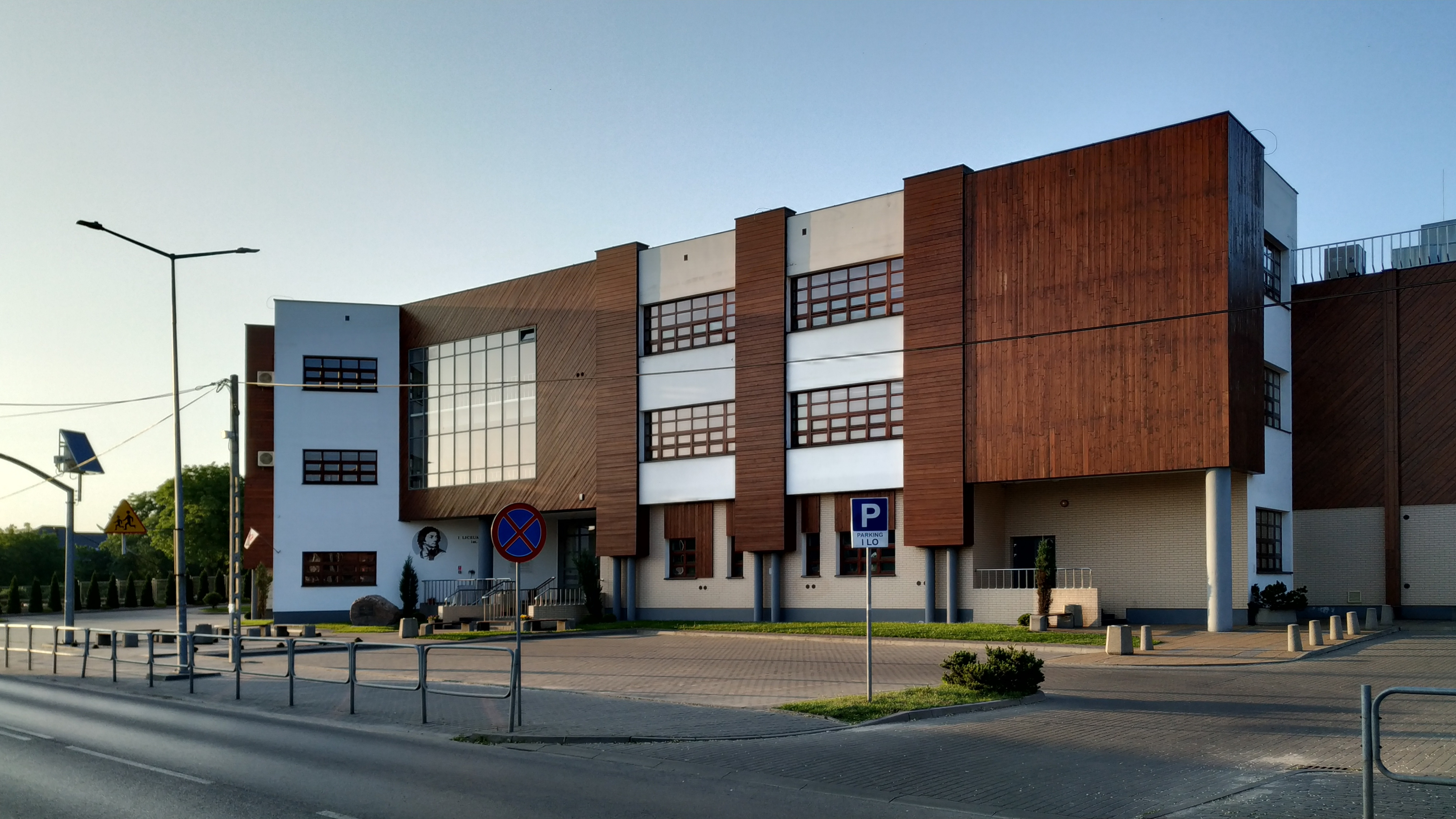
I Liceum Ogólnokształcące im. Tadeusza Kościuszki

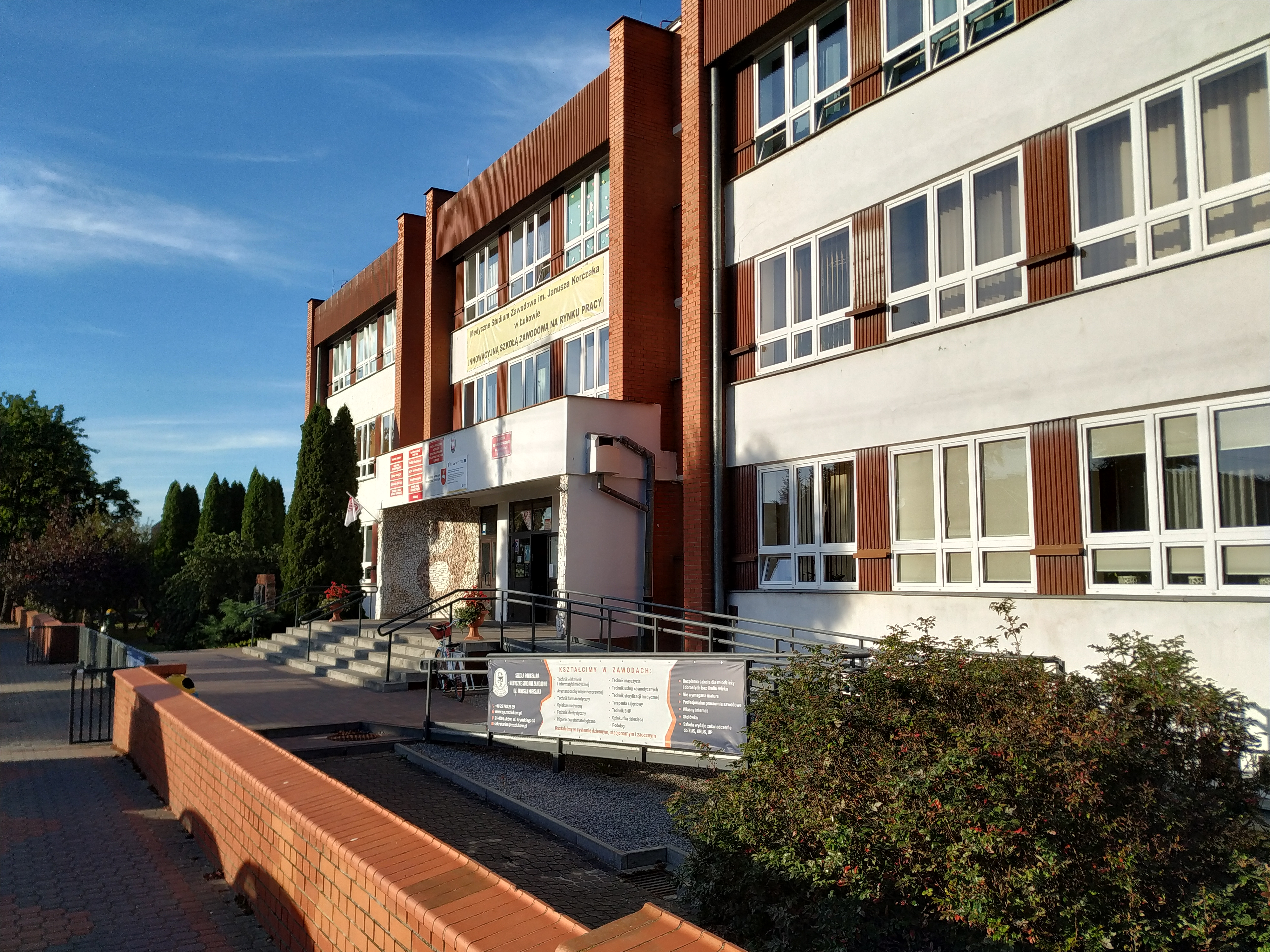
IV Liceum Ogólnokształcące im. Jana Pawła II i Medyczne Studium Zawodowe im. Janusza Korczaka

Na początku lat dziewięćdziesiątych do publicznych placówek oświatowych w Łukowie należało: 9 przedszkoli, 6 szkół podstawowych (ośmioklasowych, w tym 1 specjalna), liceum ogólnokształcące, liceum medyczne, zespół szkół zawodowych i zasadnicza szkoła rolnicza.

### Oświata w latach 1999–2017/2019
Z dniem 1 IX 1999 utworzono 3 samodzielne gimnazja, w tym dwa na miejscu zlikwidowanych szkół podstawowych. Były to: Gimnazjum nr 1 (na os. Chącińskiego), Gimnazjum nr 2 (na Cieszkowiźnie) i Gimnazjum nr 3 (blisko dworca kolejowego Łuków). Gimnazja istniały (klasa III) do 31 VIII 2019. W roku szkolnym 2008/2009 w mieście funkcjonowało 9 publicznych przedszkoli, 3 szkoły podstawowe (sześcioklasowe) i 3 gimnazja oraz 3 placówki specjalne, w tym 2 prowadzone przez zgromadzenia zakonne. Władze powiatu zostały organem prowadzącym następujące szkoły średnie: I Liceum Ogólnokształcące im. T. Kościuszki i IV Liceum Ogólnokształcące im. Jana Pawła II oraz 3 zespoły szkół (w tym jeden składający się wyłącznie ze szkół średnich): nr 1 – im. H. Sienkiewicza, nr 2 – im. A. Świętochowskiego i nr 3 – im. W. Reymonta. Powiatową placówką oświaty został też Zespół Placówek (d. Zespół Szkół Specjalnych) im. M. Konopnickiej (zał. 2010) oraz Poradnia Psychologiczno-Pedagogiczna (zał. 1975). W 1991 r. powstało Społeczne Liceum Ogólnokształcące, późniejsze Katolickie Liceum Ogólnokształcące im. S. kard. Wyszyńskiego, które zakończyło swoją działalność wraz z końcem roku szkolnego 2011/2012.
W roku szkolnym 2015/16 działało 6 przedszkoli miejskich, w tym jedno w zespole ze szkołą podstawową, 3 szkoły podstawowe (nr 1, 4 i 5), w tym jedna (nr 1) we wspomnianym zespole szkół oraz 3 gimnazja (nr 1, 2 i 3), w tym jedno (nr 1) w zespole ze szkołą podstawową. Były to jednostki prowadzone przez Miasto Łuków. Oprócz oddziałów przedszkolnych w szkołach podstawowych i 6 przedszkoli publicznych prowadzonych przez Miasto Łuków (w tym jedno w zespole szkół), funkcjonowało 6 przedszkoli niepublicznych (o różnym profilu) prowadzonych przez indywidualne osoby oraz 3 prowadzone przez zgromadzenia zakonne i Kościół.
Do szkół policealnych należy Medyczne Studium Zawodowe (zał. 1976) i Collegium – Akademickie Studium Policealne.
W latach 2000–2006 funkcjonował Ośrodek Dydaktyczno-Konferencyjny KUL w Łukowie, który umożliwiał uzyskanie wyższego wykształcenia zawodowego o kierunkach administracja i informatyka.
W 2001 r. otwarto Collegium Łukowskie Akademii Medycznej w Lublinie, kształcące pielęgniarki. W latach 2001–2017 funkcjonowała w mieście Wyższa Szkoła Biznesu i Administracji, poprzedniczka Warszawskiej Wyższej Szkoły Biznesu.

### Oświata na początku lat 20. XXI w.
Reforma systemu oświaty z 2017 roku przywróciła dwustopniową strukturę szkolnictwa. Placówkami oświaty są szkoły podstawowe i przedszkola, których organem prowadzącym jest Miasto Łuków oraz przedszkola niepubliczne. W roku szkolnym 2020/2021 funkcjonuje 5 szkół podstawowych (ośmioklasowych), w tym SP 1 w zespole z przedszkolem, 5 przedszkoli publicznych, 8 przedszkoli niepublicznych (w tym 2 mające lokal w dwóch punktach miasta), 2 z nich prowadzone przez zgromadzenia zakonne.
Do jednostek oświatowych, których organem prowadzącym jest Powiat Łukowski, należą w mieście: I Liceum Ogólnokształcące im. Tadeusza Kościuszki (zał. 1919), Zespół Szkół nr 1 im. Henryka Sienkiewicza (zał. 1973), Zespół Szkół nr 2 im. Aleksandra Świętochowskiego (zał. 1994), Zespół Szkół nr 3 im. Władysława Stanisława Reymonta (zał. 1992) i IV Liceum Ogólnokształcące im. Jana Pawła II (zał. 1992) oraz Zespół Placówek, a także Poradnia Psychologiczno-Pedagogiczna. W skład wymienionych trzech zespołów szkół wchodzą technika, licea lub szkoły branżowe.
Samorząd Województwa Lubelskiego jest organem prowadzącym Szkołę Policealną – Medyczne Studium Zawodowe im. Janusza Korczaka.

## Kultura
- Łukowski Ośrodek Kultury[147]
- Kino Łuków, wcześniej Kino Oaza[148]

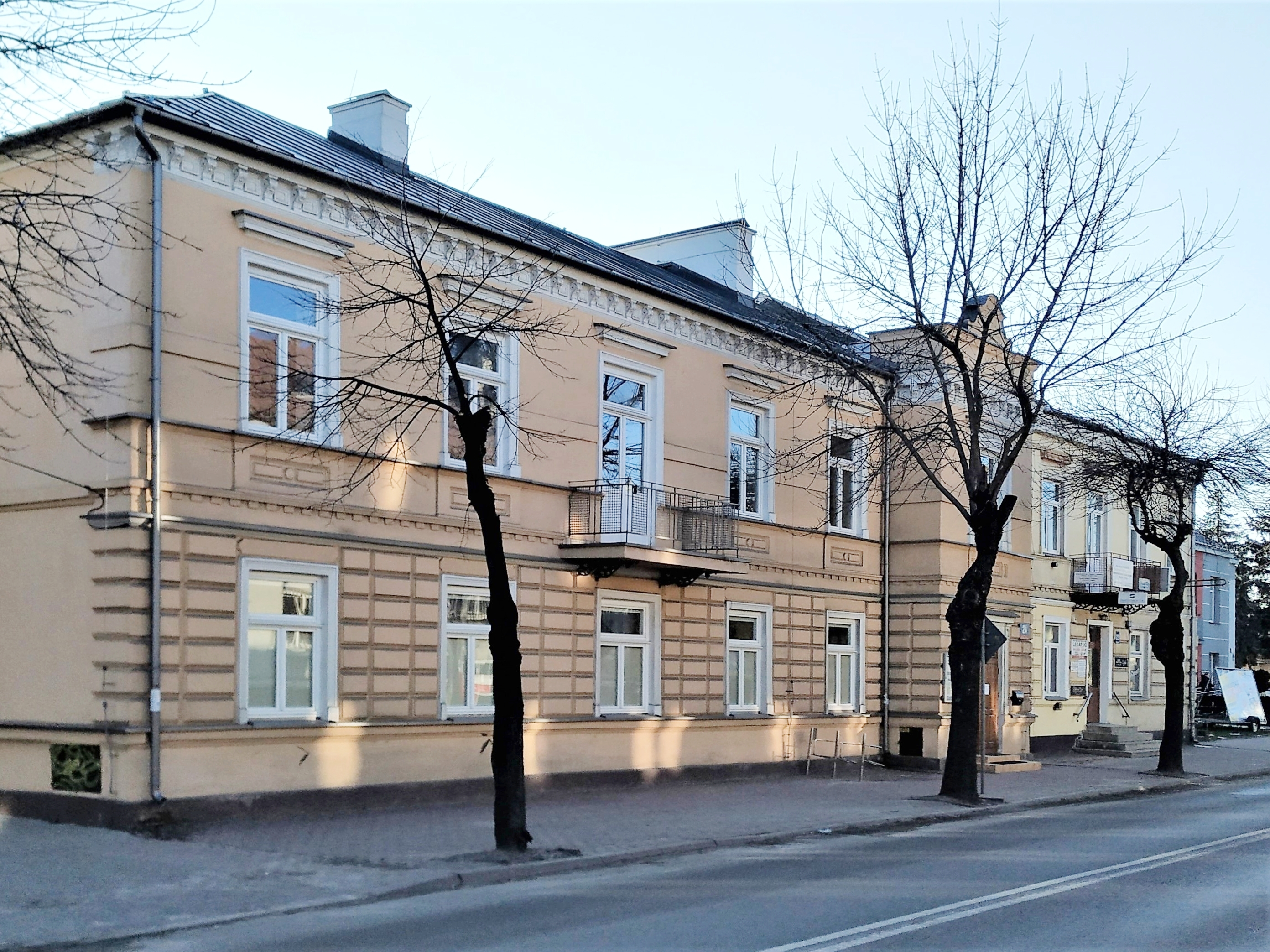
Budynek Miejskiej Biblioteki Publicznej im. Henryka Sienkiewicza (1903–1905)

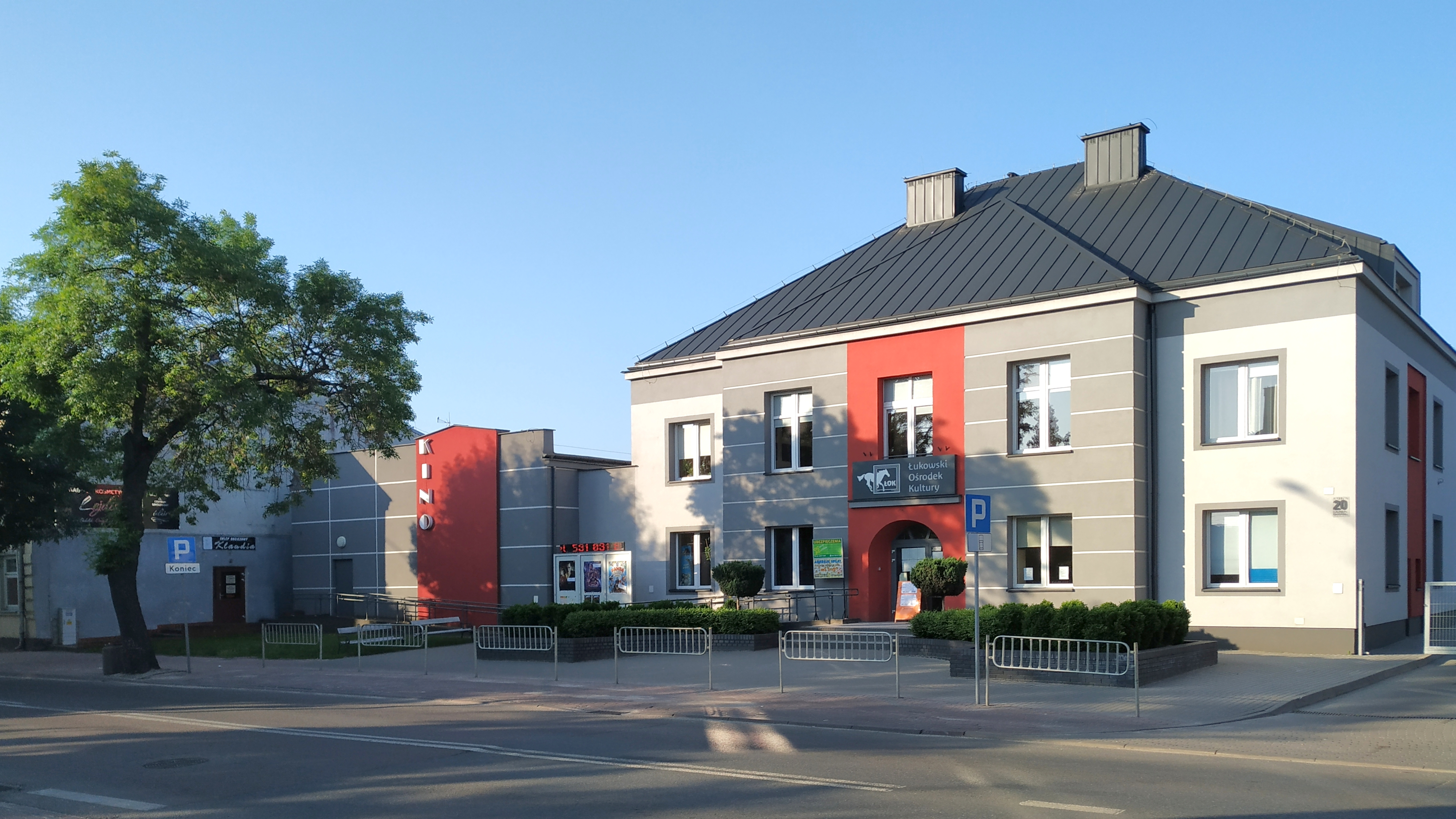
Budynek Łukowskiego Ośrodka Kultury i Kina Łuków

- Miejska Biblioteka Publiczna im. Henryka Sienkiewicza[149]; do końca 2011 r. działała w strukturze ŁOK, następnie niezależna od niego[150].
- Państwowa Szkoła Muzyczna I stopnia im. Mieczysława Karłowicza, zał. 1945 r.[151]
- Klub „Apis” przy Łukowskiej Spółdzielni Mieszkaniowej; przy nim działa m.in.
  - Bractwo Literackie „Łukowianin”, zał. 2002 r.
  - Załoga Obronna Kasztelu Łuków – grupa rekonstrukcji historycznej, zał. 2002 r.
- Chór „Lutnia” I Liceum Ogólnokształcącego im. T. Kościuszki, zał. 1999 r. przez społecznika i nauczyciela muzyki kilku łukowskich szkół Tadeusza Borkowskiego (zmarł 3 VI 2012)
- Studio Tańca „Incognito”; zespół założono w 2004 r.
- Dziecięcy Zespół Regionalny „Kropelki Rosy” założony w 2005 r.

## Instytucje i stowarzyszenia regionalistyczne

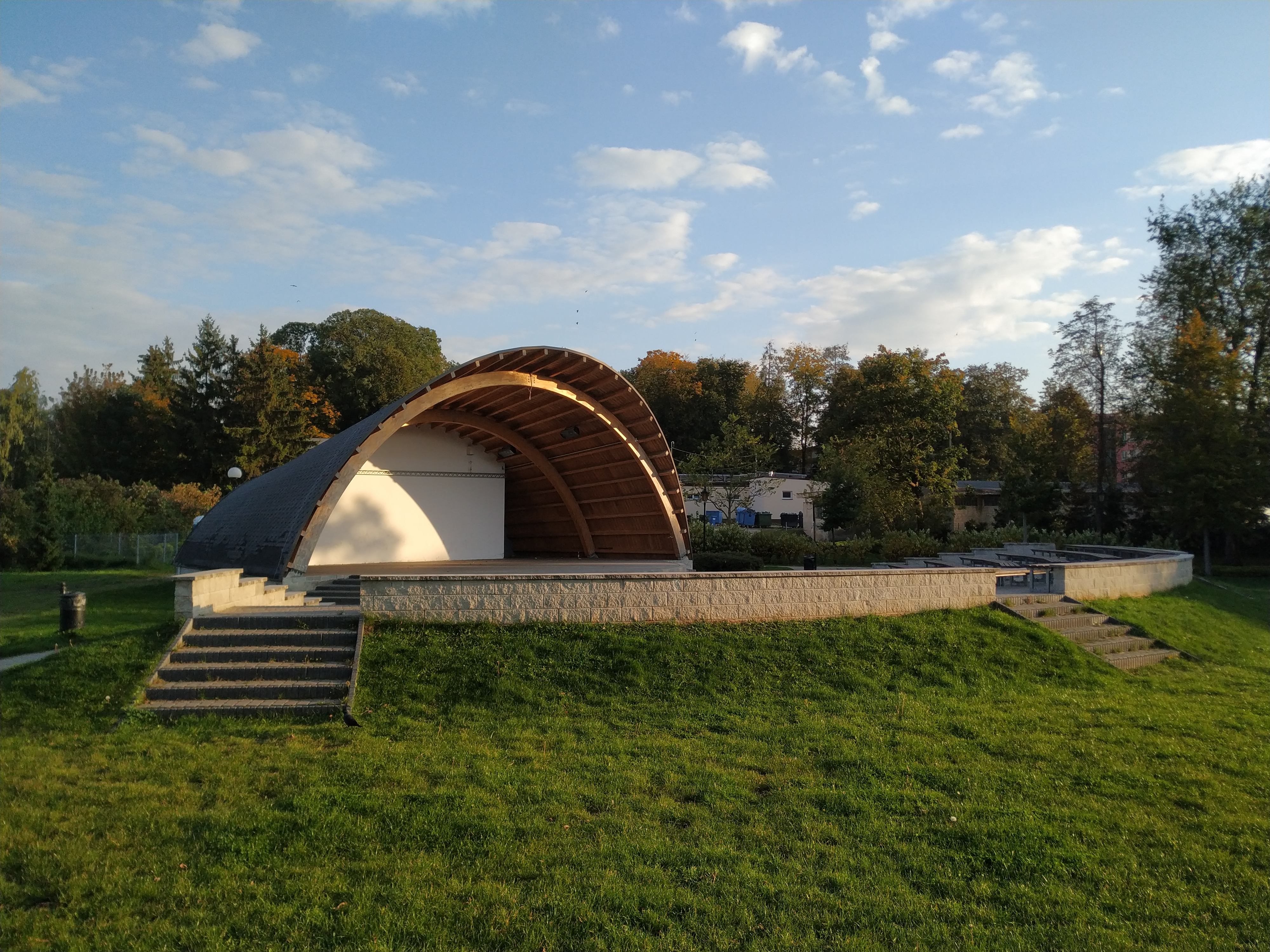
Amfiteatr w parku Miejskim

Zestawiono tu instytucje i stowarzyszenia regionalistyczne oraz szerszego zakresu prowadzące podobną działalność.
- Miejska Biblioteka Publiczna im. Henryka Sienkiewicza, założona w 1908 r.[149]
- Towarzystwo Przyjaciół Ziemi Łukowskiej, zał. 1957 r. Wydaje m.in. „Zeszyty Łukowskie”.

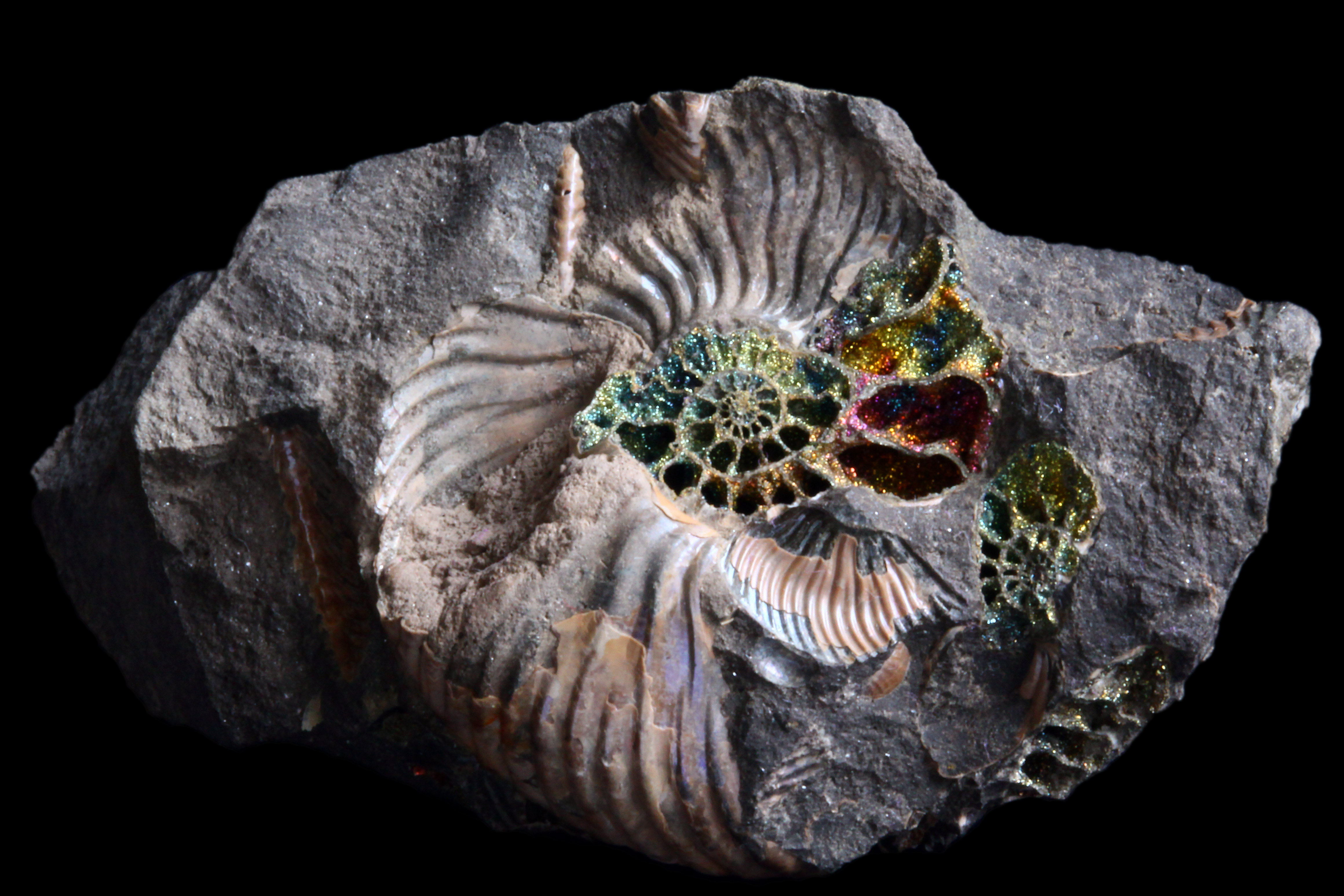
Skamieniałość jurajska – amonit Quenstedtoceras sp. z rejonu Łukowa

- Muzeum Regionalne w Łukowie, zał. 1960 r. – wystawy etnograficzne, sztuki, geologiczno-paleontologiczna (amonitów z jurajskich kier lodowcowych rejonu Łukowa).
- Łukowskie Towarzystwo Regionalne imienia Jana Stanisława Majewskiego, zał. 1995. Wydaje m.in. „Nową Gazetę Łukowską”, a od początku bieżącego stulecia – rocznik „Łuków i Ziemia Łukowska. Kalendarium kronikarskie”.
- Stowarzyszenie Społeczno-Kulturalne „Nasz Region”, zał. 2001. W latach 2002–2004 wydawało dwutygodnik „Puls Naszego Regionu”. M.in. prowadzi Dziecięcy Zespół Regionalny „Kropelki Rosy” zał. 2005 r.
- Łukowskie Stowarzyszenie Rozwoju, zał. 2002 r. Wśród różnokierunkowych działań prowadzi(ło) Portal Historyczny Miasta Łuków.
- Bractwo Literackie „Łukowianin”, działające w Klubie „Apis” przy ŁSM, zał. 2002 r.
- Stowarzyszenie „Nasze Dziedzictwo”, zał. 2007 r.
- Stowarzyszenie Zespół Pieśni i Tańca Ziemi Łukowskiej „Łukowiacy”, zał. 1999 r.
- grupa skupiona wokół serwisu internetowego „Łuków Historia. Historyczna galeria Miasta Łuków”, zał. 2010 r.
- Towarzystwo Przyrodniczo-Historyczne „Orlik”, zał. 2015 r.
- Stowarzyszenie „Łukowskie Forum Rozwoju”, zał. 2015 r.
- Stowarzyszenie Alternatywa dla Łukowa, zał. 2016 r.

## Media lokalne i regionalne

### Prasa
Pierwszym łukowskim pismem lokalnym po 1989 roku był „Głos Łukowa”, przez pierwsze miesiące – pismo miejscowego OKW NSZZ „Solidarność”, potem – niezależny Obywatelski Dwutygodnik Ziemi Łukowskiej. Ukazywał się regularnie do końca 2006 r., a okazjonalnie (wydania specjalne) – do jesieni 2008 r.
W 2011 r., od 18 IV do 15 XII, był wydawany tygodnik Łukowska Gazeta Lokalna oraz, od III, miesięcznik Gazeta Łukowska.
Jako czasopismo społeczno-kulturalne, w latach 1995–2020 ukazywała się Nowa Gazeta Łukowska – miesięcznik Towarzystwa Regionalnego im. J. S. Majewskiego w Łukowie.
Obecnie w Łukowie redagowane i kolportowane jest jedno czasopismo o zasięgu powiatu łukowskiego:
- Wspólnota Łukowska – jeden z tygodników północnej Lubelszczyzny, wydawnictwa „Wspólnota”.

Ponadto powiat łukowski znajduje się w zasięgu następujących tygodników subregionalnych:
- Tygodnik Siedlecki – redakcja w Siedlcach
- Echo Katolickie – redakcja w Siedlcach
- Słowo Podlasia – redakcja w Białej Podlaskiej
- Życie Siedleckie – redakcja w Siedlcach
- Gazeta Ogłoszeniowa – redakcja w Siedlcach

W latach 2005–2015 były wydawane w postaci książkowej „Roczniki Wyższej Szkoły Biznesu i Administracji w Łukowie”. To czasopismo naukowe związane z profilem uczelni zawierało pojedyncze artykuły odnoszące się do historii powiatu łukowskiego.

### Radio
Stacjami radiowymi informującymi o sytuacji w mieście są:
- Katolickie Radio Podlasie[154]
- Radio Lublin
- Radio Eska

### Telewizja
- Łukowski Program Telewizyjny, czyli Master TV Łuków – telewizja kablowa transmitowana w sieci UPC na wszystkich osiedlach bloków mieszkalnych w Łukowie oraz, w mniejszej rozdzielczości, w Internecie.
- Lukman TV – już niedziałająca
- Magnes.TV – funkcjonująca w latach 2012–2020 telewizja dostępna w sieci światłowodowej operatora telekomunikacyjnego FEROmedia oraz w Internecie

Telewizją regionalną odbieraną w powiecie łukowskim jest TVP Lublin.

### Internet
Liczne lokalne witryny internetowe instytucji samorządowych, społecznych, niektórych parafii, strony www osób i przedsiębiorstw prywatnych. Prawie wszystkie redakcje wyżej wymienionych mediów prowadzą własne serwisy internetowe. Najstarszą stroną WWW o „grodzie nad Krzną” jest nieaktualizowany już Wirtualny Łuków, w sieci od 1996 roku. Pierwsza nieoficjalna strona Miasta Łuków. Bogaty zakres miała pierwsza wersja oficjalnej witryny internetowej Miasta Łuków, powstała w 1999 r.
W Internecie funkcjonują też lokalne serwisy informacyjne, jak Lukow24.pl i Kurier Łukowski.

## Sport i rekreacja

### Instytucje, stowarzyszenia, kluby sportowe
- Ośrodek Sportu i Rekreacji w Łukowie, który posiada m.in. letnie baseny w śródmieściu, krytą pływalnię oraz zalew w dolinie Krzny Pd. w sąsiedztwie lasu Zimna Woda.
- Łukowski Klub Sportowy „Orlęta Łuków”, zał. 1923 r.
- Miejski Międzyszkolny Klub Sportowy „Amonit” zał. 1994 r.
- TKKF Ognisko „Niedźwiadek”, działa od 1995 r.
- Stowarzyszenie Szachistów „Szachpol” w Łukowie założone w 1995 roku, prowadzi klub sportowy w zakresie szachów
- Międzyszkolny Klub Sportowy „Delfinek” w Łukowie, zał. 2000 r.
- Klub Strzelectwa Sportowego „Orlik” w Łukowie, działa od 2002 r.
- Łukowskie Stowarzyszenie Rozwoju założyło w 2007 r. i prowadzi klub sportowy „ŁSR Orlik 2006 Łuków” w zakresie piłki nożnej chłopców.
- Stowarzyszenie Piłki Ręcznej „Łukovia” Łuków założone w 2002 roku, prowadzi klub sportowy piłki ręcznej dziewcząt[157]

### Obiekty infrastruktury

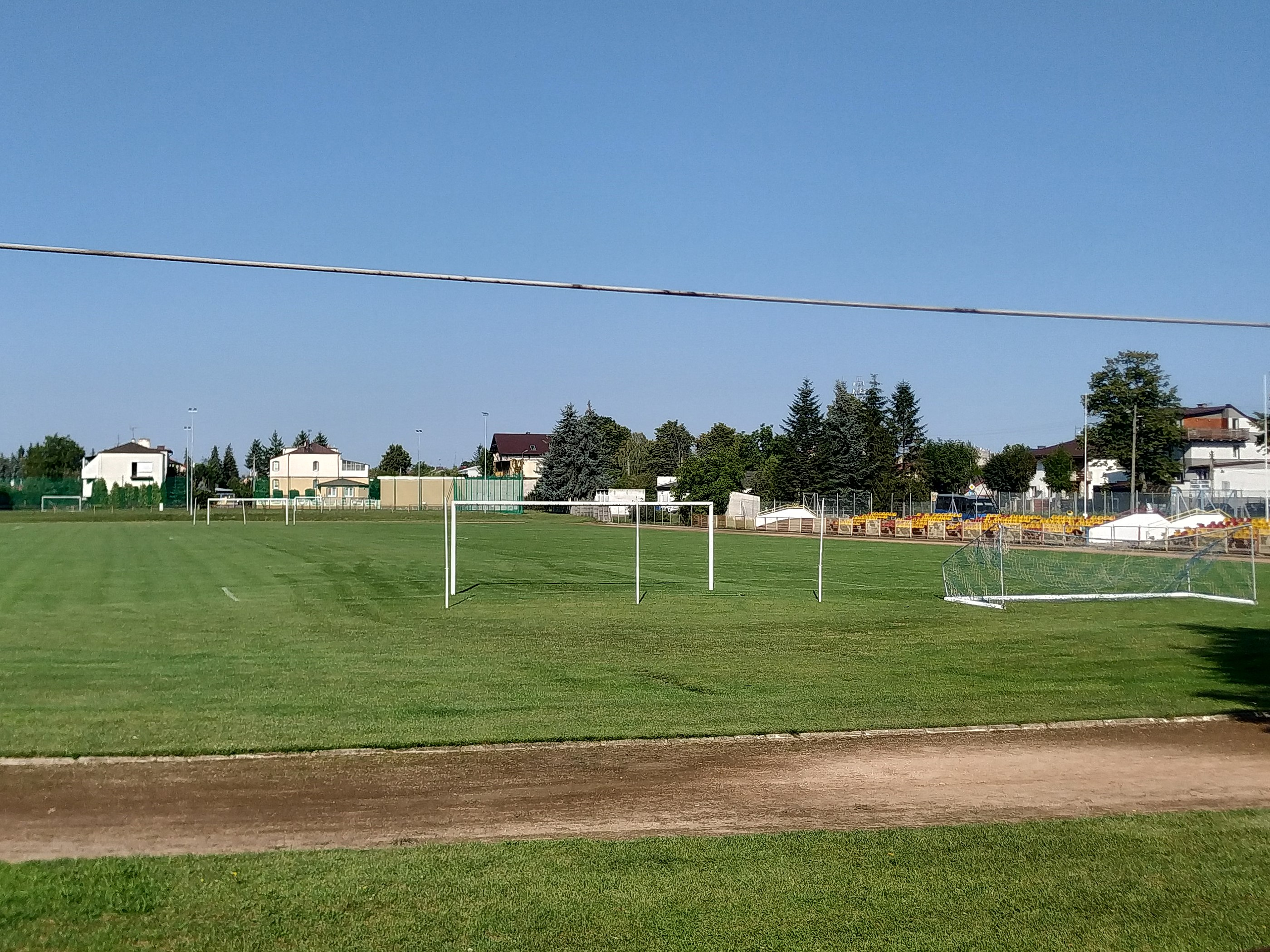
Stadion klubu Orlęta Łuków
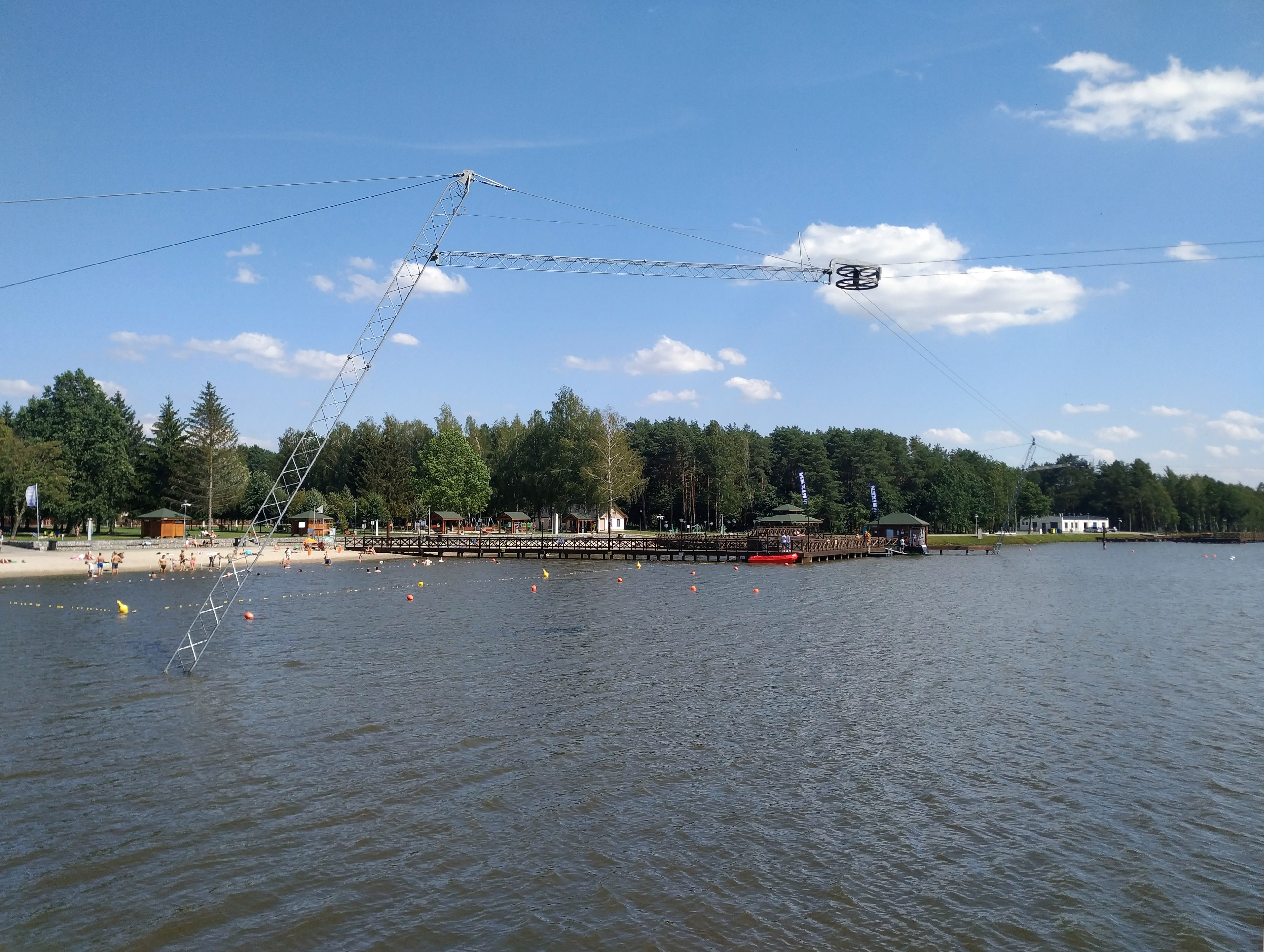
Zalew Zimna Woda (po rewitalizacji)
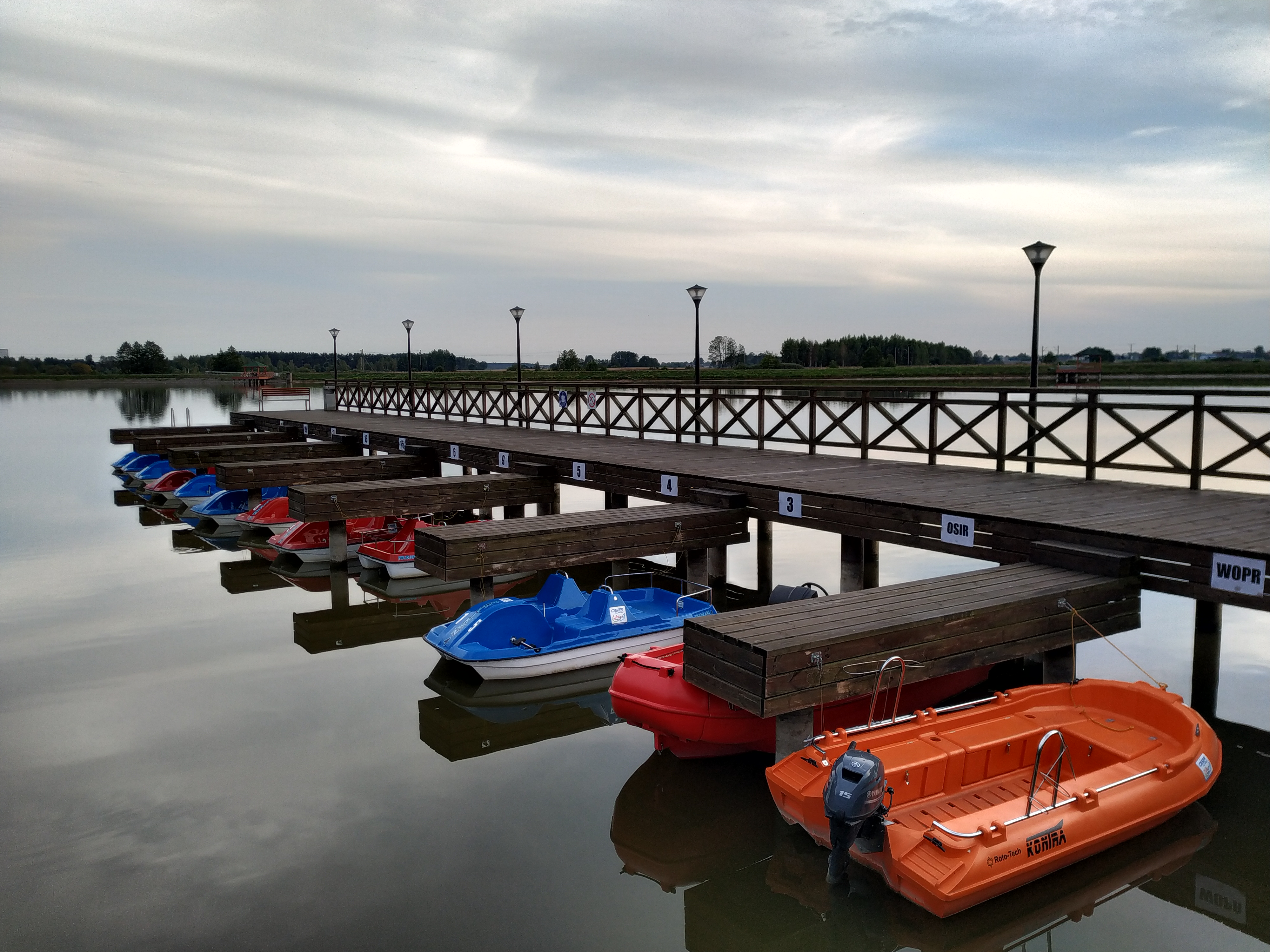
Zalew Zimna Woda – przystań dla sprzętu wodnego
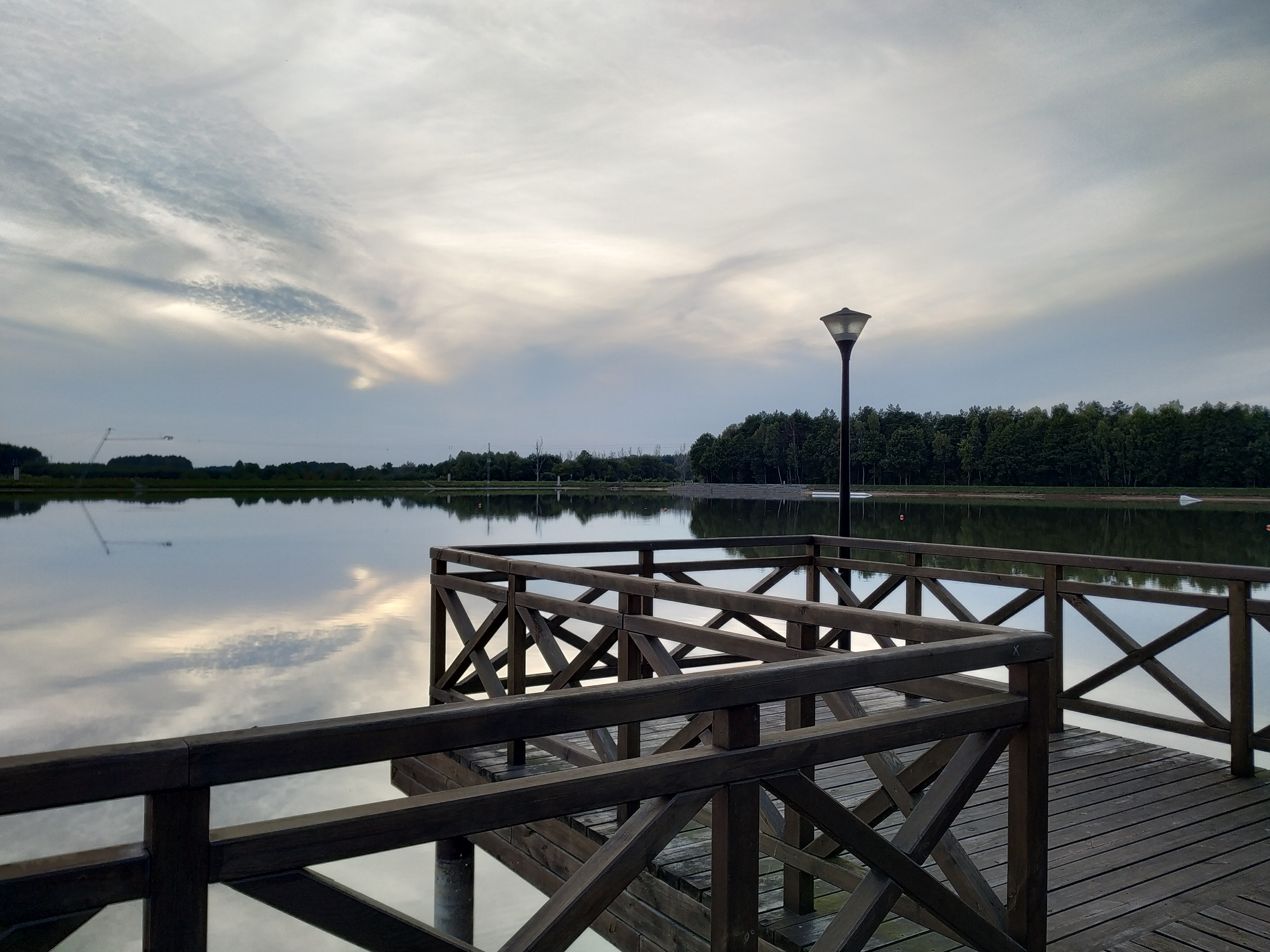
Zalew Zimna Woda
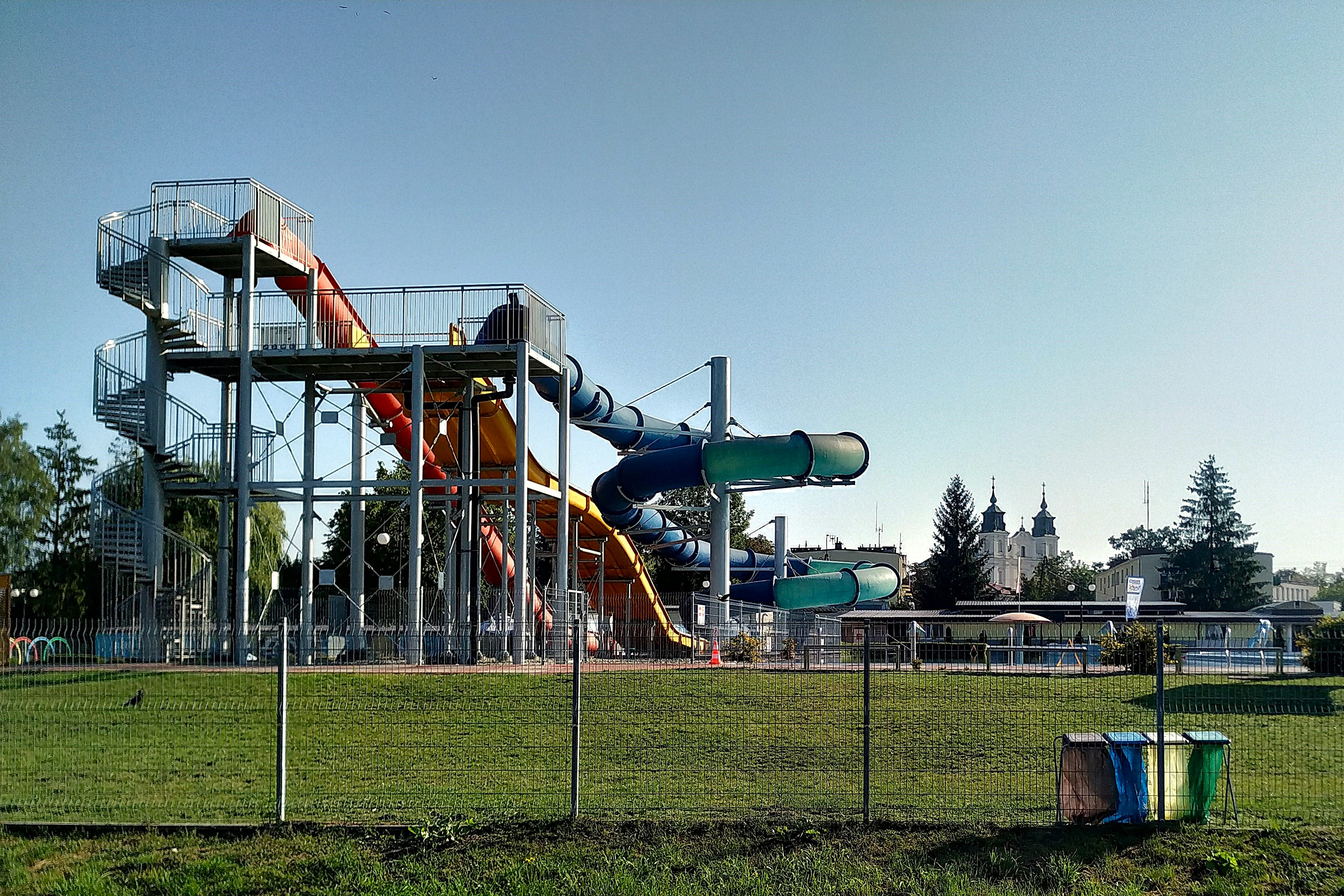
Pływalnia Letnia „Delfin”
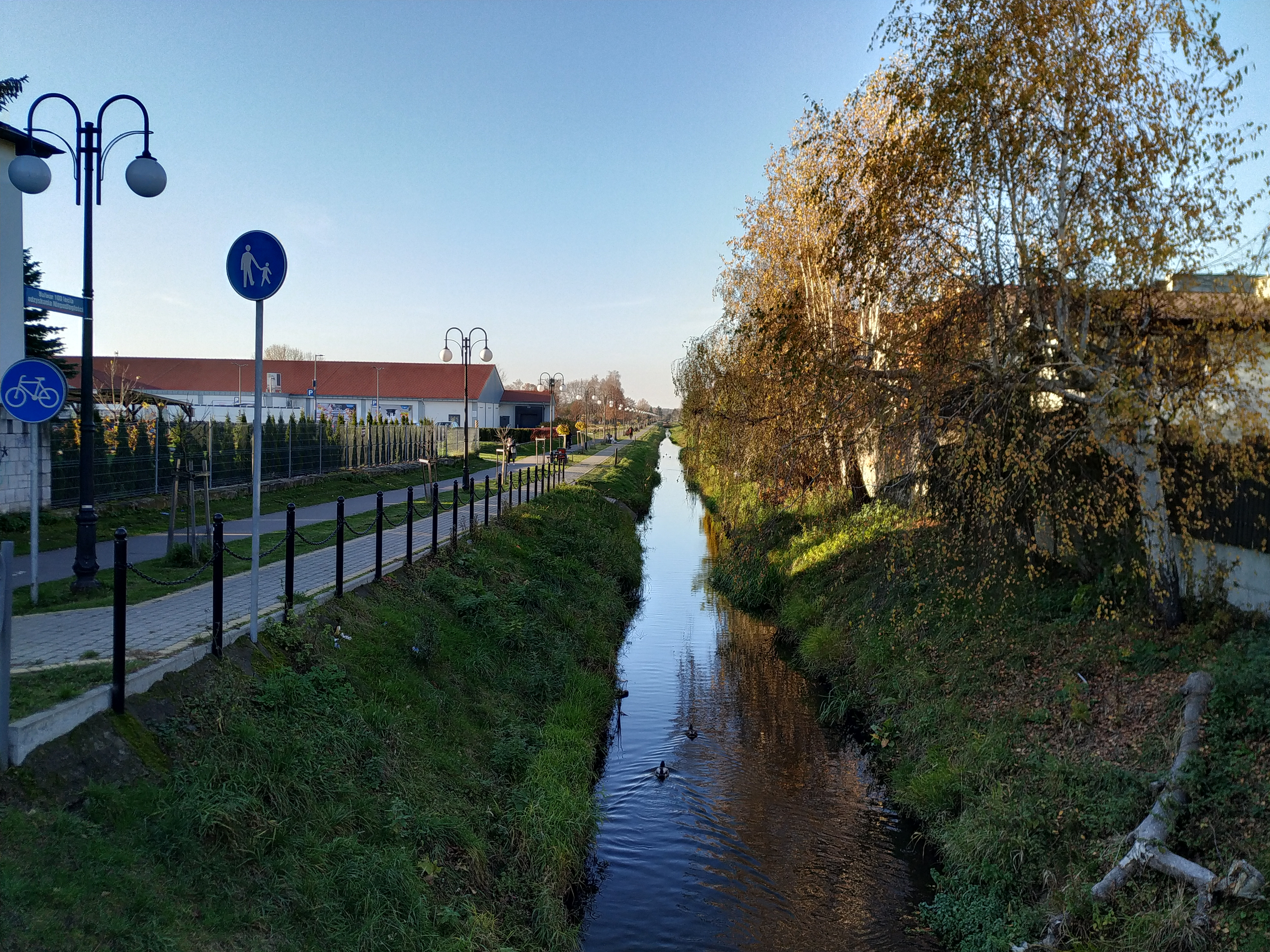
Krzna Południowa i bulwar 100-lecia Odzyskania Niepodległości

- boisko ŁKS „Orlęta” Łuków[158]
- boiska „Orlik”
- baseny letnie przy ul. Browarnej[159]
- kryta pływalnia „Delfinek” przy ul. Siedleckiej[160]
- zalew Zimna Woda, zrewitalizowany w pierwszym etapie w latach 2017–2018 oraz w drugim, do czerwca 2021 r. – wraz z rozbudową jego infrastruktury rekreacyjnej
- siłownia zewnętrzna w parku Miejskim
- wiele społecznych stref aktywności, na osiedlach, urządzonych z programu rządowego OSA
- skatepark w parku Miejskim
- promenada wraz z trasą rowerową nad Krzną Południową od ul. Warszawskiej do al. Wojska Polskiego, ukończona w 2018 r.

## Religia

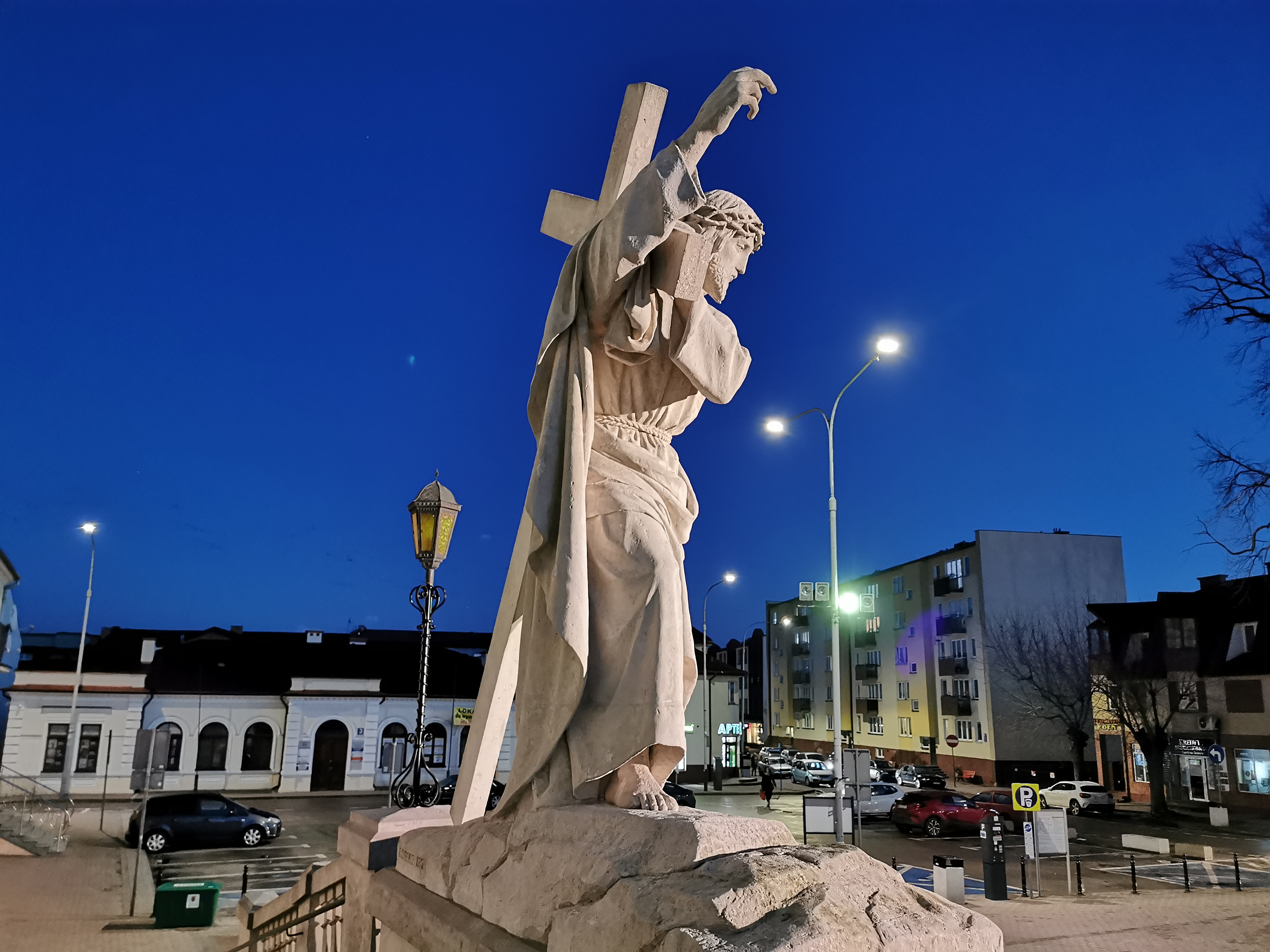
Figura Chrystusa z 1883 r. autorstwa Bolesława Syrewicza na balustradzie przed wejściem do Kolegiaty Przemienienia Pańskiego

Łuków wraz z okolicą, początkowo w promieniu 20–40 km, od XII wieku należał do parafii łukowskiej archidiakonatu radomskiego diecezji krakowskiej. W 1790 roku parafia została włączona do diecezji chełmskiej, a w 1807 do nowo utworzonej diecezji lubelskiej. W 1818 roku, kiedy erygowano diecezję janowską, czyli podlaską, znalazły się w niej również tereny należące do dekanatu łukowskiego. W 1867 roku na mocy ukazu carskiego Aleksandra II diecezja podlaska została skasowana i przyłączona do lubelskiej. Taki stan trwał do roku 1918, kiedy reaktywowano diecezję podlaską.
W Łukowie mają siedzibę 4 parafie rzymskokatolickie:
- parafia kolegiacka pw. Przemienienia Pańskiego, spadkobierczyni najstarszych kościołów łukowskich
- parafia pw. Podwyższenia Krzyża Świętego, erygowana w 1920 r.
- parafia pw. Najświętszej Maryi Panny Matki Kościoła, erygowana w 1989 r.
- parafia pw. św. Brata Alberta, erygowana w 1992 r.

W Łukowie prowadzą posługę dwa zgromadzenia zakonne:
- Zgromadzenie Sióstr Najświętszej Rodziny z Nazaretu – siostry nazaretanki, które m.in. prowadzą Dom Pomocy Społecznej dla Dzieci i Młodzieży Niepełnosprawnej oraz niepubliczne przedszkole
- Zgromadzenie Sióstr Miłosierdzia św. Wincentego a Paulo, które m.in. prowadzi w mieście Specjalny Ośrodek Wychowawczy

Liczbę osób innych wyznań mieszkających na terenie czterech łukowskich parafii (w tym trzech o charakterze miejsko-wiejskim) szacuje się na ok. 340 na 35 142 parafian rzymskokatolickich, co stanowi ok. 1%.
Na terenie Łukowa działalność duszpasterską prowadzi także zbór Kościoła Adwentystów Dnia Siódmego oraz placówka misyjna Kościoła Ewangelicznych Chrześcijan.
W mieście działalność kaznodziejską prowadzi również zbór Łuków Świadków Jehowy, posiadający Salę Królestwa przy Al. Tadeusza Kościuszki 46.

## Współpraca międzynarodowa
Miasta i gminy partnerskie:
- Łoździeje (Lazdijai)
- Voisins-le-Bretonneux
- Tõrva
- Baranówka (Baraniwka)
- Sykkylven